# Nancy
Cet article possède un paronyme, voir Nangy.
Cet article concerne la ville française. Pour les autres significations, voir Nancy (homonymie).
Nancy (prononcé : /nɑ̃.si/) est une commune française située en Meurthe-et-Moselle dans la région Grand Est, en Lorraine.
Cette ville est située sur les rives de la Meurthe à quelques kilomètres en amont de son point de confluence avec la Moselle, un affluent du Rhin. Localisée à 47 km au sud de Metz, à 75 km du massif vosgien et à 281 km (entre 320 et 350 km selon l'itinéraire en voiture) à l'est de Paris, c'est l'ancienne capitale du duché de Lorraine, la préfecture du département de Meurthe-et-Moselle et le siège de la métropole du Grand Nancy, une des 21 métropoles de France.
La ville compte 104 387 Nancéiens en 2022 et se situe au cœur d'une agglomération de 287 000 habitants, elle-même pôle d'une aire métropolitaine de 511 000 habitants. Nancy, seconde ville la plus peuplée de Lorraine après Metz, est en revanche la première agglomération de Lorraine en nombre d'habitants devant celles de Metz, Thionville et Épinal avec lesquelles elle forme le Pôle métropolitain du Sillon Lorrain. Nancy est démographiquement la seconde agglomération de la région Grand Est, après celle de Strasbourg, et la 16e de France.
Nancy a la particularité d’être une des villes les plus denses de France. Enclavée entre la forêt périurbaine de Haye à l’ouest et la Meurthe à l’est, elle est en 2019 avec ses 6 999 hab/km2, la 75e commune la plus densément peuplée de France, la 8e hors Île-de-France et la 1re de la région Grand Est. Cette importante densité s’illustre notamment à travers la forte concentration d’immeubles de grande hauteur (IGH) dans son hypercentre.
Les spécialités culinaires de Nancy sont : le macaron de Nancy, bergamote de Nancy, la mirabelle, le gâteau Saint Epvre, les duchesses de Lorraine, le pain d'épices, les chocolats et le baba au rhum.
Nancy est une des principales villes universitaires de France grâce à ses 52 000 étudiants en 2020, ses nombreuses facultés, son campus universitaire Artem et ses neuf écoles d'ingénieurs de l'université de Lorraine (dans le top 300 du classement de Shanghai). L'agglomération abrite un des principaux pôles de santé et de technologie en Europe avec son CHRU réputé sur le plan international pour ses innovations en robotique chirurgicale et son technopôle de Brabois. Siège de plusieurs directions régionales de l'État, de grands groupes comme EDF et d'entreprises du secteur bancaire, Nancy constitue la 5e place financière de France. Également ville thermale depuis le début du XXe siècle, Nancy aspire à devenir une des plus grandes stations thermales urbaines mondiales avec son projet Grand Nancy Thermal.
Cité fortifiée fondée au début du XIe siècle avant de devenir capitale du duché de Lorraine jusqu'à son annexion à la France en 1766,, Nancy est le chef-lieu du département de la Meurthe à partir de 1790, puis de Meurthe-et-Moselle depuis 1871. De son passé de capitale ducale, Nancy bénéficie aujourd'hui d'une renommée pour son nombre important de monuments historiques, ses nombreuses portes fortifiées faisant jadis partie des remparts entourant la ville médiévale, et pour ses trois places classées au patrimoine mondial de l'UNESCO, notamment sa place Stanislas, du nom du dernier duc de Lorraine, Stanislas Leszczynski.
Ville d’art, elle est l'un des berceaux européens de l'Art nouveau grâce à l'École de Nancy qui réunit entre autres l'artiste et industriel Émile Gallé, le peintre Victor Prouvé, ou encore la cristallerie Daum. Avec l'Opéra National de Lorraine, Nancy compte un des six opéras nationaux de France.
La ville est contournée par une rocade périphérique constituée d'un réseau routier urbain et autoroutier comprenant l’A31, une autoroute à débit important reliant Nancy à Metz et au Luxembourg, l'A33, l'A330 et la RN 4. Sa gare ferroviaire assure des liaisons TER et TGV avec de nombreuses destinations nationales. L'aéroport de Metz-Nancy-Lorraine situé à 32 km au nord et l’aéroport de Nancy-Essey constituent les principales infrastructures aériennes commerciales à proximité de la ville. Aussi, son port de plaisance accueille chaque année des milliers de bateaux. Les médias L'Est Républicain et France 3 Lorraine, dont les sièges sociaux sont situés à proximité de Nancy, couvrent l’actualité de la ville et de la région.

## Géographie

### Localisation
Nancy se situe dans le Grand Est français, au sud du département de Meurthe-et-Moselle. La ville se trouve au croisement de deux grands axes européens de circulation : l’axe nord-sud Bruxelles-Luxembourg-Metz-Nancy-Lyon-Marseille, qui relie directement la mer du Nord à la mer Méditerranée en traversant la Lorraine par le Sillon mosellan ; l’axe est-ouest entre Paris et Strasbourg.
Elle fait partie de la région culturelle et historique de Lorraine.
Par distance orthodromique :
- à l'échelle nationale, Nancy est distante de 281 km de Paris, de 116 km de Strasbourg et de 341 km de Lyon[18] ;
- à l'échelle régionale (euro-région Saar-Lor-Lux), Nancy est située à 47 km au sud de Metz, préfecture de la Moselle, 60 km au nord d'Épinal, préfecture des Vosges, 74 km à l'est de Bar-le-Duc, préfecture de la Meuse, 102 km au sud de Luxembourg, capitale du grand-duché, 121 km au sud-ouest de Sarrebruck, capitale de la Sarre[18] ;
- à l'échelle départementale, Nancy se trouve à 21 km à l'est de Toul, 26 km au nord-ouest de Lunéville et à 64 km au sud de Briey[18].

### Communes limitrophes
Les communes limitrophes sont Vandœuvre-lès-Nancy, Jarville-la-Malgrange, Laxou, Malzéville, Maxéville, Saint-Max, Tomblaine et Villers-lès-Nancy.
| Maxéville         | Malzéville          | Saint-Max             |
| Laxou             | Nancy               | Tomblaine             |
| Villers-lès-Nancy | Vandœuvre-lès-Nancy | Jarville-la-Malgrange |

### Topographie
Nancy est située au cœur des côtes de Moselle, dans une demi-cuvette entre plusieurs collines formant des petits plateaux souvent boisés, aux coteaux parfois abrupts (altitude variant entre 200 m et 400 m). La plaine dans laquelle se place la cité est sans ouverture à l'ouest et au nord-est. Nancy possédait au Moyen Âge une valeur défensive topographique médiocre du fait de sa situation en cuvette. Frouard, qui possédait d'ailleurs un château, et sa position au point de confluence, ou Saint-Nicolas-de-Port par exemple, auraient sans doute été des choix géographiques plus stratégiques pour une place forte. Cependant, lors de la création de la ville, le site de Nancy était une plaine au cœur du duché de Lorraine permettant un développement urbain peu contraignant.

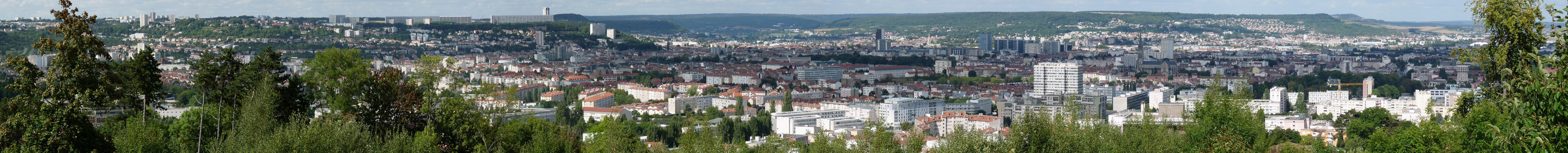
Panorama de la Métropole du Grand Nancy.

### Géologie et relief
Nancy se trouve dans une cuvette comportant quatre grandes couches de roches, :
- d'abord le Bajocien supérieur, composé d'oolithes et de marnes ;
- ensuite le Bajocien inférieur, principalement composé de calcaire à polypiers, de calcaire à entroques et de calcaire sableux, mais aussi d'oolithes cannabines et de marnes ;
- puis la couche la plus caractéristique de la Lorraine, le Toarcien supérieur, où l'on trouve notamment des formations ferrifères, appelées plus couramment en Lorraine Minette.
- enfin le Toarcien, composé de trois sous-couches : le grès supraliasique, les marnes à septarias et les schistes cartons.

Hydrogéologie et climatologie : Système d’information pour la gestion des eaux souterraines du bassin Rhin-Meuse :
Territoire communal : Occupation du sol (Corinne Land Cover); Cours d'eau (BD Carthage),
Géologie : Carte géologique; Coupes géologiques et techniques,
 Hydrogéologie : Masses d'eau souterraine; BD Lisa; Cartes piézométriques.

### Hydrographie et eaux souterraines

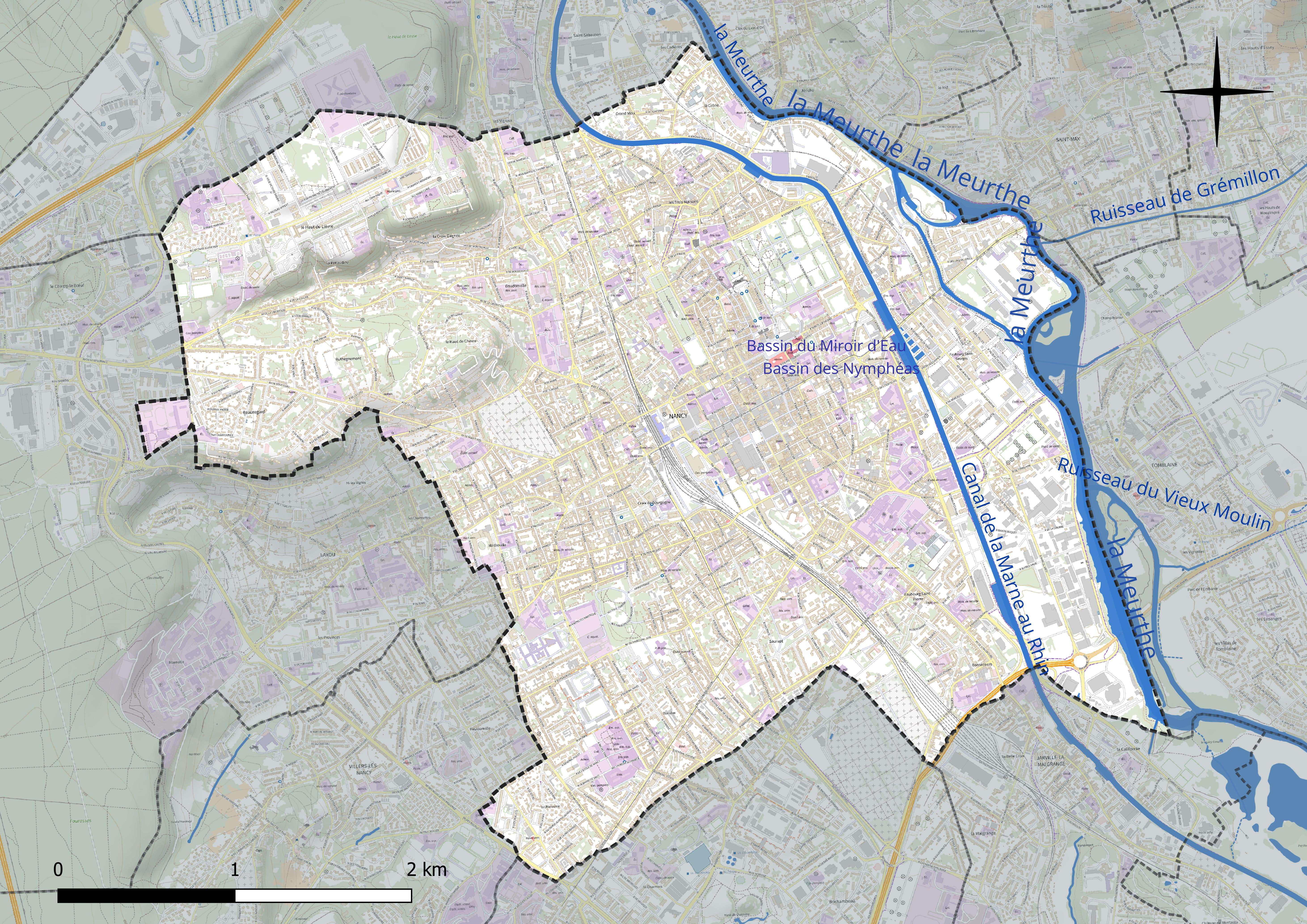
Réseau hydrographique de Nancy.

Nancy est située à quelques kilomètres en amont du point de confluence de la Moselle et de la Meurthe. Les alentours de la plaine nancéienne sont traversés par différents cours d'eau, naissant sur les hauteurs avoisinantes et se jetant dans la Meurthe, comme le Grémillon, le Boudonville, la Villette, le Nabécor, le Brichambeau, le Frahaut, l'Asnée et l'Amezule. La Meurthe n'occupe pas une position centrale dans la ville puisqu'elle marque la frontière est de la commune, à l'écart de la ville-vieille. Les cours d'eau nancéiens, après une longue période de relatif délaissement, tendent à redevenir depuis les années 1990 des éléments attractifs vers lesquels se tourne la cité comme les jardins d'eau dessinés par Alexandre Chemetoff.
Le risque d’inondation existe, en cas de ruissellement trop important, malgré les 31 bassins de rétention d'une capacité totale de 260 000 m3 présents sous l'agglomération. Du 21 au 22 mai 2012, la ville a été victime des plus violentes inondations de son histoire depuis celles de 1949. Elles ont submergé plusieurs rues et entrainé plusieurs millions d'euros de dégâts.
Cours d'eau traversant la commune :
- Canal de la Marne au Rhin[27].
- La Meurthe[28].

### Climat
Pour des articles plus généraux, voir Climat du Grand Est et Climat de Meurthe-et-Moselle.
En 2010, le climat de la commune est de type climat océanique dégradé des plaines du Centre et du Nord, selon une étude du Centre national de la recherche scientifique s'appuyant sur une série de données couvrant la période 1971-2000. En 2020, Météo-France publie une typologie des climats de la France métropolitaine dans laquelle la commune est exposée à un climat semi-continental et est dans la région climatique Lorraine, plateau de Langres, Morvan, caractérisée par un hiver rude (1,5 °C), des vents modérés et des brouillards fréquents en automne et hiver.
Pour la période 1971-2000, la température annuelle moyenne est de 10 °C, avec une amplitude thermique annuelle de 16,9 °C. Le cumul annuel moyen de précipitations est de 734 mm, avec 12,3 jours de précipitations en janvier et 9,1 jours en juillet. Pour la période 1991-2020, la température moyenne annuelle observée sur la station météorologique de Météo-France la plus proche, « Nancy-Essey », dans la commune de Tomblaine à 3 km à vol d'oiseau, est de 11,0 °C et le cumul annuel moyen de précipitations est de 746,3 mm. 
La température maximale relevée sur cette station est de 40,1 °C, atteinte le 24 juillet 2019 ; la température minimale est de −24,8 °C, atteinte le 21 février 1956,,.
| Mois                                             | jan.          | fév.          | mars          | avril        | mai          | juin         | jui.         | août         | sep.         | oct.         | nov.          | déc.          | année      |
| ------------------------------------------------ | ------------- | ------------- | ------------- | ------------ | ------------ | ------------ | ------------ | ------------ | ------------ | ------------ | ------------- | ------------- | ---------- |
| Température minimale moyenne (°C)                | −0,2          | 0             | 2,1           | 4,5          | 8,7          | 12,2         | 14,2         | 13,9         | 10,2         | 7,1          | 3,4           | 1             | 6,4        |
| Température moyenne (°C)                         | 2,6           | 3,5           | 6,9           | 10,2         | 14,2         | 17,9         | 20           | 19,6         | 15,6         | 11,3         | 6,4           | 3,5           | 11         |
| Température maximale moyenne (°C)                | 5,4           | 7,1           | 11,6          | 15,8         | 19,8         | 23,5         | 25,8         | 25,4         | 20,9         | 15,5         | 9,4           | 6             | 15,5       |
| Record de froid (°C) date du record              | −21,6 13.1968 | −24,8 21.1956 | −15,9 04.1965 | −6,8 02.1958 | −4,2 03.1960 | 1,6 05.1953  | 2 01.1962    | 2,8 26.1966  | −1,3 24.1948 | −7,9 27.1950 | −12,7 23.1998 | −21,3 30.1939 | −24,8 1956 |
| Record de chaleur (°C) date du record            | 16,8 05.1999  | 20,8 27.2019  | 26 31.2021    | 29,3 18.1949 | 33 28.2017   | 37,2 26.2019 | 40,1 24.2019 | 39,3 08.2003 | 34,4 15.2020 | 27,6 13.2023 | 22,7 02.2020  | 18,5 16.1989  | 40,1 2019  |
| Ensoleillement (h)                               | 52,4          | 80,1          | 139,6         | 181,2        | 205,6        | 223,5        | 234,8        | 219,4        | 171,9        | 104,6        | 52,1          | 43,2          | 1 708,3    |
| Précipitations (mm)                              | 64,4          | 54,8          | 54,1          | 44,3         | 67,9         | 56           | 63           | 67,2         | 61,1         | 66,5         | 68,9          | 78,1          | 746,3      |
| dont nombre de jours avec précipitations ≥ 1 mm  | 11,1          | 9,8           | 9,4           | 8,5          | 10,1         | 9,1          | 9,5          | 9            | 9            | 10,8         | 11,4          | 12,6          | 120,2      |
| dont nombre de jours avec précipitations ≥ 5 mm  | 4,6           | 3,5           | 3,7           | 3            | 4,5          | 3,7          | 4,3          | 4,7          | 4,1          | 4,5          | 4,6           | 5,5           | 50,7       |
| dont nombre de jours avec précipitations ≥ 10 mm | 1,7           | 1,3           | 1,3           | 1,1          | 1,7          | 1,6          | 1,8          | 2,3          | 1,8          | 1,8          | 1,9           | 2,4           | 20,8       |
| Nombre de jours avec neige                       | 5,5           | 7,3           | 3,5           | 0,9          | 0            | 0            | 0            | 0            | 0            | 0            | 1,9           | 5,8           | 25         |

Les paramètres climatiques de la commune ont été estimés pour le milieu du siècle (2041-2070) selon différents scénarios d'émission de gaz à effet de serre à partir des nouvelles projections climatiques de référence DRIAS-2020. Ils sont consultables sur un site dédié publié par Météo-France en novembre 2022.

## Urbanisme

### Typologie
Au 1er janvier 2024, Nancy est catégorisée grand centre urbain, selon la nouvelle grille communale de densité à sept niveaux définie par l'Insee en 2022.
Elle appartient à l'unité urbaine de Nancy, une agglomération intra-départementale regroupant 28  communes, dont elle est ville-centre,,.
Par ailleurs la commune fait partie de l'aire d'attraction de Nancy, dont elle est également la commune-centre,. Cette aire, qui regroupe 353 communes, est catégorisée dans les aires de 200 000 à moins de 700 000 habitants,.

### Occupation des sols

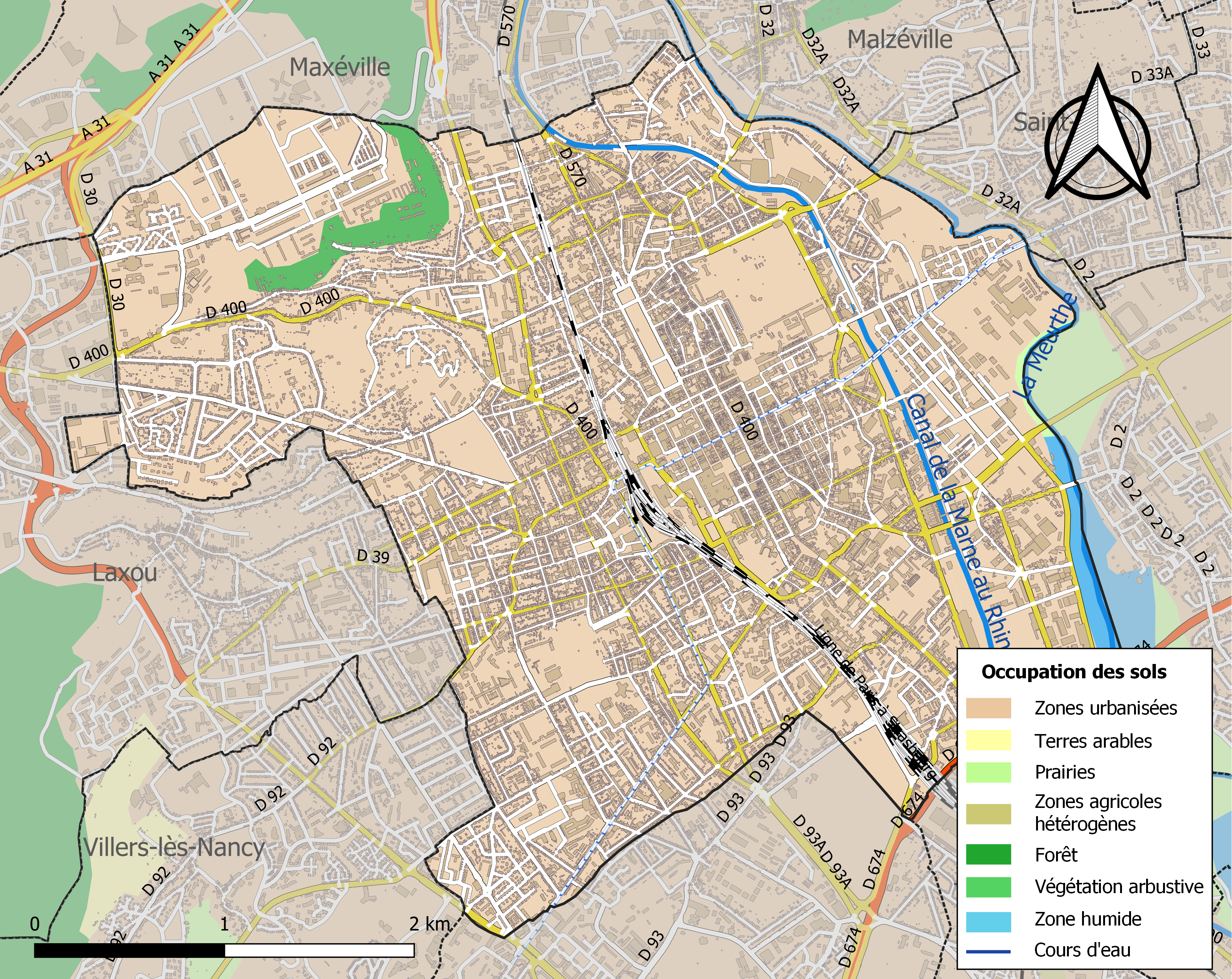
Carte des infrastructures et de l'occupation des sols de la commune en 2018 (CLC).

L'occupation des sols de la commune, telle qu'elle ressort de la base de données européenne d’occupation biophysique des sols Corine Land Cover (CLC), est marquée par l'importance des territoires artificialisés (96,7 % en 2018), en augmentation par rapport à 1990 (94,9 %).
La répartition détaillée en 2018 est la suivante : zones urbanisées (75,2 %), zones industrielles ou commerciales et réseaux de communication (18,5 %), espaces verts artificialisés, non agricoles (3 %), forêts (1,7 %), eaux continentales (1,1 %), prairies (0,6 %).
L'évolution de l’occupation des sols de la commune et de ses infrastructures peut être observée sur les différentes représentations cartographiques du territoire : la carte de Cassini (XVIIIe siècle), la carte d'état-major (1820-1866) et les cartes ou photos aériennes de l'IGN pour la période actuelle (1950 à aujourd'hui).

### Morphologie urbaine
Nancy possède une origine médiévale : la particularité de son développement est donc directement liée à l'essor du duché de Lorraine dont elle devint la capitale. Ainsi, un château édifié peu après l'an mille, à proximité d'un village nommé Nanceiacum, donnera naissance à une cité médiévale fortifiée ; l'adjonction, fait quasi unique en Europe, d'une ville-neuve à la Renaissance ; l'urbanisation des Lumières ; l'accroissement effréné du XIXe siècle ; la prospérité de la Belle Époque ; l'urbanisme sans limites du XXe siècle en ont fait la vingtième agglomération de France.
Nancy est l'exemple même d'une agglomération qui s'est développée de manière radioconcentrique autour de la ville-centre, aujourd'hui densément peuplée, avec une moyenne supérieure à 7 000 habitants au km2. La première couronne périphérique concentre l'habitat collectif de l'agglomération, sous forme de grands ensembles, bâtis dans les années 1960 et 1970, dans des localités limitrophes de Nancy comme Jarville, Tomblaine, Essey, Saint-Max, Malzéville, Maxéville, Champigneulles, Laxou et surtout Vandœuvre. La deuxième couronne, plus lointaine, est marquée par l'étalement de l'habitat individuel dans de vastes zones pavillonnaires que le développement de l'automobile a permis dans les années 1980 et 1990, phénomène concernant principalement les communes de Bouxières, Heillecourt, Houdemont, Ludres, Dombasle, Saint-Nicolas, Varangéville, Pulnoy, Liverdun et Seichamps.

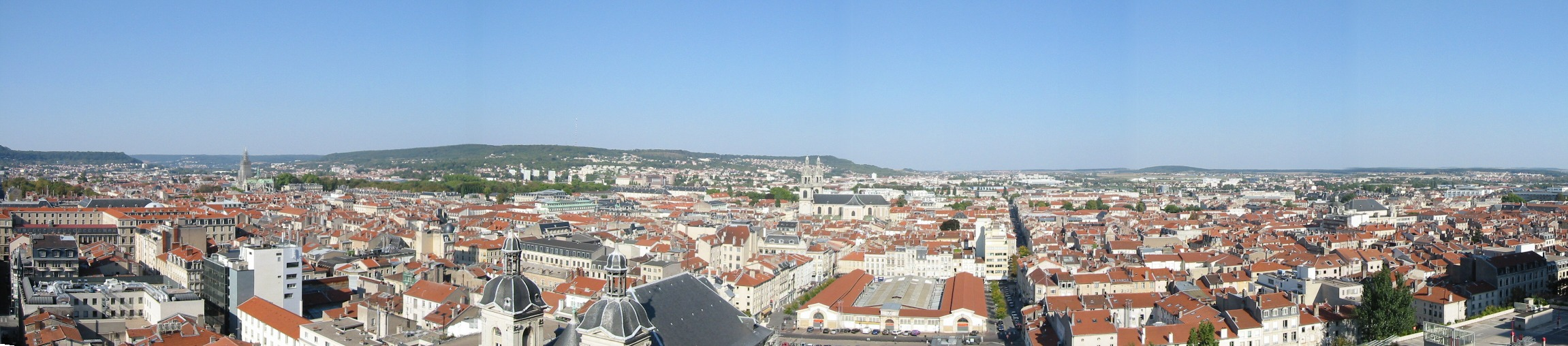
Panorama sur le centre-ville de Nancy :
Le cours Léopold • la basilique Saint-Epvre • le parc de la pépinière • la cathédrale Notre-Dame-de-l'Annonciation • la ville-neuve et l'église Saint-Nicolas
Au premier plan : clochers de l'église Saint-Sébastien et le marché couvert de Nancy.

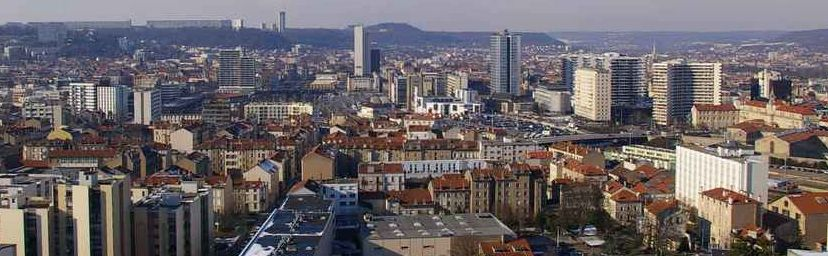
Vue rapprochée sur le quartier gare et le Centre-Est de Nancy, comprenant une grande densité d'immeubles de grande hauteur.

### Quartiers
À la suite de l'élection de Laurent Hénart en 2014, la ville est découpée en sept quartiers, et propose quatre mairies annexes. Le découpage de la ville retenu par la mairie pour les conseils de quartier de juin 2008 comptait onze quartiers. Chacun d'eux était doté d'une mairie annexe, d'un bureau de poste, et pour certains d'un poste de police.

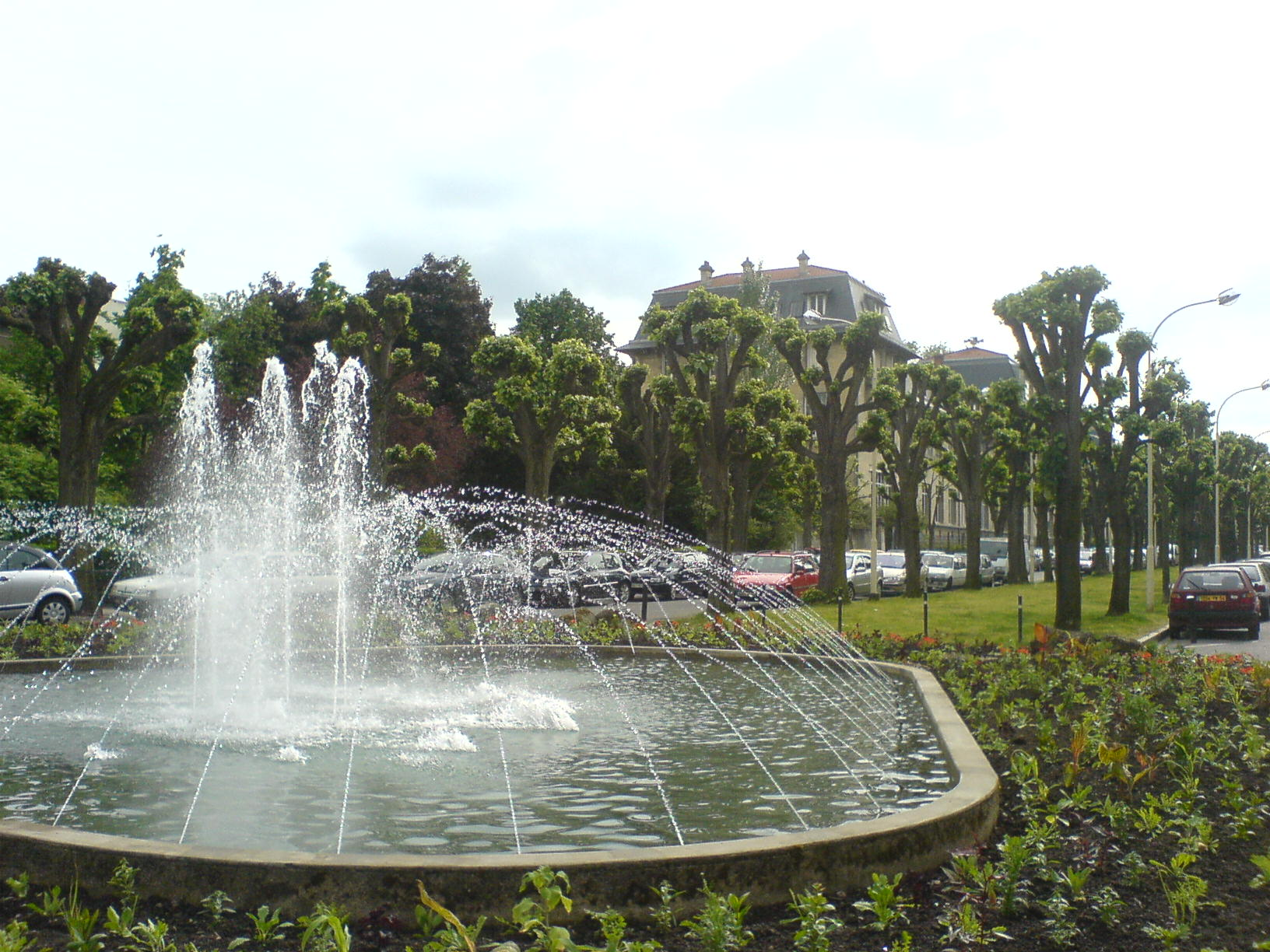
Quartier Jeanne-d'Arc.

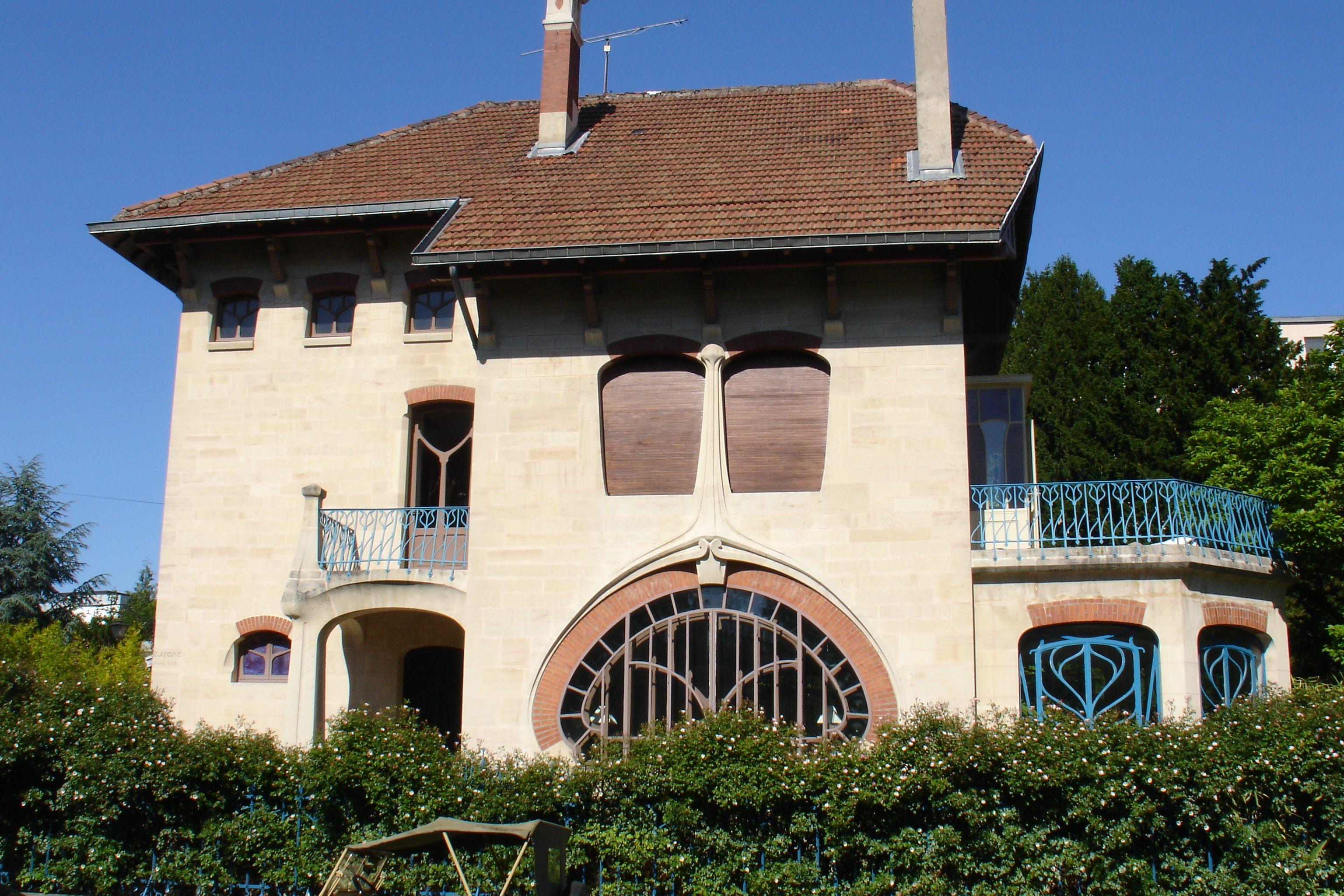
Villa les Glycines, dans le quartier de Saurupt.

1. Plateau de Haye : Haut-du-Lièvre - Parc des Carrières - Gentilly
2. Beauregard - Boufflers - Buthegnémont - Boudonville - Scarpone - Libération
3. Poincaré - Foch - Anatole France - Croix de Bourgogne
4. Haussonville - Blandan - Mon Désert - Saurupt
5. Saint Pierre - René II - Bonsecours
6. Saint Nicolas - Charles III - Ville Vieille - Trois Maisons - Léopold
7. Rives de Meurthe

En place de 2002 à 2008, l'ancien découpage, comptait douze quartiers.
Beauregard, Boudonville, Buthégnemont, Haussonville, Haut-du-Lièvre, Saint-Nicolas, Saint-Jean, Saurupt, Trois-Maisons sont tous des lieux-dits et anciens faubourgs « hors-les-murs » intégrés à la ville au fur et à mesure de sa croissance et de son histoire. La ville se développe désormais à l'est, dans le quartier Stanislas - Meurthe, sur les anciennes friches industrielles comprises entre la Meurthe et le canal de la Marne au Rhin.
À la suite de l'élection de Mathieu Klein en 2020, une Assemblée Citoyenne est tirée au sort sous l'impulsion des élus Laurent Watrin, Annette Mathieu et Bora Yilmaz. Son objectif est de produire une Constitution Municipale créant de nouveaux outils de démocratie locale. Parmi ceux-ci les nouveaux ateliers de vie de quartier (AVQ), au nombre de 11 : Plateau de Haye, Boudonville/Scarpone/Libération, Trois Maisons/Crosne/Vayringe, Rives de Meurthe, Saint Pierre/René II/Bonsecours, Mon Désert/Jeanne d'Arc/Saurupt, Haussonville/Blandan/Donop, Poincaré/Foch/Anatole-France/Croix de Bourgogne, Beauregard/Boufflers/Buthégnémont, Léopold/Ville Vieille, Centre-ville/Charles III.

### Habitat et logement
En 2021, le nombre total de logements dans la commune était de 71 856, alors qu'il était de 68 352 en 2016 et de 66 329 en 2011.
Parmi ces logements, 83,5 % étaient des résidences principales, 4,9 % des résidences secondaires et 11,7 % des logements vacants. Ces logements étaient pour 9,7 % d'entre eux des maisons individuelles et pour 88,7 % des appartements.
Le tableau ci-dessous présente la typologie des logements à Nancy en 2021 en comparaison avec celle de Meurthe-et-Moselle et de la France entière. Une caractéristique marquante du parc de logements est ainsi une proportion de résidences secondaires et logements occasionnels (4,9 %) supérieure à celle du département (2,2 %) mais inférieure à celle de la France entière (9,7 %).
| Typologie                                               | Nancy | Meurthe-et-Moselle | France entière |
| ------------------------------------------------------- | ----- | ------------------ | -------------- |
| Résidences principales (en %)                           | 83,5  | 88,6               | 82,2           |
| Résidences secondaires et logements occasionnels (en %) | 4,9   | 2,2                | 9,7            |
| Logements vacants (en %)                                | 11,7  | 9,2                | 8,1            |

La ville respecte ses obligations issues de l'article 55 de la loi SRU de disposer d'au moins 20 % de son parc de résidences principales constitué de logements sociaux

### Voies de communication et transports

#### Voies routières

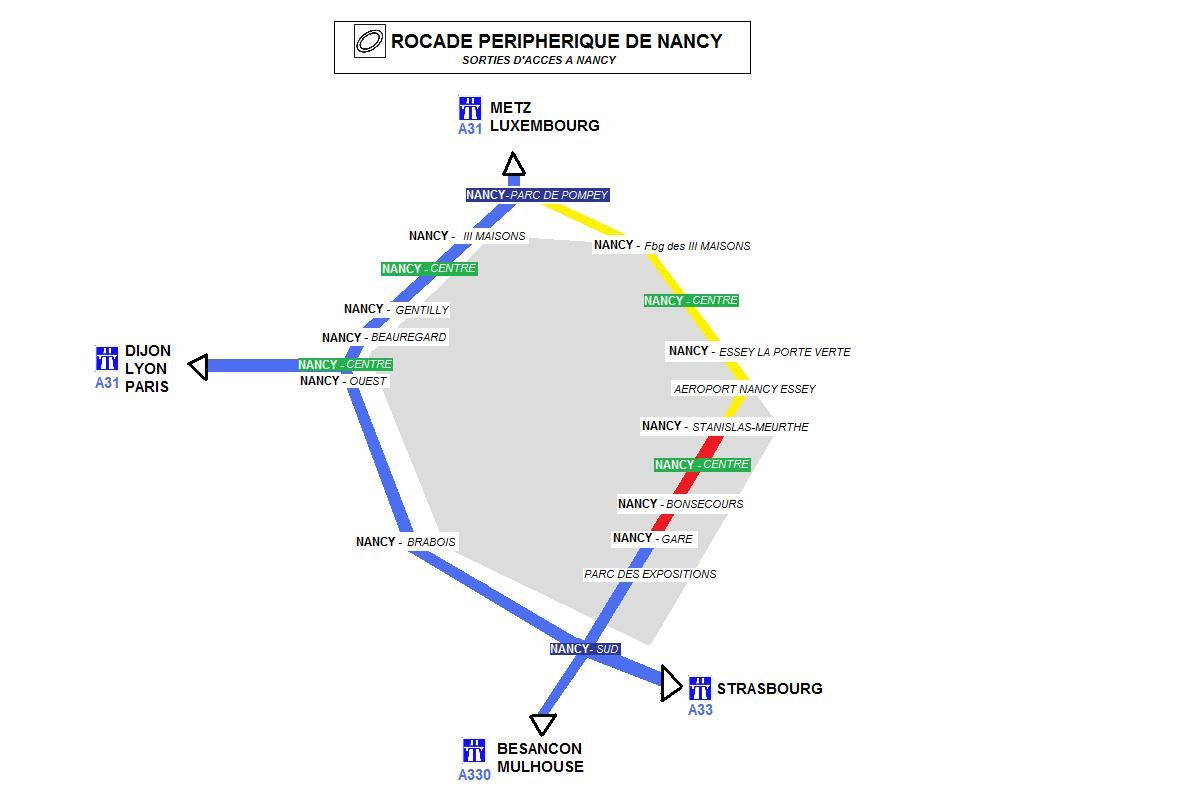
Schéma du périphérique nancéien.

La rocade périphérique permet de contourner la ville de Nancy et sa proche banlieue. La ville est contournée à l'ouest par l'autoroute A33 (Nancy/Gentilly - Nancy/Brabois - Lunéville), permettant de relier l'autoroute A31 (Luxembourg - Metz - Nancy - Dijon), la RN 4 (Paris - Nancy - Strasbourg), ainsi que l'autoroute A330 (périphérique Sud de Nancy), qui fait la jonction entre la RN 57 vers Mulhouse au sud, et la RN 74 vers Sarreguemines à l'est. La rocade est (Voie de l'Amezule) permet de relier directement le nord de l'agglomération (A31) à la rocade Sud. À seulement une heure et demie de route de la Belgique, une heure et quart du Luxembourg et de l'Allemagne, elle possède aussi une ouverture intéressante sur l'international. L'autoroute A31 est fréquemment saturée ; ce problème aurait pu être réglé par la réalisation de l'A32, mais ce projet a été abandonné en 2010.
Selon une étude de la Fédération nationale des associations d'usagers des transports, la présence ou l'absence de grosses infrastructures routières à proximité immédiate du centre-ville influe sur l'usage de la voiture. À Nancy, où les grosses infrastructures routières sont repoussées loin du centre-ville, la part modale de la voiture s'élève à 40 %. Angers, en revanche, est ceinturée par deux rocades, avec de nombreux échangeurs; la part modale de la voiture y grimpe à 54 %,.

#### Mobilités actives

##### Voies cyclables

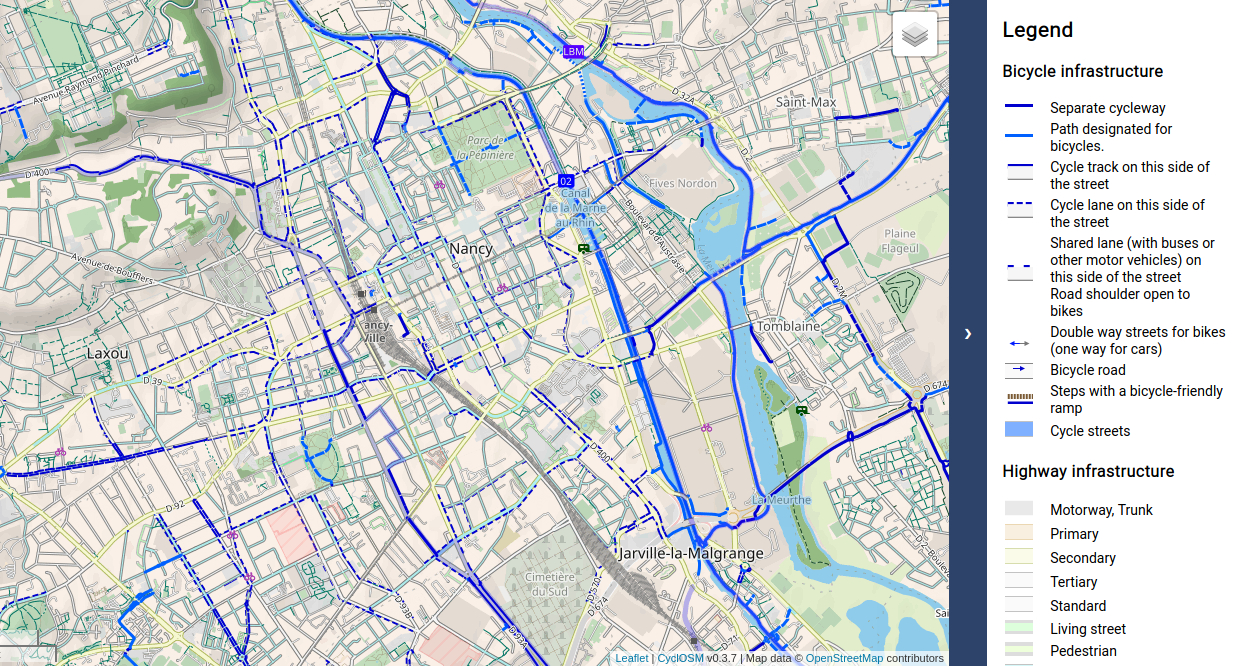
Carte des pistes cyclables à Nancy en 2020.

Au sein de la métropole, 220 kilomètres de la voirie étaient en 2020 aménagés pour les cyclistes, dont 135 considérés comme sécurisés,.
Dans ses enquêtes de 2017 à 2021 évaluant les villes en fonction du ressenti des usagers, le Baromètre des villes cyclables a classé la ville de Nancy comme « plutôt défavorable ».
Les aménagements cyclables de Nancy et de la métropole comprennent des pistes cyclables, dont le développement est privilégié (un total de 200 km est prévu pour 2026, et 248 km pour 2035,), des bandes cyclables, des couloirs bus+vélos, et encore quelques trottoirs cyclables avec délimitation de l'espace alloué aux cyclistes, dans des zones où il y a peu de piétons et où les options bande cyclable ou double-sens cyclable n'ont pas été retenues ; s'y ajoutent plusieurs voies vertes, notamment le long de la Meurthe et des canaux (canal de la Marne au Rhin et canal de jonction de Nancy) sur des portions des véloroutes V50 (nord-sud) et V52 (est-ouest), elles-mêmes reliées au réseau EuroVelo.
Pour favoriser l'intermodalité, des abris vélo VélOstan' park sont installés dans les gares TER et les parking-relais (P+R) en périphérie de Nancy.

##### Location de vélos
En 1999, l'association d'insertion Réciprocité avait organisé "Cyclotop", un système de location de vélos en longue durée sur plusieurs points de l'agglomération. Repris par la métropole en 2007, il a été renommé VélOstan' boutic ; toutes sortes de cycles sont disponibles en location à la boutique de la Maison du Vélo du Grand Nancy, depuis le vélo pliant jusqu'au vélo cargo. VélOstan' lib, système de vélos en libre-service, existe depuis septembre 2008, avec 34 stations réparties dans Nancy et les communes limitrophes. La Métropole du Grand Nancy propose ainsi à la fois de la location de courte durée en libre-service et de la location longue durée.

##### Voies piétonnes
Nancy compte un secteur piétonnier qui s'est étendu en 2000 avec l'arrivée du tramway sur pneu. Le secteur piétonnier comprend notamment le quartier du marché central de Nancy, où il est possible de circuler à pied de la rue de la Primatiale jusqu'à l'avenue Foch, en passant par la rue de la Faïencerie, la place Charles III, la rue des Ponts ou la rue Notre-Dame puis la place André-Maginot. Depuis 2005, il inclut la place Stanislas et plusieurs rues adjacentes,.

#### Transport ferroviaire

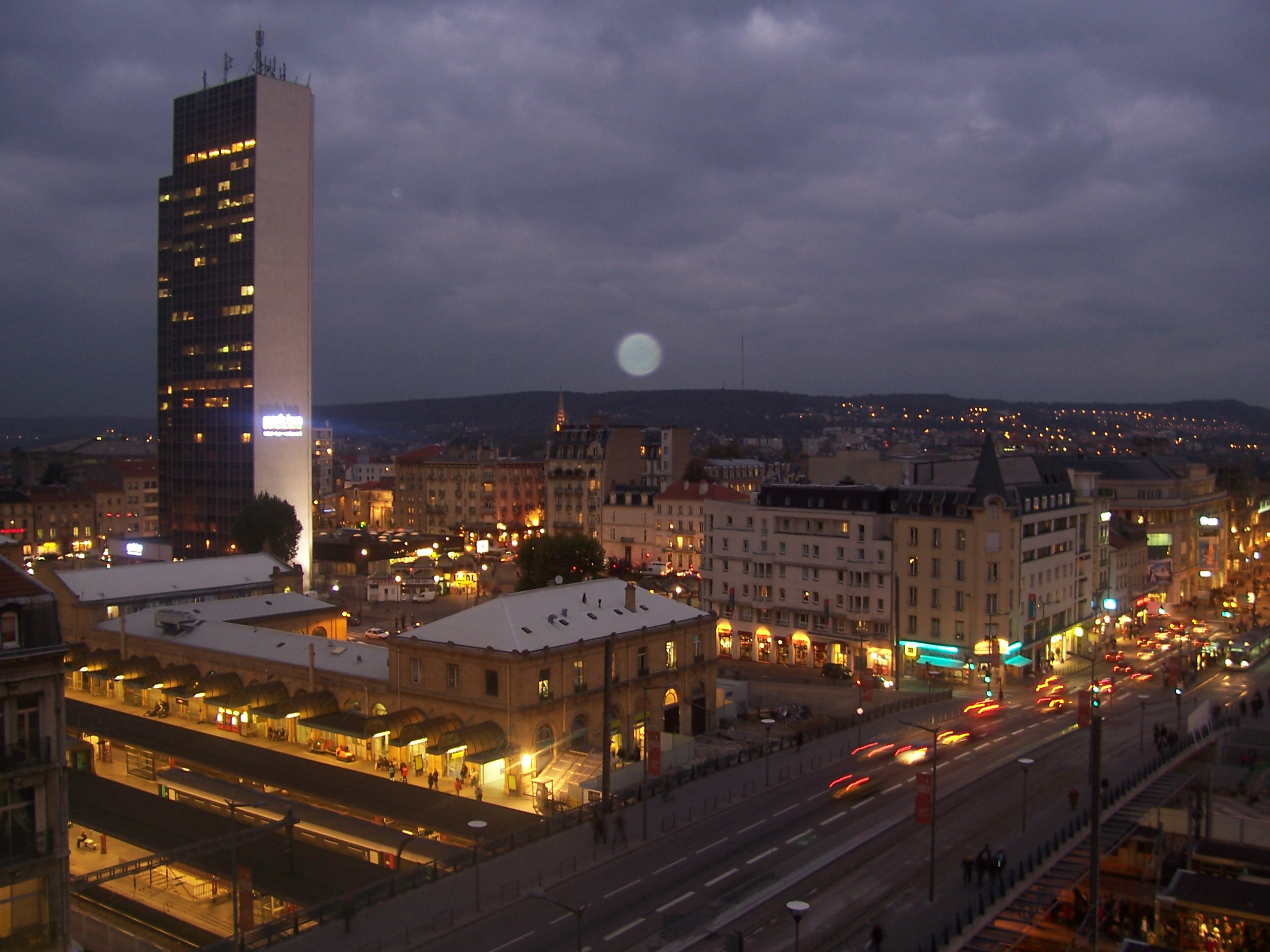
Vue sur la tour Thiers et la gare de Nancy-Ville.

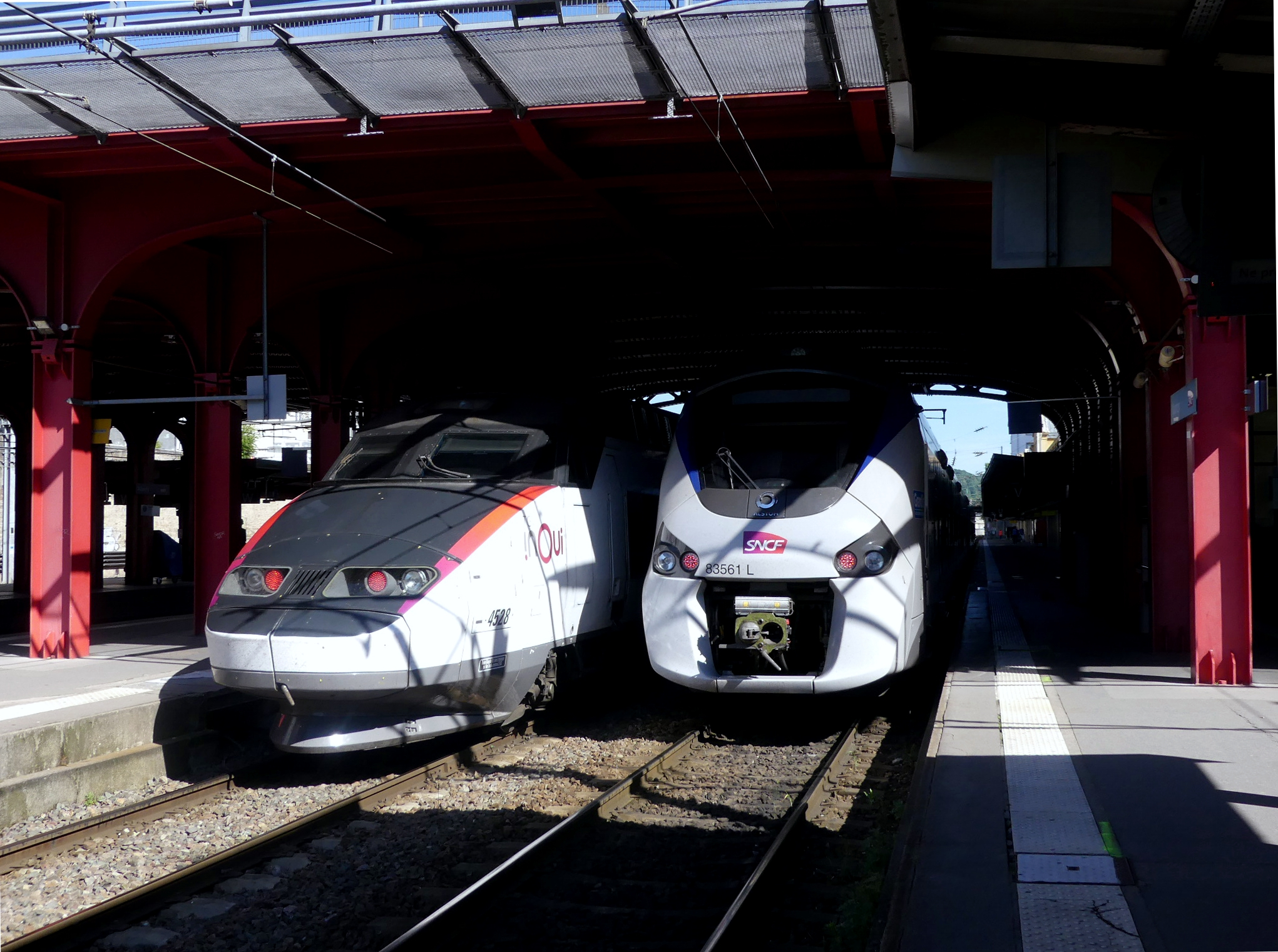
Un TGV inOui et un TER Grand Est en gare de Nancy-Ville.

En 1852, la ligne de Paris à Strasbourg met Nancy à huit heures de la capitale, contre trente à quarante heures de diligence. Jusqu'à l'ouverture de la LGV Est européenne en juin 2007, les trains Corail mettaient près de trois heures pour effectuer la liaison ; aujourd'hui, Nancy se trouve à 90 minutes de Paris en TGV.
Pour les grandes lignes, la ville de Nancy et son agglomération sont desservies par la gare de Nancy-Ville, pôle multimodal et principale gare de l'agglomération ; la gare de Lorraine TGV, ouverte en 2007 et commune aux villes de Nancy et Metz, ainsi qu'à tout le territoire voisin, est située à proximité de l'aéroport régional. Cette dernière est spécialisée notamment dans les dessertes vers la province.
Depuis 1989, la tarification est identique dans toute la métropole du Grand Nancy, sans distinction du mode de transport. Par exemple un trajet Nancy - Jarville revient donc au même prix en train et bus urbain. Le trafic ferroviaire péri-urbain est en très forte augmentation et s'appuie sur une vingtaine de gares autour de Nancy. La SNCF et la communauté urbaine souhaitent encore le développer.
Le réseau ferré régional Métrolor (nom commercial du TER Lorraine) a été refondu au cours des années 2000 pour améliorer les déplacements entre Nancy et Metz. La tarification régionale est à prix réduit, 46 trains par jour aller-retour circulent entre Nancy et Metz, dont la plupart relient également Luxembourg. Les nouvelles rames climatisées sont à deux niveaux. Cet axe ferroviaire fort se poursuit au sud en direction d'Épinal sur le sillon mosellan et au sud-est en direction de Lunéville avec 36 trains par jour. Entre Nancy et Luxembourg, ainsi qu'entre Nancy et Lunéville, les voyageurs peuvent compter en moyenne sur un train tous les quarts d'heure en heure de pointe.
Pour le trafic TER, l'agglomération dispose de plusieurs autres gares comme celles de Champigneulles et Frouard, qui dessert aussi le port de Nancy, toutes deux situées sur la ligne Paris - Strasbourg. Les autres gares de l'agglomération desservies au départ de Nancy-Ville sont les gares d'Houdemont, Jarville, Laneuveville, Liverdun, Ludres et Pompey.
Le terminal de transport combiné de Nancy-Champigneulles, mis en service dans les années 1990, a remplacé l'ancienne gare aux marchandises de Nancy-Saint-Georges.
Pour les développements ultérieurs, le plan de déplacements urbains de la ville projette une série d'améliorations à propos du réseau ferroviaire nancéien, avec la rénovation du nœud ferroviaire de Nancy - Jarville, la création d'une ligne de tram-train sur l'ancienne ligne Champigneulles - Nancy Saint-Georges - Jarville, et la construction de nouvelles haltes ferroviaires au sein de l'agglomération, à Maxéville, Vandœuvre, Heillecourt, Nancy-Hôpital-central et La Madeleine.

#### Transports urbains

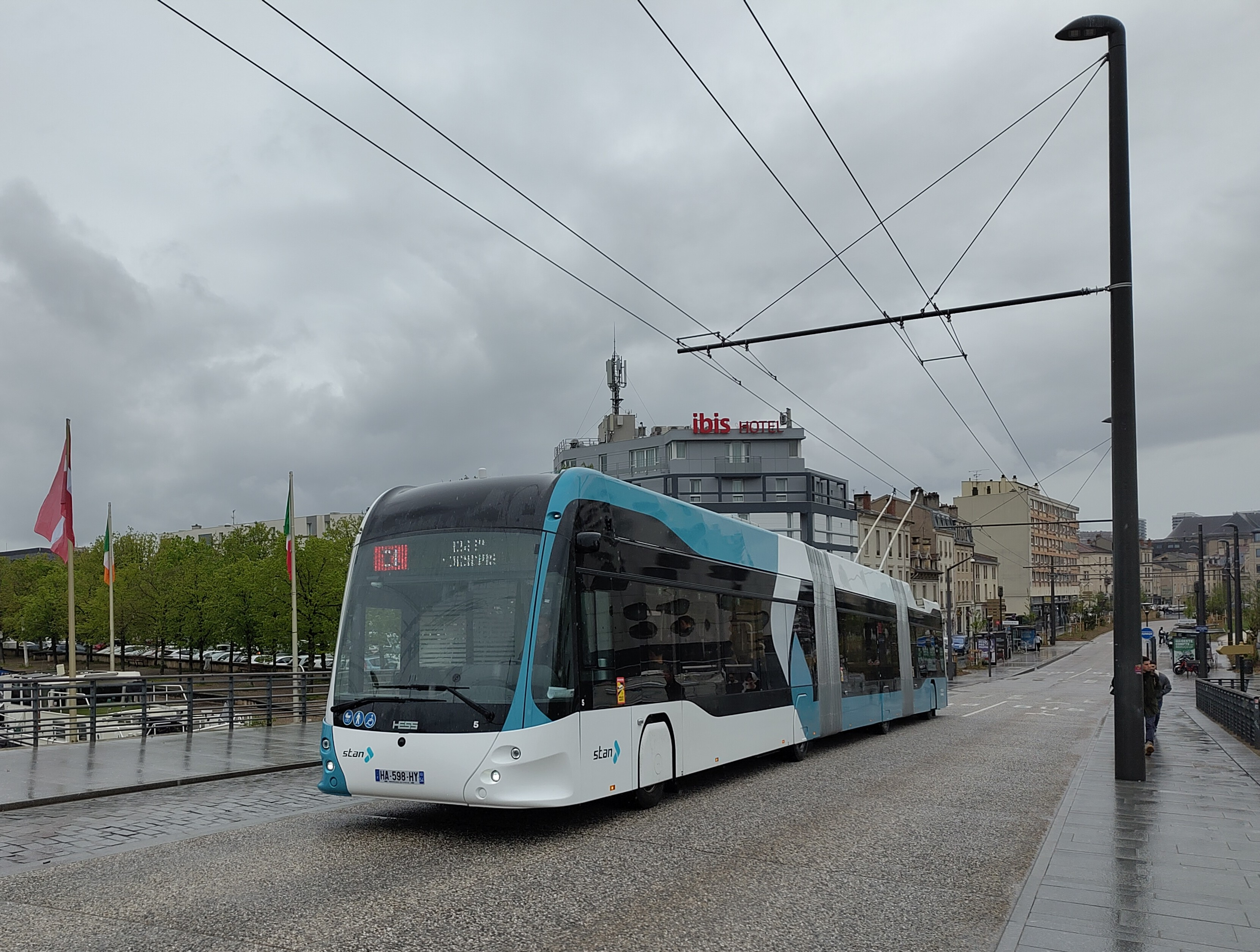
Nouveau trolleybus de Nancy.

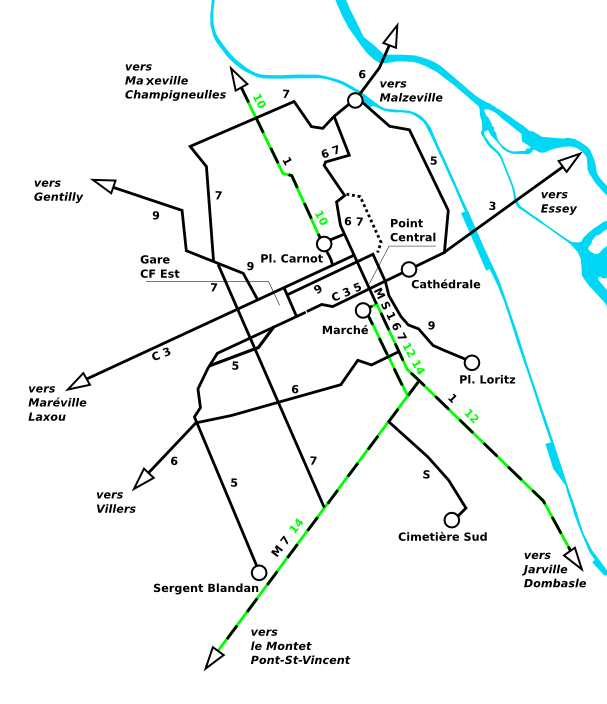
Le réseau de tramway de Nancy vers 1923.

Jusqu'en 2023, Nancy possédait un tramway sur pneu à guidage central. Après une mise en circulation difficile en raison de nombreuses pannes et incidents, il répondait difficilement à la demande de déplacements au sein de l'agglomération et s'accompagne d'une gêne sonore et visuelle des riverains. Il transportait quotidiennement 60 000 voyageurs sur les 11 kilomètres de l'unique ligne d'est en ouest. Le choix de la ville de Nancy pour un modèle de tramway sur pneumatiques conçu par Bombardier s'explique par la topographie de la ville, en cuvette. Ce véhicule sur pneumatique proposait une adhérence supérieure à un véhicule ferré, le tram sur pneus pouvait desservir les plateaux de la ville, comme celui de Brabois (à 400 mètres d'altitude) à Vandoeuvre. Mais cet argument avancé par les tenants du projet peut être discuté, en effet, dans la première moitié du XXe siècle, un tramway « classique », sur rails, circulait sur un trajet similaire (ce même argument est actuellement avancé - début 2017 - pour envisager la réalisation d'un téléphérique). Les rames sur pneu circulaient sur la ligne T1 entre 4 heures 30 et 1 heure du matin. Une prolongation du service jusque 2 heures 30 du jeudi au samedi a été expérimentée à partir de la rentrée scolaire 2013 avant d'être arrêtée l'année suivante.
En 2013 et 2014, deux autres lignes de transport en commun à haut niveau de service furent ouvertes, comprenant une exploitation avec des bus à haut niveau de service de type Crealis Néo, le groupe Bombardier ayant définitivement interrompu la construction et la commercialisation de son tramway sur pneu,.
Le tramway sur pneu de Nancy ayant arrêté définitivement de circuler en mars 2023, le choix du trolleybus bi-articulé est alors fait par la métropole pour reprendre la desserte de la ligne T1.
Le réseau de Nancy accueille en 2025 une nouvelle génération de véhicules avec l'introduction des trolleybus bi-articulés Hess LighTram 25DC. Ces véhicules modernes remplacent le précédent système TVR (Transport sur Voie Réservée) de Bombardier, qui a été mis hors service en mars 2023 en raison de problèmes techniques persistants et de limitations opérationnelles.
En janvier 2022, la Métropole du Grand Nancy a passé commande de 25 trolleybus auprès du constructeur suisse Carrosserie Hess AG. Ces nouveaux véhicules, d'une longueur de 24,5 mètres, offrent une capacité accrue de 10 % par rapport aux anciens TVR. Le premier trolleybus Hess arrive au dépôt de Keolis à Ludres le 12 mars 2024, marquant le début d'une nouvelle ère pour le transport public nancéien
Les nouveaux trolleybus sont équipés de batteries leur permettant de circuler sur certaines sections sans alimentation par caténaire, notamment dans le centre-ville de Nancy où des ajustements ont été effectués pour réduire l'impact visuel des lignes aériennes. Après une période de tests et de formation des conducteurs, la mise en service commerciale de ces véhicules est effective au 5 avril 2025.

#### Titres de transport
Avec un titre de transport appelé « PASS », il est possible d'utiliser les lignes de tramway et de bus et une partie du Réseau TER, dans les limites de la métropole du Grand Nancy. Nancy, en 1989, a été la première ville à proposer ce ticket combiné train+bus.
Nancy est également desservie par le TER - Métrolor (trains régionaux de Lorraine).
La région Lorraine et le Sillon lorrain (groupement des agglomérations de Thionville, Metz, Nancy et Épinal sous une même entité, représentant près de 900 000 habitants le long de la Moselle) réfléchissent à la mise en place d'une carte à puce commune, sorte de Carte Orange, donnant accès aux réseaux de transports en commun des quatre villes mais aussi aux musées, aux activités diverses. Une première version de cette carte, du nom de Simplicités, a vu le jour en 2007. Elle est valable pour les abonnements travail et étudiant TER Metrolor. Destinée à être compatible avec les réseaux de transports en commun des agglomérations du Sillon lorrain, elle a été mise en service en 2008 sur les transports urbains et suburbains nancéiens qui ont été les premiers réseaux interopérables de la région.
Des abonnements permettent de circuler en train à l'intérieur de la Lorraine, également au Luxembourg et en Sarre (Allemagne) (partenariat Saar-Lor-Lux) et d'utiliser les réseaux de transports (bus, tram, tram-train) de Nancy, Metz, Luxembourg ou Sarrebruck.
D'autres titres permettent également des liaisons vers Strasbourg et l'accès à son réseau urbain (bus, tram).
Un service d’auto-partage est disponible depuis février 2012 dans l'agglomération sous le nom d'Autopi. D'autres communes de l'agglomération proposent des services du même type.
En 2017, le projet UrbanLoop a été lancé. Ce nouveau moyen de transport appartient à la catégorie des PRT (personal rapid transit), c'est-à-dire que c'est un système de transport de point à point sans arrêt intermédiaire ni correspondance. Il devrait permettre à terme de fournir une alternative ultra-rapide, sécurisée et écoresponsable aux moyens de transports déjà en service dans l'agglomération nancéienne.

#### Transport interurbains par autocars
- Nancy est aussi un point de départ, arrivée et passage de nombreux autocars intercités et internationaux. Les plus importantes routes sont :
- Nancy (France)-Bâle CCF (Suisse)-Milan (Gare routière Lampugnano) (Italie)

- Nancy-Reims-Paris, Nancy-Strasbourg, Nancy-Metz-Luxembourg avec des départs quotidiens
- Nancy-Lyon-Marseille avec des départs nocturnes et journaliers
- Nancy - Bruxelles, Nancy - Bonn - Cologne - Düsseldorf
- Nancy - Prague, Nancy - Amsterdam

Deux stations d'autocars  y sont présentes : la première se situe au CHU de Brabois pour départ de OuiBus/Eurolines/IsisLines, et la deuxième à la porte Sainte-Catherine notamment pour le FlixBus.

#### Transport aérien
Situé à 32 kilomètres du centre-ville, l’aéroport régional Metz-Nancy-Lorraine, créé au début des années 1990, est commun aux deux métropoles de Nancy et Metz. Fortement concurrencé par la proximité relative de plusieurs aéroports de taille supérieure, comme ceux de Luxembourg, Bâle, Charleroi, Francfort, Francfort-Hahn, ainsi que Roissy, il affiche une activité réduite, aux alentours de 100 000 passagers par an.
En proche banlieue, l’aéroport de Nancy-Essey, à Tomblaine, accueille des avions d'affaires et sert d'aéroport de délestage en cas d’intempéries. Un plan d’agrandissement datant de 2012 envisage un allongement de sa piste de 1 400 à 1 650 mètres.

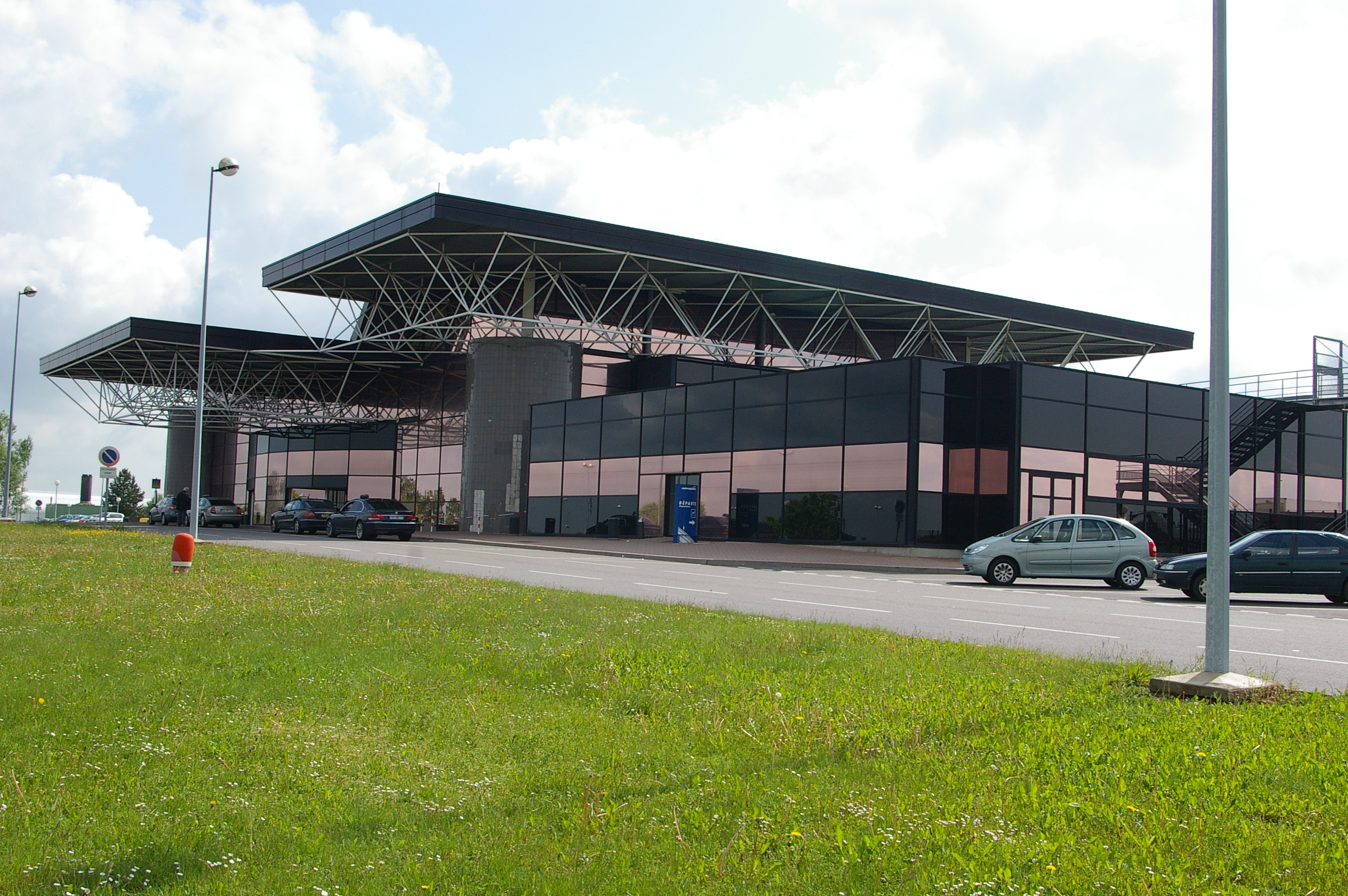
Aéroport de Metz-Nancy-Lorraine.
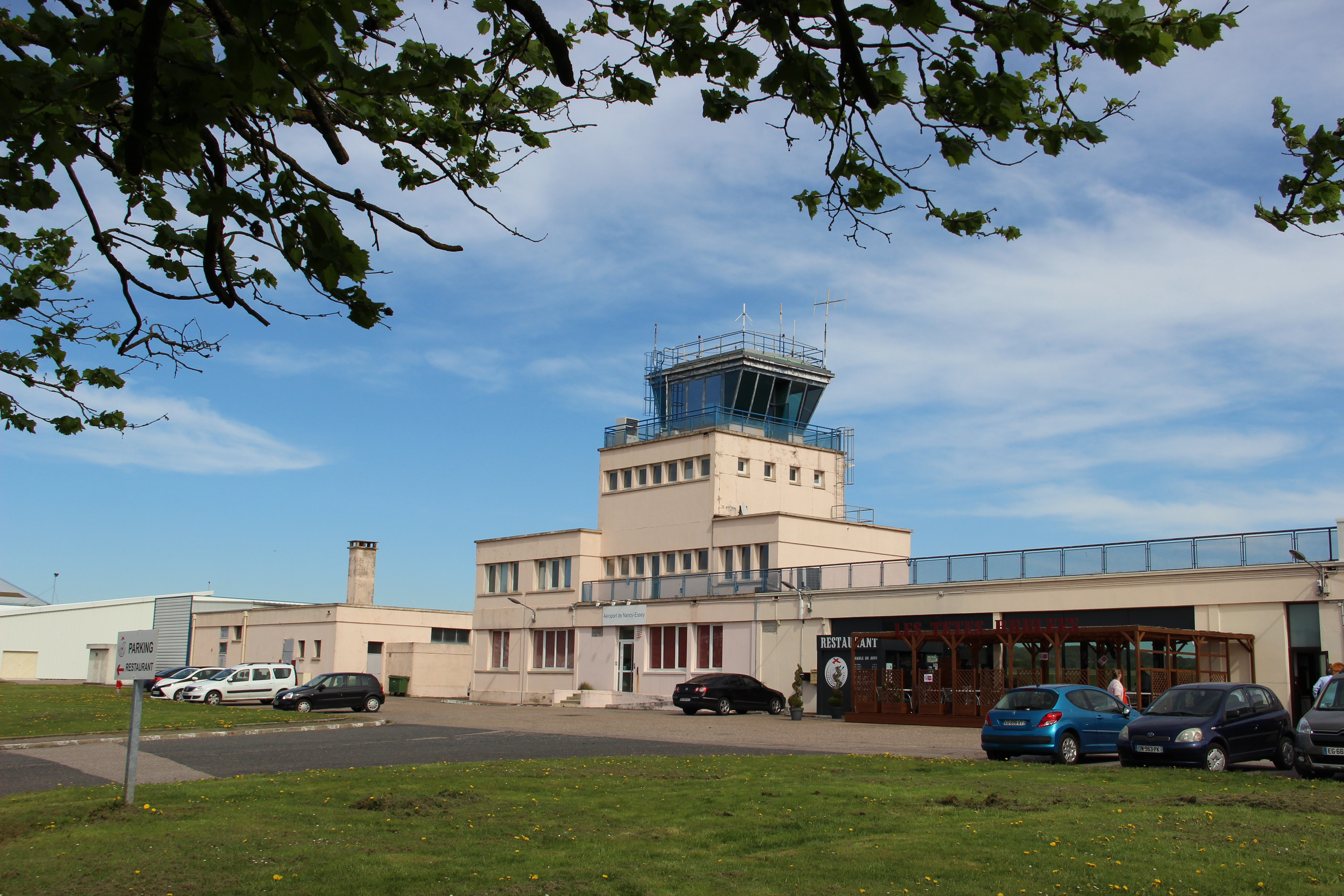
Aéroport de Nancy-Essey.

#### Transport fluvial

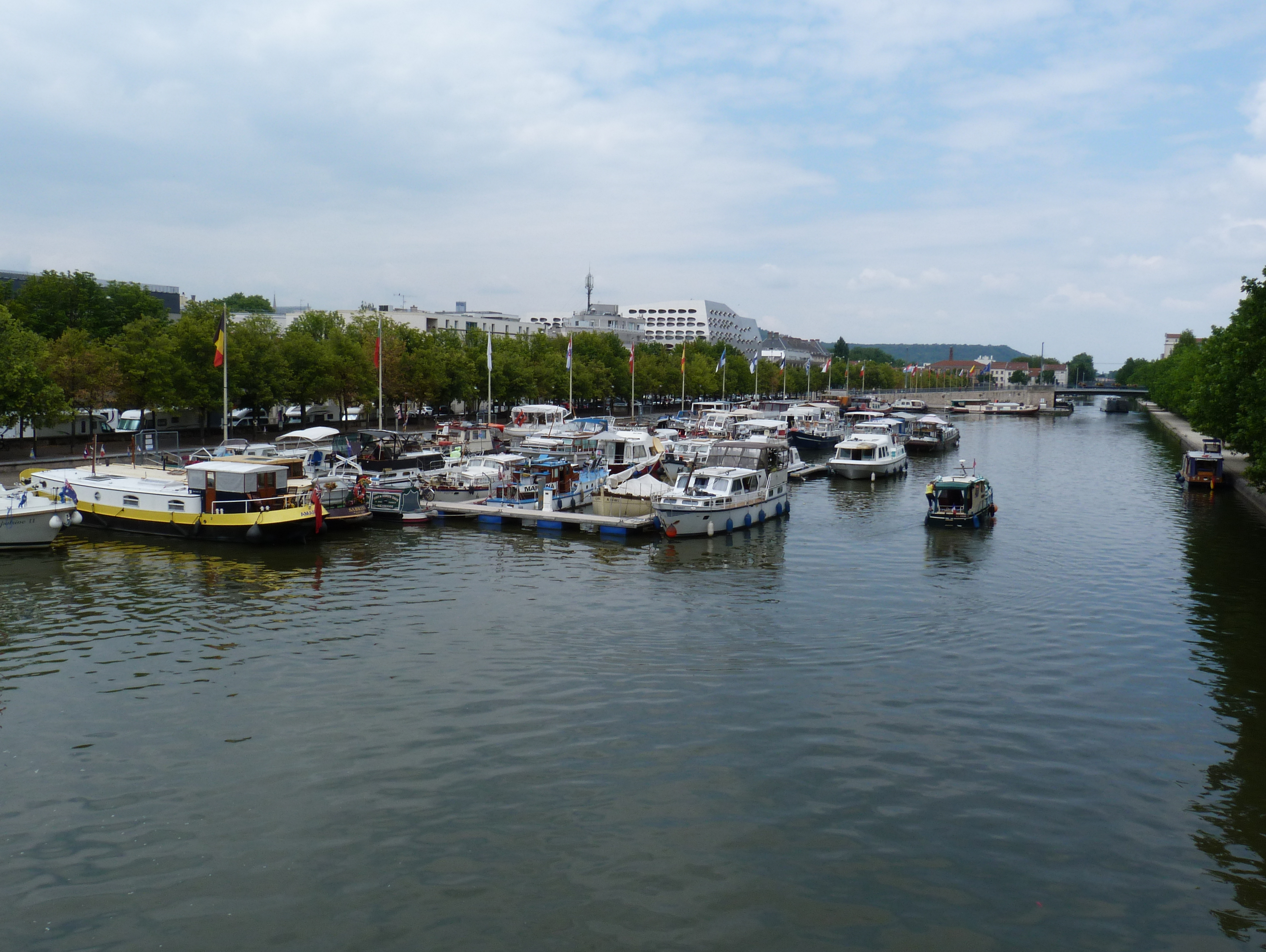
Le port de plaisance de Nancy.

L'agglomération nancéienne est au cœur d'un nœud fluvial, à la confluence de la Moselle, de la Meurthe et du canal de la Marne au Rhin, en connexion avec le canal de l'Est. Le canal de la Marne au Rhin traverse l'est de la cité du nord au sud. Son tracé est parallèle au cours de la Meurthe, qui n'est pas aménagée pour le transport fluvial, il permet un trafic fluvial de petit tonnage au gabarit Freycinet.
Un quart des échanges de la Lorraine avec l'étranger passe par voie fluviale. La Moselle canalisée, qui accueille 95 % du trafic fluvial de la région, assure la desserte du port autonome de Frouard. Ce port est situé dans la périphérie nord de Nancy et est exploité sous le nom de « Nancyport ». Le port de Frouard possède sept hectares de terrains le long de 700 mètres de quais. Le site est géré par la chambre de commerce et d'industrie de Meurthe-et-Moselle et a traité 3,5 millions de tonnes de fret en 2006.
En ce qui concerne l'activité touristique, Nancy est accessible aux embarcations par la Moselle et le canal de la Marne au Rhin, le port de plaisance étant situé sur ce dernier, en lisière du centre-ville et au sein du quartier Stanislas - Meurthe.

## Toponymie

### Formes anciennes
La plus ancienne attestation du nom de la ville apparaît sur une monnaie mérovingienne, un triens (tiers de sou) en or daté du début du VIIe siècle et trouvé au XIXe siècle à Nancy, en un lieu exact inconnu. La monnaie a été frappée au nom de MEDOALD et porte à l'avers la légende NANCIACO. Elle est conservée au Cabinet des médailles de la Bibliothèque nationale. Un exemplaire identique, aujourd'hui conservé au musée de Metz, a été mis au jour à Woippy, et un autre est au musée d'Épinal. Ce n'est que plusieurs siècles plus tard que l'on trouve les formes écrites Nanceiacum, en 896, puis Nanceio, en 1073 dans une charte de l'évêque Pibon de Toul portant la signature suivante : « Odelrici advocati de Nanceio ». On trouve ensuite Nancei dès 1138/1176, puis la forme moderne Nancy en 1594. L'orthographe Nanci est également utilisée au début du XIXe siècle.
Nancy est également nommée Nanzeg en luxembourgeois et Nanzig en allemand. En lorrain roman Nanceye.

### Étymologie
La première attestation « Nanciaco » est clairement formée avec le suffixe locatif d'origine gauloise « -(i)aco » (latinisé en « -(i)acum »). Ce suffixe était très généralement associé à un nom de personne pour former des noms de lieu du type « le domaine de... ». Il a été très utilisé à la fin de la période gallo-romaine et pendant la période mérovingienne, et a produit des milliers de noms de localité en France. D'après Monika Buchmüller-Pfaff, ce type de toponyme pourrait être lié au régime domanial romain et pourrait s'interpréter comme issu du jargon fiscal de l'Antiquité tardive, où pour asseoir l'impôt foncier, on aurait désigné les propriétés d'après le nom des propriétaires.
Xavier Delamarre propose ici le nom de personne gaulois attesté « Nantios », Nancy serait alors un ancien Nantiaco : le « domaine de Nantios ».
Il existe d'autres noms de localités d'étymologie similaire comme Nantiat (Haute-Vienne), Nanthiat (Dordogne), Nancy-sur-Cluses (Haute-Savoie), Nançay (homonyme de Nancy, « Nanciacum », 1239) (Cher), Nançois-le-Grand (Grand-Nancy en 1700), Nance (Jura) ou Nances (Savoie).
Cependant, le nom propre « Nantios » est lui-même probablement formé sur le gaulois « nanto » qui désignait une vallée (encaissée), un torrent ou une rivière, pouvant être associé à une zone marécageuse. « Nantios » pourrait donc être traduit par « Duval ». Or, le terme « nanto » correspond parfaitement à la situation de Nancy, dans la vallée de la Meurthe, au bord d'une zone marécageuse dominée de 100 à 150 mètres par la côte de Moselle.
La celticité et le sens de « nanto » sont assurés : on retrouve le même terme « nanto » sous la forme « nant » en gallois et en breton avec le sens de « vallée », et dans le nom d'un peuple gaulois des Alpes, les Nantuates (« ceux-du-val »). Par ailleurs, « nanto » (ou « nantu ») est à l'origine de plusieurs noms de localités en France, souvent situées dans des vallées encaissées ou bien marquées, comme Nantua (Ain), les nombreux Nanteuil, Nans-sous-Sainte-Anne (Doubs), Les Nans (Jura), Nans (Var) ou encore Nant (Aveyron),.
Ceci amène à pousser plus loin l'interprétation en formulant une autre hypothèse : ou bien le propriétaire portait si bien son nom que celui-ci provenait lui-même du lieu, ou bien « Nanciaco » a été formé directement sur « nanto » : « Nanciaco » est-il « le domaine de Duval », ou bien « le domaine du val », c'est-à-dire « [le lieu de] la vallée » ? Cette dernière alternative implique que le suffixe « -(i)aco » ait pu aussi être utilisé sur des noms communs (ici « nanto » [« la vallée »] + « -iaco » = « Nantiaco » [« le lieu de la vallée »]), ce qui n'est pas exclu par les spécialistes, bien que sans doute moins fréquent (voir le cas de Nantua, ancien « Nantoaci », qui semble bien formé directement sur « nanto »). Le fait que la zone marécageuse toute proche ne soit pas propice à l'installation d'un domaine agricole et qu'aucun reste de cette nature n'ait jamais été retrouvé à l'endroit même, à la différence des alentours où les villages et fermes étaient nombreux (Essey-lès-Nancy, Saint-Max, Maxéville, Malzéville, Boudonville, Tomblaine), renforce ici cette hypothèse qui ne serait pas la plus probable dans le cas général.

## Histoire
Bien que de nombreux sites préhistoriques (sites néolithiques dans la côte de Boudonville, les carrières de Monbois, à Vandœuvre-lès-Nancy et Villers-lès-Nancy) aient été découverts sur les plateaux entourant la ville, comme la Cité d'Affrique (Ve siècle av. J.-C.) au sud-ouest et des habitats celtiques des Leuques sur la butte Sainte-Geneviève, le site historique de la ville ne semble pas avoir été vraiment occupé avant l'époque mérovingienne, vers la fin du VIIe siècle. On mentionne l'existence d'un gué sur la Meurthe au VIIIe siècle.

### Fondation

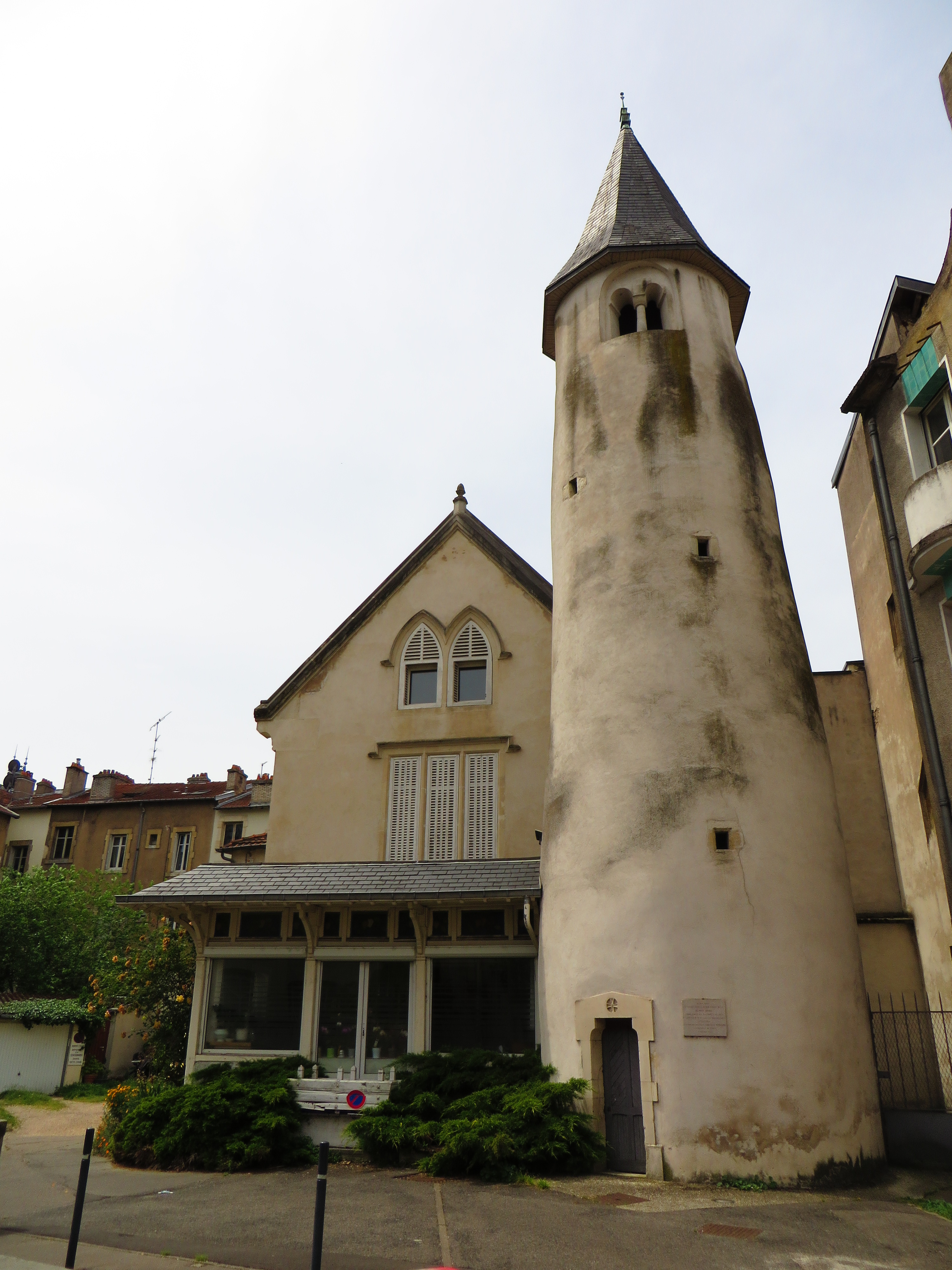
Nancy tour de la commanderie de Saint-Jean

La naissance de Nancy est liée à l'édification d'un château féodal, au cours du XIe siècle, par Gérard d'Alsace qui y fonde une petite cité qui deviendra la capitale du duché de Lorraine sous ses successeurs au XIVe siècle. En 1218, au cours de la Guerre de Succession de Champagne, sous le règne du duc Thiébaud Ier, la ville est totalement incendiée par l'empereur Frédéric II de Hohenstaufen. Il en reste cependant la tour de la commanderie.
Elle sera reconstruite, agrandie et protégée par un nouveau château.

### Les Hospitaliers
Mathieu Ier de Lorraine favorisa l'installation des Hospitaliers de l'ordre de Saint-Jean de Jérusalem dans son duché. La commanderie est édifiée en 1140, en rase campagne, à proximité de l'étang Saint-Jean, entre Laxou et Nancy. Elle était entourée de quelques bâtiments dont une chapelle.
Ce lieu est historiquement connu pour avoir été le quartier général du duc de Bourgogne, Charles le Téméraire, quand il assiégea Nancy d'octobre 1476 à janvier 1477, avant sa défaite face à René II de Lorraine, lors de la célèbre bataille de Nancy.
Le nom de la commanderie rappelle également la présence d'un ancien cimetière (Vieil Aître) de l'époque mérovingienne. Durant la guerre de Trente Ans, la commanderie eut à subir les attaques suédoises. En 1633, lors du siège de Nancy par les troupes françaises du roi Louis XIII, une partie des édifices de la commanderie fut détruite.
Au XVIIIe siècle, il se tenait au pied de la commanderie la foire Saint-Jean ou foire aux Cerises. Cette manifestation attirait une foule qui s'entassait dans des cabarets improvisés ou écoutait les récits des chanteurs de complaintes. En 1795, la tour comme le reste de la commanderie est mise en vente comme bien national.
Lors des extensions urbaines de Nancy construites au cours du XIXe siècle, les bâtiments de la commanderie furent tous englobés au sein de nouveaux édifices, avant d'être détruits, à l'exception de l'ancien clocher.

### Moyen Âge et Renaissance

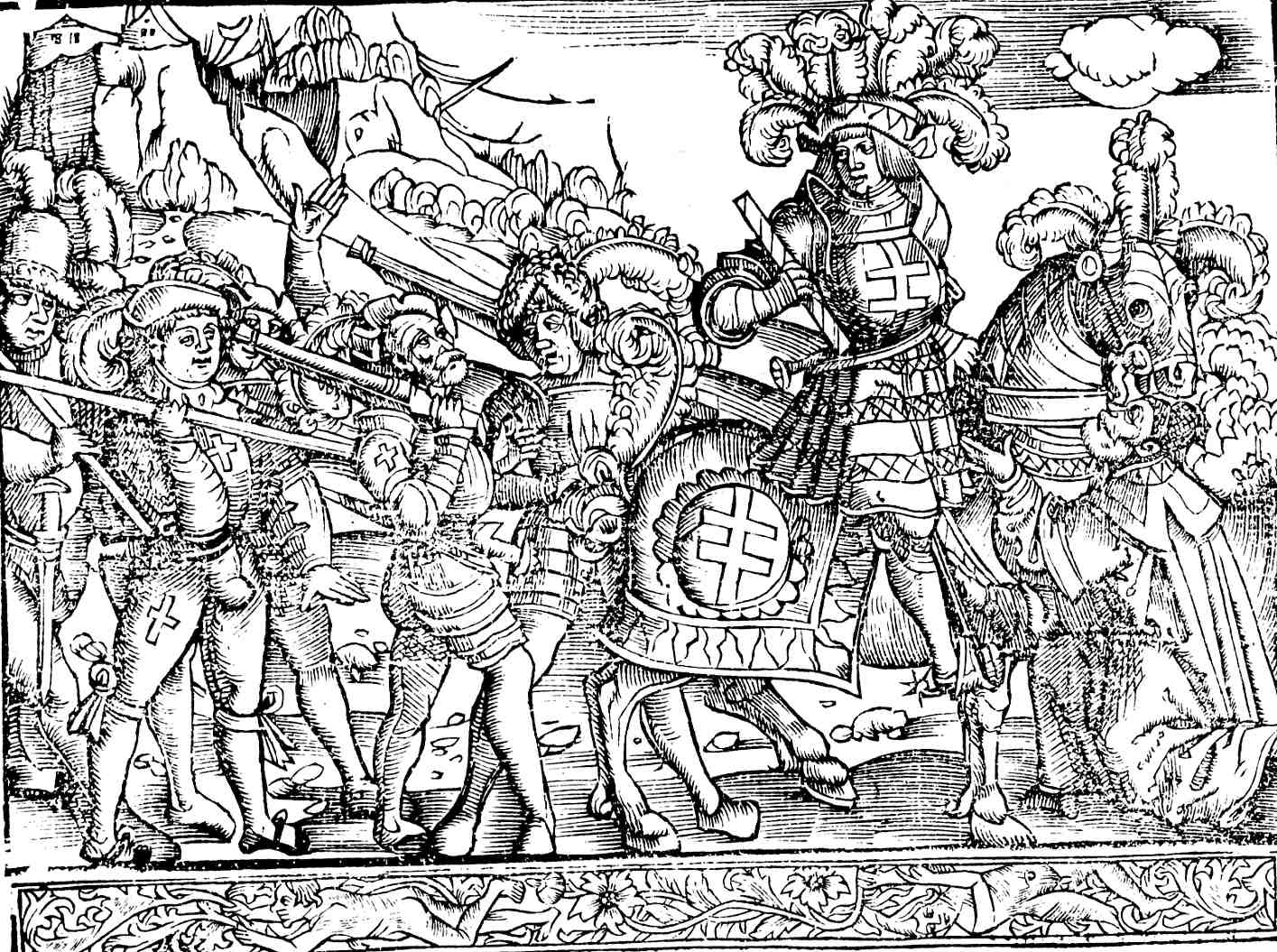
René prend la ville de Nancy. Les Bourguignons la restituent (7 octobre 1476). Gravure représentant la bataille de Nancy (bibliothèque diocésaine de Nancy).

C'est lors de la bataille de Nancy, qui fut précédée par un siège, que Charles le Téméraire, duc de Bourgogne, meurt en janvier 1477 face au duc René II à l'étang Saint-Jean. René II est également considéré comme le premier duc bâtisseur : il fait reconstruire le palais ducal et fait ériger à côté l'église des Cordeliers ainsi qu'un lieu de culte à Notre-Dame-de-Bonsecours (notons également la construction d'une basilique gothique flamboyante à Saint-Nicolas-de-Port, d'où le duc est parti pour entamer la reconquête de sa capitale).
Sous le règne du duc Charles III (1545-1608), la ville bénéficie de nombreuses extensions matérialisées par la naissance de la ville-neuve créée par Hieronimo Citoni en 1596.
À la mort d'Henri II le 31 juillet 1624, sa fille Nicole de Lorraine devait être héritière du duché de Lorraine. Mais, en raison de la découverte d'un testament de René II de Lorraine précisant que les femmes n'ont pas droit à la succession, son mari Charles de Vaudémont revendique la couronne pour son père, François de Vaudémont. Les députés acceptent, instaurant ainsi la loi salique. François II abdique fin novembre 1625 et Charles IV devient ainsi duc de Lorraine. Charles IV témoigne à de nombreuses reprises de sa préférence envers le Saint-Empire romain germanique par rapport à la France : réception de Marie de Rohan, exilée par Richelieu à la suite de sa compromission dans le complot de Chalais entre 1626 et 1628 et de Gaston d'Orléans, frère de Louis XIII et en révolte contre Richelieu ; mariage de celui-ci avec Marguerite de Lorraine, sœur de Charles IV ; soutien militaire de l'Empire en Franconie contre la Suède ; enfin, en violation avec le traité de Vic et celui de Liverdun, aide à l'empereur Ferdinand II pour libérer Haguenau des Suédois. Le roi de France, sur le conseil de Richelieu, décide alors d'assiéger Nancy.
En septembre 1633 commence le siège de Nancy : Louis XIII ordonne de brûler les moulins, occuper les châteaux, couper les ponts et construire retranchements et forts en mobilisant six mille soldats et dix mille paysans de Lorraine et de Champagne. Malgré la résistance, menée notamment par Henriette de Lorraine, sœur du duc de Lorraine restée à Nancy, Henri de Mouy, gouverneur de la cité, Nancy n'a pas d'autre choix que de capituler et Nicolas-François de Lorraine se charge des négociations. Le traité de Charmes, signé le 20 septembre, prévoit notamment le désarmement des troupes du duc de Lorraine et l'occupation d'une grande partie de la ville, de ses points-clés et de ses alentours par les troupes françaises. De nombreux membres de la maison de Lorraine fuient à Bruxelles ou en Italie et Charles IV, dans l'espoir d'une alliance avec l'Empire lui permettra plus tard de récupérer la Lorraine.
En 1661, dix compagnies du régiment des Gardes françaises se rendent à Nancy pour contribuer à la démolition des fortifications de la ville.

### Les Lumières (1697-1789)
Léopold Ier souhaite redonner à Nancy la grandeur qu'elle avait au temps de Charles III ; son projet ne prend vraiment forme qu'après 1714 et la fin de l'occupation française. Il commence par prendre, un an après le début de son règne, une ordonnance libérale permettant à quiconque d'exercer le métier de son choix, même s'il n'a pas fait d'apprentissage ou de chef-d'œuvre, ceci dans le but d'attirer des artisans étrangers et de fournir du travail à la population touchée par la pauvreté. Cette politique, efficace, permet l'installation de manufactures : une de tissus dans l'ancien hôpital Saint-Charles ; une autre rue Saint-Thiébaut ; une de bas de laine à l'emplacement de l'asile des pestiférés qui employait les enfants indigents de la ville ; deux manufactures de soie ; et, surtout, un atelier de tapisserie, dirigé par Charles Mité et installé dans le palais ducal.
Déçu par la France, il se rapproche de l'Empire et envoie son fils parfaire son éducation à Vienne dans l'espoir de lui voir épouser la fille aînée (et héritière) de l'empereur. Il meurt en 1729 et son fils, âgé de 20 ans, lui succède sous le nom de François III. Le jeune duc, de retour de Vienne, se prépare à son Grand Tour. Confiant la régence à sa mère, Élisabeth-Charlotte d'Orléans, il part sillonner l'Europe. L'empereur le nomme vice-roi de Hongrie en 1731. La Guerre de succession de Pologne sonne le glas de la Lorraine indépendante.

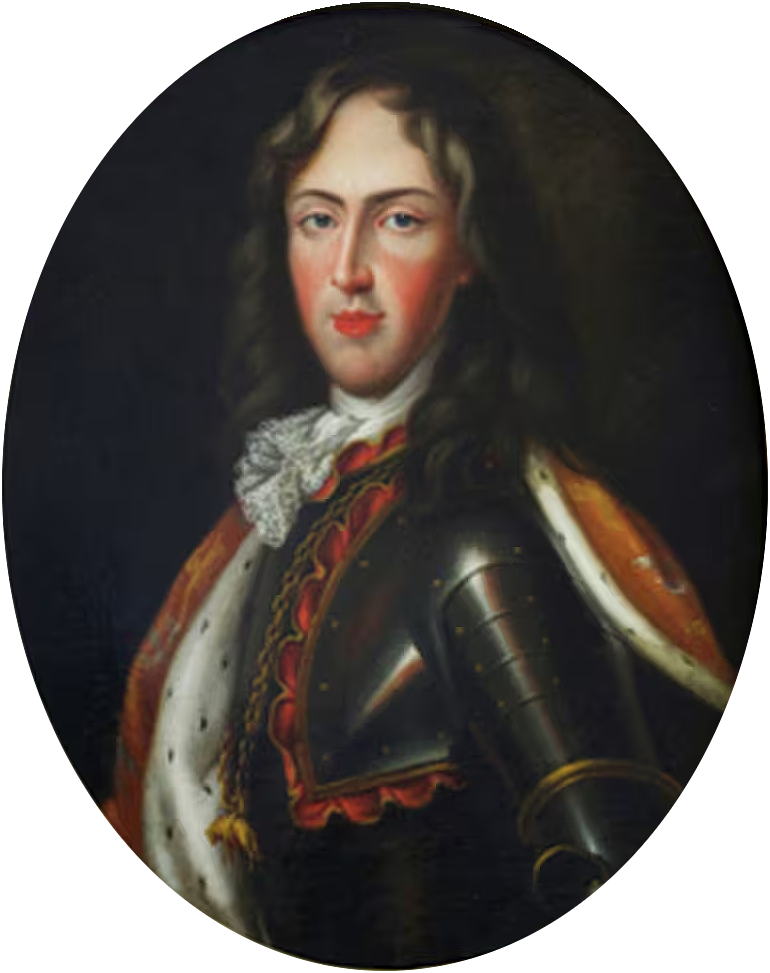
Léopold Ier dont le règne reste dans les mémoires comme un temps de bonheur.
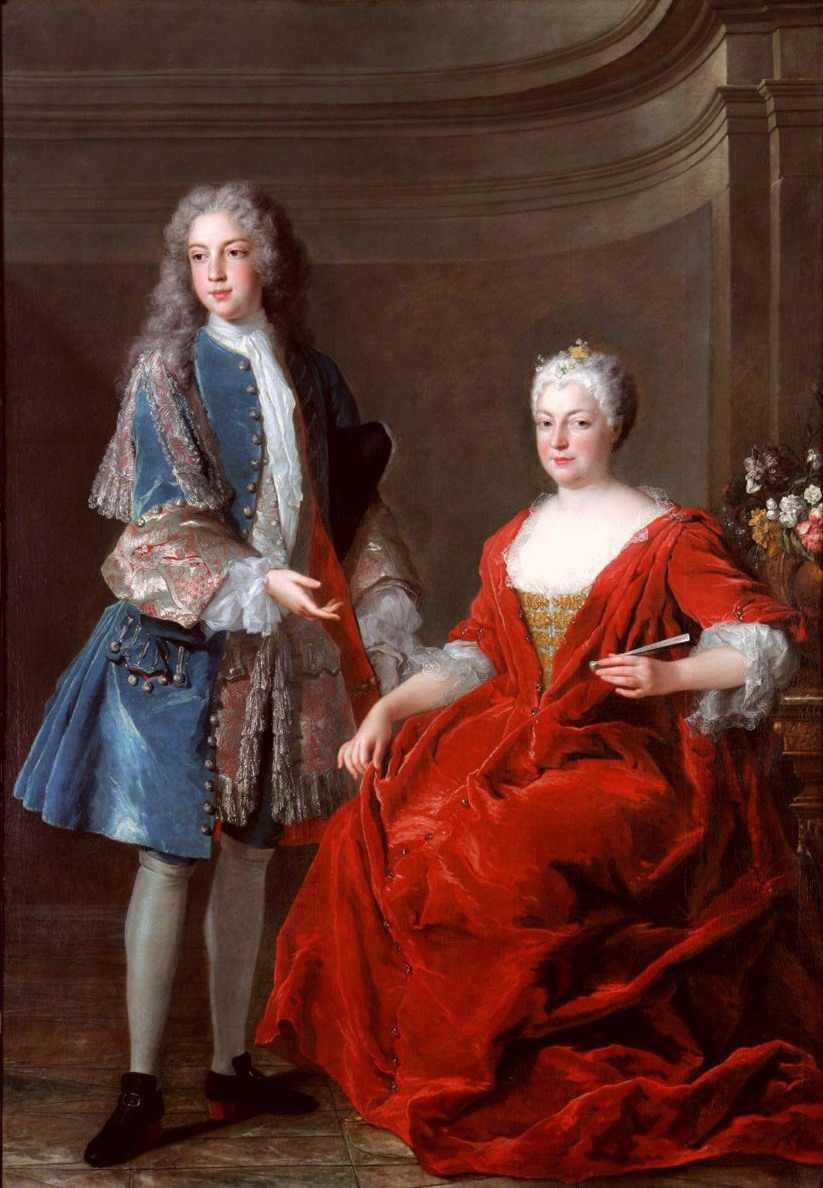
La duchesse Elisabeth-Charlotte et son fils (1723).
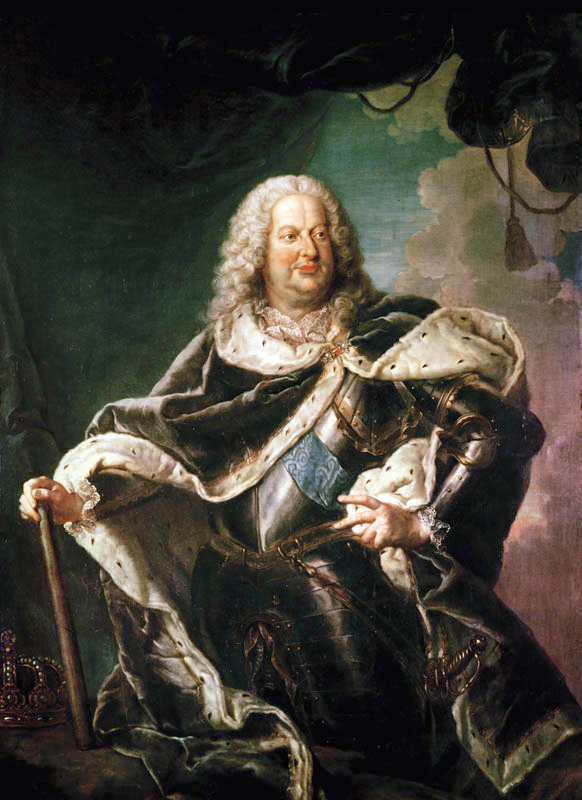
Stanislas Ier Leszczyński, roi imposé par la France à Nancy.

Placé sur le trône de Pologne par les Suédois en 1704, chassé par les Russes en 1709, Stanislas Leszczyński avait trouvé refuge en France et vivotait avec sa femme et ses deux filles dans la bourgade de Wissembourg. Le sort lui prit sa fille aînée qui mourut dès 1717 mais offrit à la cadette un destin inespéré en lui donnant pour époux le roi Louis XV de France en 1725. Le roi méprisait son beau-père, souverain fantoche mais débonnaire qui vivait à ses crochets dans l'immense et coûteux château de Chambord. En 1733 mourut le roi Auguste II de Pologne, candidat des Russes et des Autrichiens. La monarchie polonaise étant élective, le couple royal français y vit un moyen de redorer le blason de leur beau-père et père et Stanislas présenta sa candidature. Peu soutenu par son gendre, il fut rapidement écarté du trône de Pologne. La paix tourna au jeu de chaise musicale. Au traité de Vienne, le jeune duc de Lorraine échangea bien malgré lui la terre de ses ancêtres contre la Toscane dont le grand-duc n'avait pas d'héritier, et épousait enfin la fille aînée de l'empereur. Stanislas reçut Lorraine et Barrois en viager tout en cédant la réalité de l'exercice du pouvoir à son gendre. À sa mort, Lorraine et Barrois deviendrait français. Surnommé le "roi bienfaisant", Stanislas, âgé de 60 ans, n'en reste pas moins un souverain fantoche. S'il règne, il n'a que peu de pouvoir de décision : l'intendant dépêché par le roi de France gère les affaires du duché, préparant sans ménagement pour les populations l'intégration à la France. De son côté, Stanislas, n'ayant pas de pouvoir politique, s'applique à améliorer la qualité de vie de ses nouveaux sujets et à faire du duché un pôle culturel. Libéré de la pression militaire française, le duché, qui a perdu toute importance politique et stratégique, connaît alors une sorte d'apogée mondaine, en plein siècle des Lumières. Bien qu'étant le souverain d'un état indépendant, Stanislas fait édifier en l'honneur de son gendre une place Royale de belles proportions où trône une statue du roi de France (et qui recevra plus tard son nom et sa statue). À la mort de Stanislas en 1766, le duché revient à la couronne de France. Nancy perd son statut de capitale.
Devenue française, Nancy est le siège d'un évêché depuis 1778, diocèse créé aux dépens de celui de Toul (qui lui sera rattaché par Napoléon). La ville possède également une cour d'appel. Elle hérite également de l'Université de Pont-à-Mousson.

### Sous deux Républiques, deux empereurs et trois rois (1792-1871)
En août 1790, la ville connaît une révolte militaire réprimée sévèrement par les troupes du marquis de Bouillé : le régiment des hussards de Lauzun charge dans les rues de la ville. Cet événement, connu sous le nom d' « affaire de Nancy », est le principal épisode de la période révolutionnaire à Nancy.
Le 22 juillet 1792, alors que la Patrie est en danger, et les troupes ennemies à proximité, sous l'impulsion du maire Adrien Duquesnoy, les nancéiens s'engagent en masse dans les armées, dépassant le contingent requis.
En 1793, Pierre-Auguste Mauger, nommé commissaire du conseil exécutif par le ministre Garat, fédère les classes populaires de la ville contre la Municipalité, jugée trop « tiède ». Mauger est rapidement arrêté et envoyé au Tribunal Révolutionnaire par le conventionnel Faure mais une tradition populaire (se qualifiant de "sans-culotte") se perpétue au delà du 9 thermidor an II.
Proche des frontières en guerre, Nancy est soumise à des réquisitions de fourrages, grains, et autres subsistances servant à alimenter les armées de la République ; ajouté à cela des récoltes limitées par la météo, la ville est quasiment en état de famine mais fait front.
Au début du XIXe siècle, l'ancienne capitale ducale est devenue simple chef-lieu provincial. Elle a perdu de sa superbe, et connaît un relatif assoupissement. Arrière-petit-fils du roi Stanislas, le comte d'Artois fait son entrée à Nancy le 19 mars 1814, sur le chemin qui le mène à Paris pour la Restauration de la monarchie.
Et surtout, en 1852, le baron Prosper Guerrier de Dumast obtient le rétablissement de l'Université de Nancy, qui avait été supprimée par la Révolution en 1793, rétablissement qui aura une importance décisive pour le développement de la ville et le maintien de son rang parmi les métropoles françaises.

### Capitale de l'Est de la France (1871-1914)

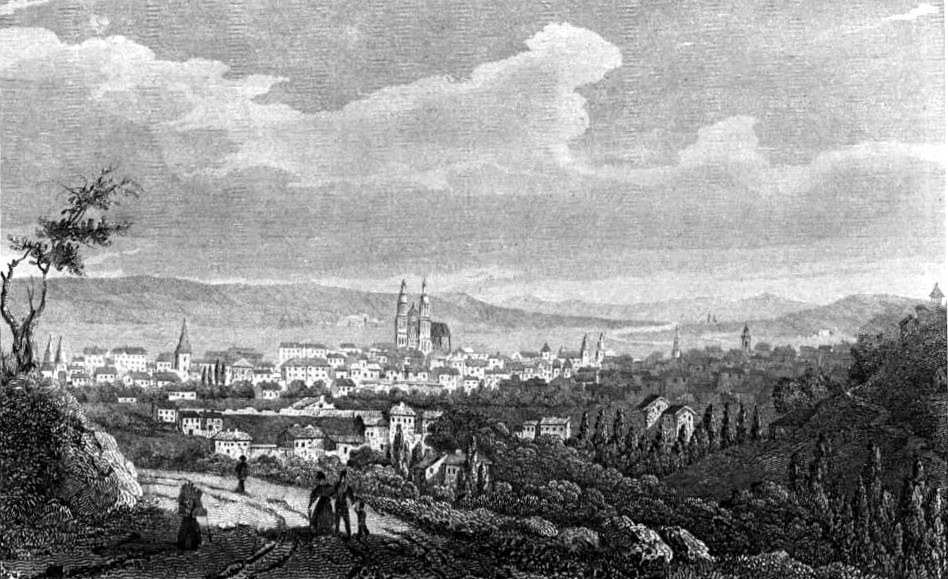
Vue générale de Nancy en 1838.

En 1871, la ville reste française tandis qu'un quart du département  de la Meurthe dont Nancy est la préfecture et qui comprend Château-Salins et Sarrebourg, les trois quarts de l'ancien département de la Moselle avec Metz, quelques communes situées dans l'est du département des Vosges, les cinq sixièmes du département du Haut-Rhin avec Mulhouse et Colmar et l'intégralité du Bas-Rhin avec Strasbourg, sont rattachées à l'Allemagne par le traité de Francfort. Nancy devient la préfecture du nouveau département de Meurthe et Moselle qui est créé et connaît alors une période de prospérité et un nouvel âge d'or culturel. En effet, de nombreux optants (Alsaciens, Meurthois et Mosellans, soit qu'ils refusent, soit qu'ils ne peuvent conserver la nationalité allemande) choisissent de s'y installer, parmi lesquels un grand nombre d'intellectuels et d'industriels.
Nancy devient alors la principale ville de l'est de la France et sa population augmente de façon considérable passant de 50 000 habitants en 1870 à 120 000 habitants en 1914. Mais avec l'annexion, Nancy devient un symbole et sombre, peu à peu, dans une crise nationaliste à partir de 1889 qui voit arriver parmi les conseillers municipaux, sur les bancs de l'Assemblée, des élus antisémites[réf. nécessaire]. Ville de sidérurgie depuis les années 1880, Nancy se rêve aussi en ville charbonnière tout à la fin du XIXe siècle. Le projet, dû à l'impulsion de maîtres de forges (Cavallier, Lespinats, Saintignon, Villain), d'ingénieurs des Mines, de banquiers et d'hommes d’affaires locaux, restera cependant sans lendemain.
À cause de la poussée démographique des années 1870-1900, l'urbanisation à Nancy sera pour le moins anarchique. Une ville en pleine expansion verra la naissance, en 1894, de la Société des arts décoratifs lorrains, future École de Nancy, dont les chefs de file seront Émile Gallé, Antonin Daum, Louis Majorelle, Victor Prouvé ou encore Eugène Vallin. L'exposition de cette société, créée sur l'initiative de l'architecte Charles André, a le mérite de faire connaître, au côté d’Émile Gallé, d'autres artistes nancéiens. Parmi eux, l'ébéniste Eugène Vallin expose, dans la section consacrée à l'architecture, un plafond de salle à manger pour la demeure qu'il est sur le point de construire boulevard Lobau. C'est l'une des premières réalisations architecturales de l'art 1900 à Nancy[réf. souhaitée].
À la suite du fort accroissement de la population, les besoins en eaux de la ville de Nancy augmentent considérablement. Édouard Imbeaux est chargé de la réalisation d'une galerie de captation des eaux souterraines du plateau de la Forêt de Haye. Abandonnées dès les années 1930, ces galeries développant environ 6,6 km sont réhabilitées pour la pratique de la spéléologie par l'Union spéléologique de l'agglomération nancéienne (USAN) en 1991 et sont gérées par la Ligue spéléologique lorraine (LISPEL). Désormais appelées le spéléodrome de Nancy, elles servent de lieu de formation à la spéléologie et la plongée souterraine. Chaque année le site est ouvert au grand public par l'USAN à l'occasion des Journées européennes du patrimoine.

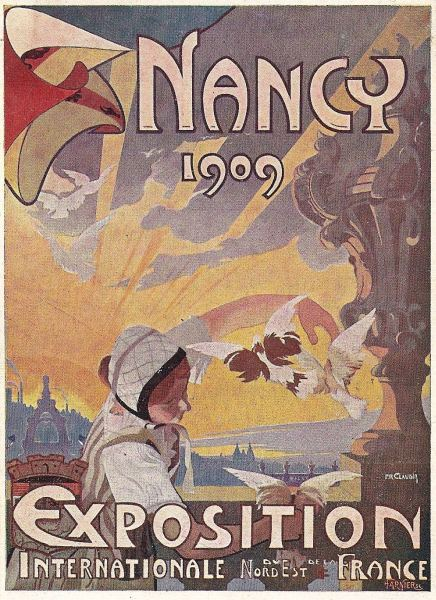
Affiche pour l'exposition internationale de l'Est de la France par Pierre-Roger Claudin. Collection Pierre Boyer.

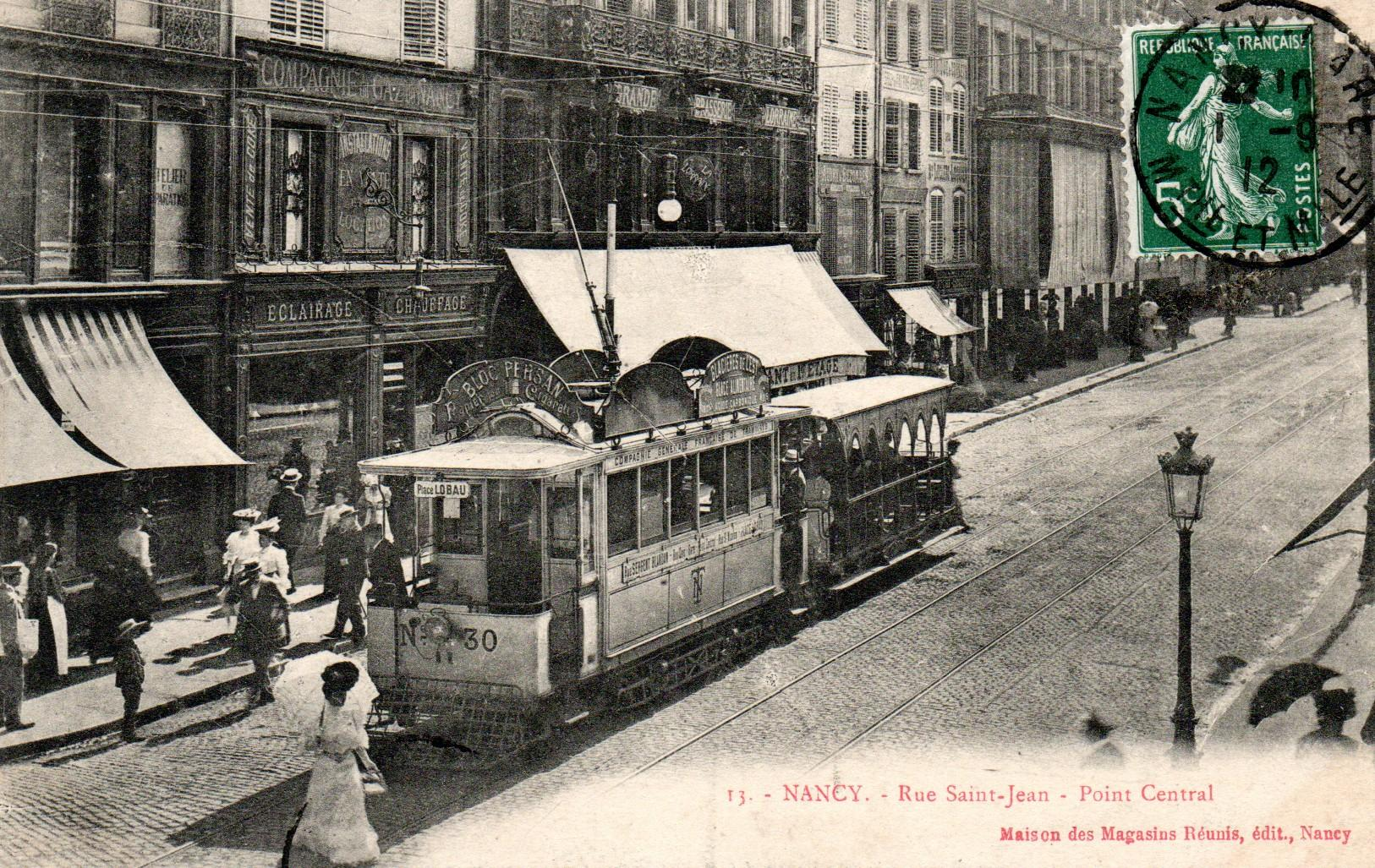
Tramway, rue Saint-Jean, vers 1912.

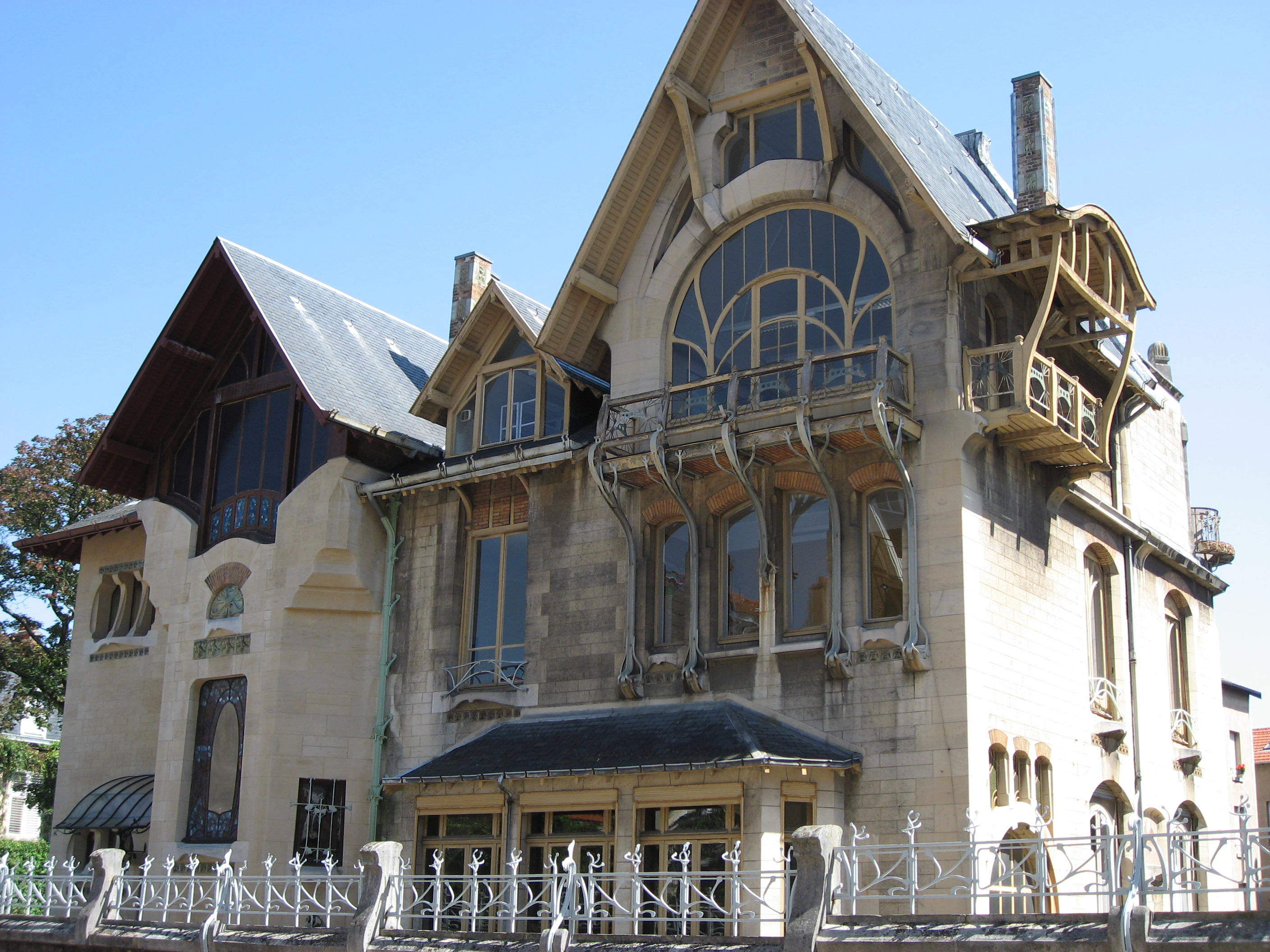
La Villa Majorelle, emblématique de l'École de Nancy.

La ville se dote en 1874 d'un réseau de tramway, tout d'abord à traction hippomobile, puis, à compter de 1899, à traction électrique, concédé à la Compagnie générale française de tramways (CGFT) qui l'exploitera jusqu'en 1958.
L'Alliance provinciale des industries d'art, ou École de Nancy, dont le but est la renaissance et le développement des métiers d'art en Lorraine, va institutionnaliser ce mouvement en 1901. Les statuts de cette association, son but, et la composition de son comité directeur sont révélateurs des liens étroits existant entre les industriels, et les artistes locaux. L'exposition internationale de l'Est de la France de 1909, sera la dernière manifestation collective de l’École de Nancy. Eugène Vallin en construira le pavillon. Entre 1891 et 1911, sur 3 500 édifices construits, 250 sont influencés par l'Art Nouveau, et une cinquantaine d'édifices se démarquent[De quoi ?].
Les commanditaires d'édifices de style Art nouveau sont des particuliers, des industriels ou des notables, souvent originaires des territoires annexés d'Alsace-Moselle. Les maîtres d'œuvre, architectes, ingénieurs, ou entrepreneurs, viennent d'horizons différents. La plupart des architectes, comme Lucien Weissenburger, Henry Gutton, ou Émile André, ont une formation classique : ils sont diplômés de l'École des beaux-arts de Paris ou sortent de l'atelier de Victor Laloux. Les ingénieurs, tels le polytechnicien Henri Gutton ou Frédéric Schertzer, ont une formation plus souple, ouverte aux innovations techniques. Enfin, nous trouvons l'ébéniste Eugène Vallin, le premier semble-t-il à traduire dans l'architecture, les principes de l'Art nouveau à Nancy.

### Première Guerre mondiale

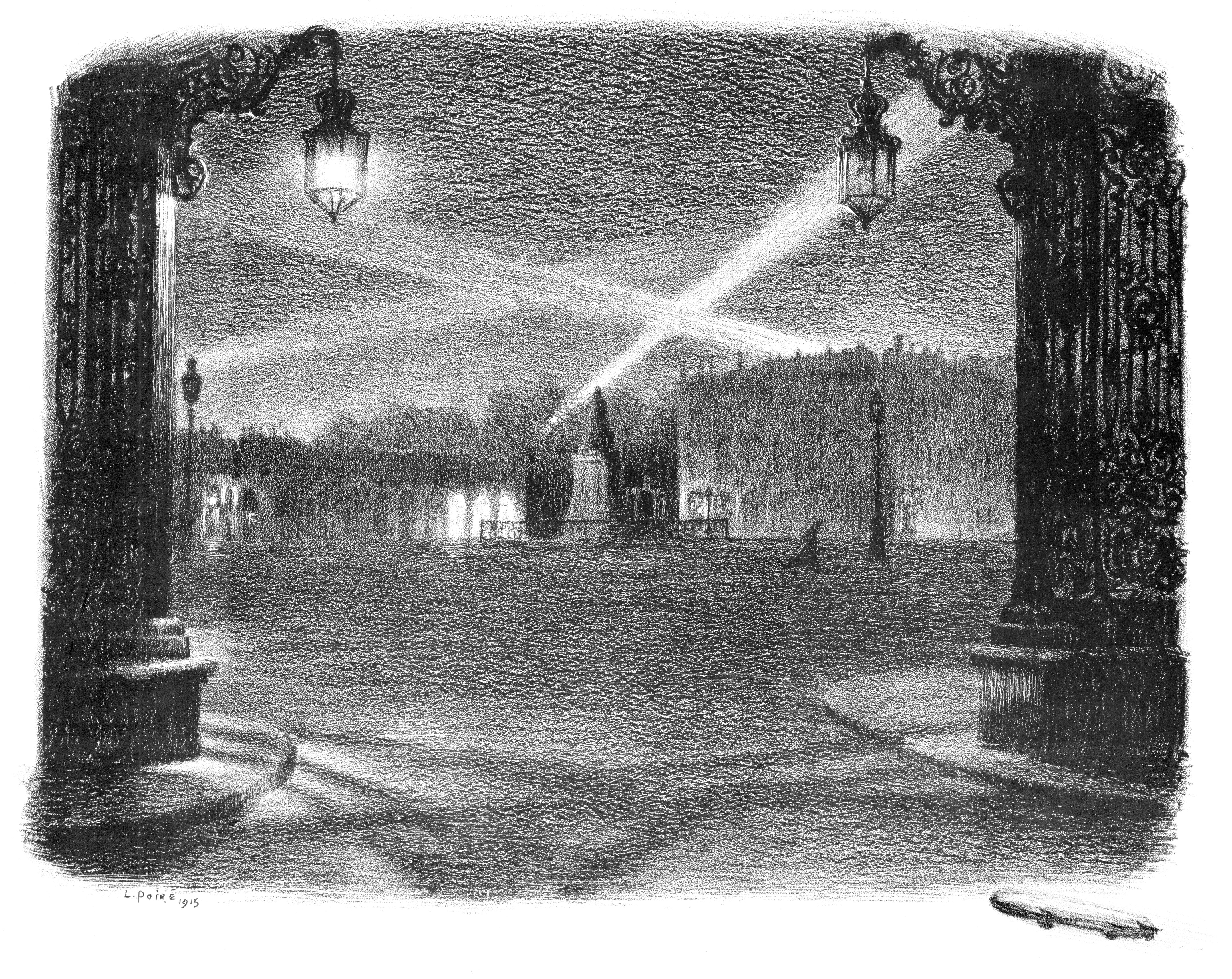
Place Stanislas pendant l'hiver 1915 sous les bombardements allemands. Lithographie de Léopold Poiré, (Centre Image Lorraine).

Lors de la déclaration de guerre de Première Guerre mondiale, le 4 août 1914, la ville de Nancy est proclamée en état de siège, ce qui perturbe la vie quotidienne. Des flux de réfugiés arrivent à partir du 20 août. La panique gagne la ville et ne se calme qu'à la fin de la bataille du Grand Couronné. Fin 1914, la moitié des habitants a quitté la ville, qui accueille sept mille réfugiés, dont plus de la moitié à la caserne Molitor. Le 1er janvier 1916, les Allemands commencent à bombarder Nancy afin d'en terroriser les habitants. La carte de pain est établie fin 1917 et la ville est évacuée début 1918. Nancy fait partie des 69 communes françaises décorées de la Légion d'honneur (Ville dont l'ardent patriotisme s'est affirmé magnifiquement au cours des épreuves de la guerre. Directement menacée, a assisté avec le plus beau courage à la bataille du Grand Couronné, livrée pour la défendre, bombardée par avions, prise par canons à longue portée, n'a jamais, malgré les souffrances, perdu son sang-froid. A bien mérité du pays.).

### Entre-deux-guerres
En 1926, un meeting aérien est organisé en juin.

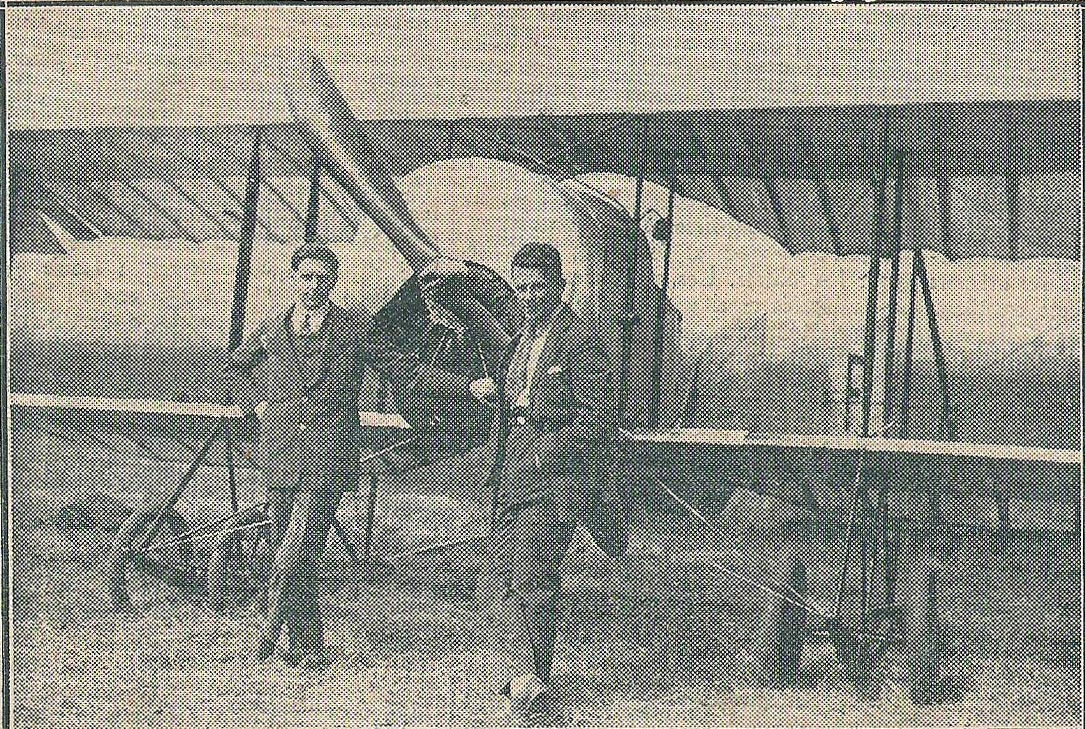
Christian Moench, pilote local.

### Seconde Guerre mondiale

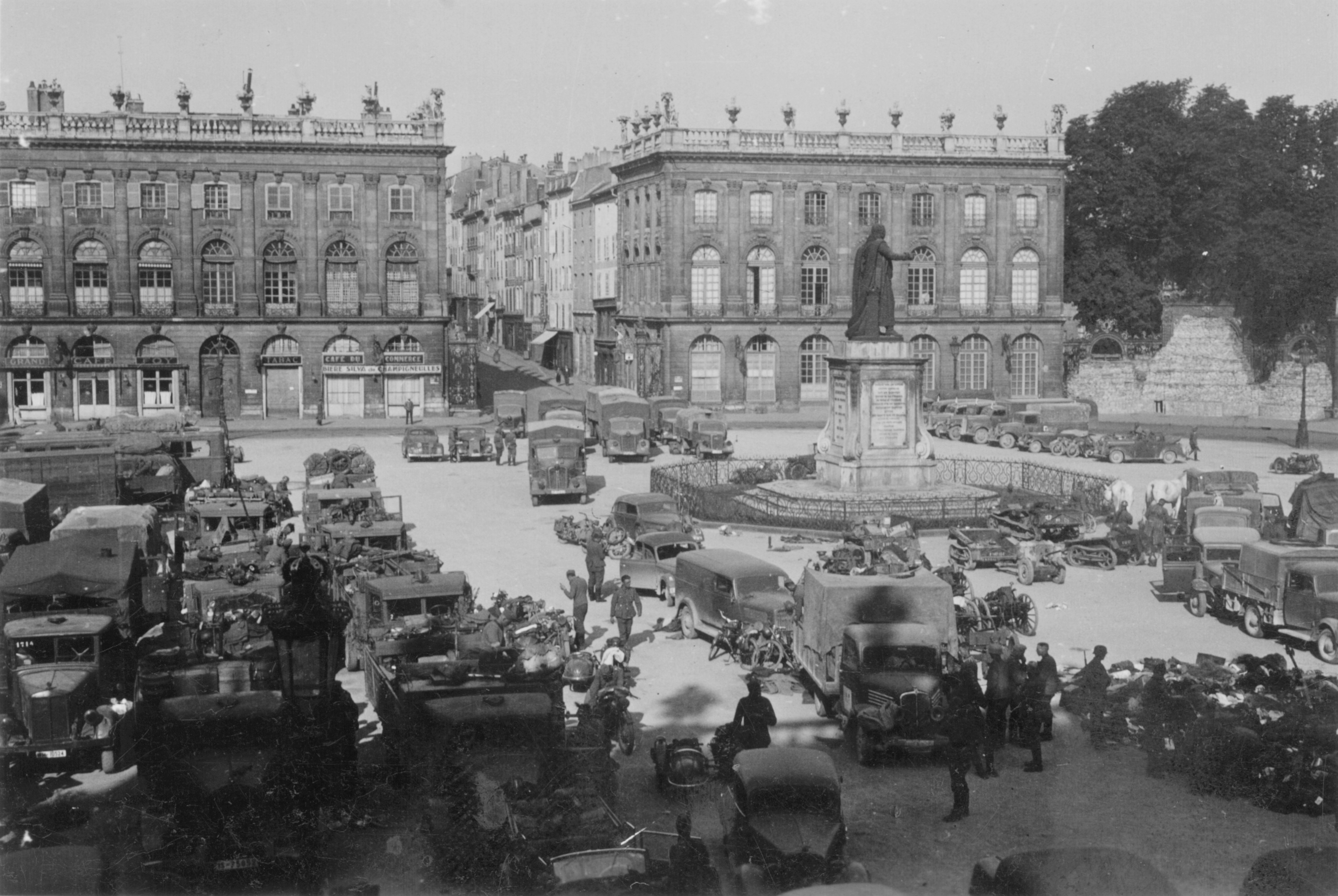
Place Stanislas occupée par des soldats allemands avec camions de ravitaillement en juin 1940.

L'armée allemande entre à Nancy sans combattre le 16 juin 1940. Camille Schmitt, alors maire, reste sur place et tente de faire la liaison avec le gouvernement de Vichy, mais, Nancy se trouvant en zone interdite, la communication est très difficile. L'Est républicain et L'Éclair de l'Est ne paraissent pas ; les locaux de L'Est Républicain servent à la parution de L'Écho de Nancy. Lors de l'instauration du Service du travail obligatoire, une partie de la jeunesse va travailler en Allemagne tandis qu'une autre entre dans la clandestinité : 300 d'entre eux sont raflés par la Gestapo et envoyés à Mauthausen où les trois-quarts meurent.
La communauté juive de Nancy, composée de 3 800 membres et environ 160 entreprises en partie venues de l'immigration de Pologne et d'Europe centrale, subit discriminations, port de l'étoile jaune et, à partir de 1942, arrestations, transferts au camp d'Écrouves puis déportations. Parmi elle se trouvent des personnalités comme Gustave Nordon (1877-1944, fondateur de l'entreprise Nordon Frères) et le grand rabbin Haguenauer. Toutefois, en juillet 1942, des policiers nancéiens ont permis à plus de 350 Juifs de fuir en leur fournissant tickets et laisser-passer, de sorte que seuls 32 sur les 385 menacés par l'opération Vent printanier sont arrêtés lors de la rafle manquée.
Le 26 mai 1944, le maréchal Pétain en visite à Nancy est accueilli par une foule qui chante Maréchal nous voilà. Dans son discours Pétain annonce : « Acceptez les épreuves qu'on nous envoie ; ces épreuves seront terribles, mais elles le seront d'autant moins terribles que vous n'y prendrez pas part. Ayez confiance dans l'avenir de la France ».
Nancy, occupée, est une ville de garnison, siège du quartier général de la 1. Fallschirm-Armee de juillet à septembre 1944.
La libération de Nancy de l'occupation allemande est menée par la troisième armée américaine du général Patton pendant la campagne de Lorraine en septembre 1944. Les troupes alliées arrivent par l'actuelle avenue de la Libération. La Gestapo est installée au carrefour de la rue de Boudonville et du boulevard Albert-Ier ; on peut lire une plaque en commémoration des nombreuses victimes de ce service devant le bâtiment.

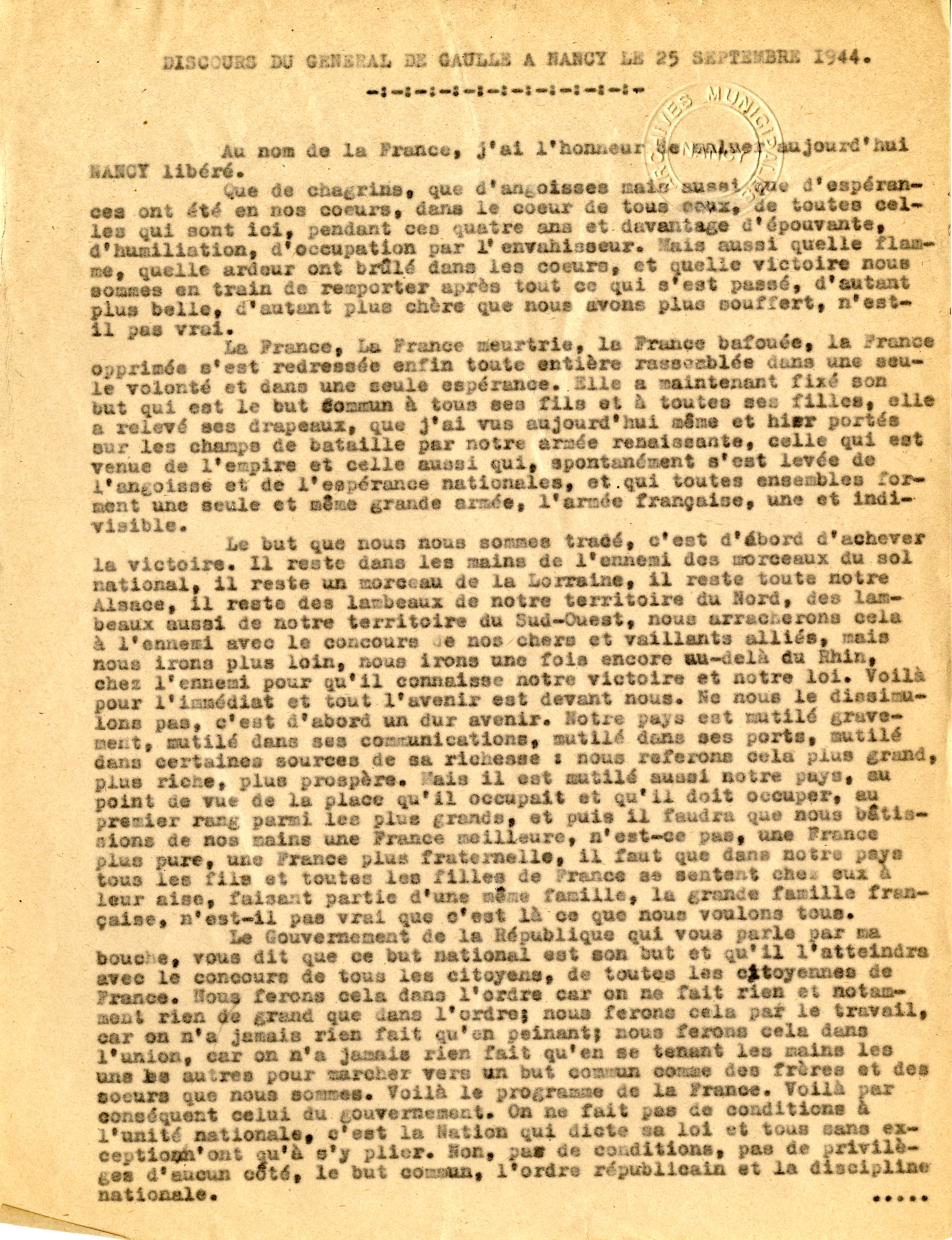
Discours du Général de Gaulle à Nancy le 25 septembre 1944.

Le 25 septembre 1944, le général de Gaulle est accueilli à Nancy, place Stanislas, par une foule dense.

### Les 12Justes parmi les nationsde Nancy
Douze habitants ont été admis parmi les 4 281 Justes parmi les nations de France pour avoir sauvé des personnes juives persécutées par le régime nazi et le gouvernement de Vichy :
- Charles Bouy
- Marcel Courtot
- Jean Dantonel
- Marcel Galliot
- Camille Kleinclauss
- Georgette Larchet
- Paul Larchet
- Pierre Marie
- François Pinot
- Charles Thouron
- Arthur Varoquaux
- Édouard Vigneron

### Après 1945
Le 15 janvier 1972, une violente mutinerie à la prison Charles-III à Nancy fait découvrir au grand public la réalité de la prison (mauvaise hygiène, sévices et brimades).
Des années 1960 aux années 1980, la ville de Nancy procède à des rénovations urbaines importantes et parfois décriées :
- Le quartier Saint-Sébastien, érigé sur d'anciens taudis, composé de plusieurs tours d'environ 15 à 20 étages et du vaste centre commercial Saint Sébastien.
- La construction en 1975 de la tour Thiers qui culmine à plus de 100 mètres de hauteur, dans le quartier gare. Cette tour fut l'objet de vives critiques parce qu'elle jouxte des immeubles datant de l'époque Art nouveau et qu'elle bouche la perspective vers l'ouest depuis la place Stanislas.

Les quartiers Croix-de-Bourgogne et Saint-Léon à l'ouest de la gare sont les dernières opérations d'urbanisme de grande ampleur qui ont lieu dans l'hypercentre de la ville.
Depuis le milieu des années 1990, le Grand Nancy s'est engagé dans une vaste et progressive réhabilitation des rives de Meurthe dans l'est de la ville. Près de 400 hectares sont concernés dans l'un des plus grands chantiers qu'a connu Nancy, les objectifs sont multiples, exploiter le peu de place encore disponible sur le territoire de la ville, étendre le centre-ville et reconquérir les berges de la Meurthe jusqu'ici mise à l'écart de Nancy.
Le quartier de la gare est également engagé depuis 2005 dans une opération d'urbanisme dont le but est d'embellir ce quartier, y construire des immeubles de bureaux ainsi qu'un nouveau palais des congrès incluant partiellement l'ancien centre de tri postal, labellisé « Patrimoine du XXe siècle », les colonnes de courrier, une des trois tours et les galeries côté voies ferrées seront néanmoins démolies. Ce nouveau quartier de la ville s'étendra de la gare jusqu'à l'emprise de l'ancienne prison Charles III démolie à la suite de la construction d'un nouveau centre de détention dans le quartier du Haut-du-Lièvre.
En 2006, 2007, 2008 et 2010, Nancy a été élue « ville la plus agréable de France » par le magazine Le Nouvel Observateur.

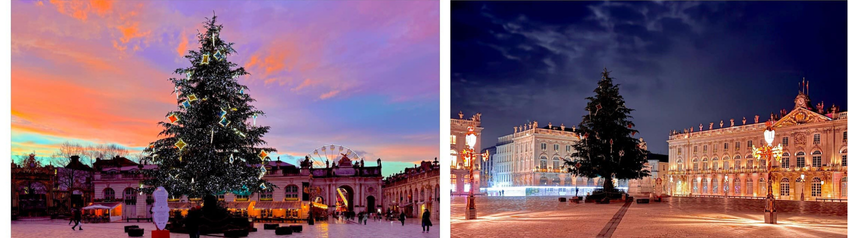
La place Stanislas et son grand sapin - Noël 2024

## Politique et administration
La ville est le siège de la préfecture de Meurthe-et-Moselle, du conseil départemental, du rectorat de région académique (Grand Est) et de l'académie de Nancy-Metz, de l'Agence régionale de santé (Grand Est), du diocèse de Nancy-Toul et de la métropole du Grand Nancy. En 2007, la commune de Nancy a été récompensée par le label « Ville Internet @@@@ » en 2012.

### Tendances politiques et résultats
Nancy est une ville traditionnellement classée comme de droite. Depuis la fin de la Seconde Guerre mondiale, tous les maires de la ville ont été de ce bord politique. Le même phénomène se retrouve pour les résultats aux élections nationales, à l'exception de l'élection présidentielle de 2012, où Nancy a placé François Hollande en tête avec 55 % des suffrages exprimés. Cependant, lors des élections municipales de 2020 la ville bascule à gauche avec l'élection du socialiste Mathieu Klein à la tête de la ville, allié aux écologistes et aux communistes.
À l'élection présidentielle de 2002, Jacques Chirac (RPR) obtient 88,57 % des suffrages à Nancy face à Jean-Marie Le Pen (FN), un score supérieur de plus de 6 points à celui du niveau national. Notons que les Nancéiens avaient placé Lionel Jospin (17,05 %) (PS) devant M. Le Pen (11,24 %) au premier tour. En 2007, Nicolas Sarkozy (UMP) emporte 50,31 % des suffrages à Nancy contre Ségolène Royal (PS), au niveau national, M. Sarkozy arrive à 53,06 %. En 2012, c'est M. Hollande (PS) que les électeurs nancéiens préfèrent à 55 % face à M. Sarkozy, score nettement supérieur au niveau national : 51,64 %.
Aux élections législatives de 2002, la partie de Nancy incluse dans la 1re circonscription, élit Laurent Hénart (UMP) à 55,13 % des voix face à Jean-Jacques Denis (PS) contre 54,31 % pour l'ensemble de la circonscription et Nancy-ouest, incluse dans la 3e circonscription, attribue 63,85 % à Claude Gaillard (UMP) face au candidat écologiste, score nettement plus élevé que celui de l'ensemble de la circonscription (57,43 %). En 2007, la partie de Nancy de la 1re circonscription élit Mathieu Klein (PS) à 50,22 % des voix face à Laurent Hénart (UMP) mais la circonscription préfère ce dernier à 50,8 % et celle de la 3e circonscription attribue 57,73 % des voix à Valérie Rosso-Debord (UMP) face à Pascal Jacquemin (PS), score nettement supérieur à celui de l'ensemble de la circonscription (51,37 %). En 2012, enfin, la nouvelle 1re circonscription vote pour Chaynesse Khirouni (PS) à 52,23 % contre Laurent Hénart (PR-UMP), score inférieur à celui de la partie de Nancy s'y trouvant (55,86 %) et Nancy-ouest, désormais dans la 2e circonscription, attribue 50,98 % à Valérie Rosso-Debord (UMP) face à Hervé Féron (PS) mais la circonscription vote pour ce dernier à 54,15 %.
Aux élections européennes de 2004, à Nancy, la liste de Pierre Moscovici (PS) arrive en tête à 29,81 % des voix devant celle de Joseph Daul (UMP) à 21,05 % et celle de Nathalie Griesbeck (UDF) à 14,36 %. En 2009, c'est la liste de Joseph Daul (UMP) qui arrive en tête à Nancy avec 28,78 % des voix devant celles de Sandrine Bélier (EÉ) à 20,15 % et de Catherine Trautmann (PS) à 16,76 %. En 2014, les électeurs nancéiens préfèrent la liste de Nadine Morano (UMP) à 19,68 % puis, en seconde position, celle de Édouard Martin (PS-PRG) à 18,22 % et enfin, celle de Nathalie Griesbeck (UDI-MoDem) à 16,63 %.
Aux élections régionales de 2004, la liste de Jean-Pierre Masseret (Gauche) emporte, à Nancy, au second tour, 50,65 % des suffrages devançant celle de Gérard Longuet (Droite) à 41,01 % et celle de Thierry Gourlot (FN) à 8,35 %. En 2010, une nouvelle fois, les nancéiens préfèrent Jean-Pierre Masseret (Gauche) à 51,68 % contre 39,25 % pour Laurent Hénart (Droite) et 9,07 % pour Thierry Gourlot (FN). En 2015, cette fois, Philippe Richert (Droite) arrive largement en tête à Nancy avec 63,74 % des voix contre seulement 18,37 % pour Jean-Pierre Masseret (DVG) et 17,89 % pour Florian Philippot (FN).
Aux cantonales de 2004, Nancy-est bascule en faveur de Dominique Olivier (PS) avec 55,27 % des voix face à Jean-Marie Schléret (UMP), Nancy-nord tombe entre les mains de Mathieu Klein (PS) qui obtient 60,7 % des voix contre Philippe Nachbar (UMP) et Nancy-sud vote pour Nicole Creusot (PS) à 53,69 % face à Patrick Baudot (DVD). En 2008, Nancy-ouest réélit Jean-François Husson (UMP) à 58,07 % face à Daouïa Bezaz (PS). En 2011, à Nancy-est, Dominique Ovilier (PS) est réélue avec 58,82 % des voix contre Valérie Levy-Jurin (UMP), à Nancy-nord, Mathieu Klein (PS) est également réélu en emportant 61,66 % face à Jérôme Marchand-Arvier (UMP) et à Nancy-sud, Nicole Creusot (PS) obtient un second mandat et 55,05 % des voix contre Patrick Baudot (UMP). En 2015, Patrick Blanchot et Sophie Mayeux (LR) sont élus avec 55,9 % des voix dans le nouveau canton de Nancy-1 face à Françoise Simonin et Abdennour Slimani (PS), à Nancy-2, ce sont Véronique Billot et Mathieu Klein (PS) qui y sont élus avec 56,66 % des voix contre Chantal Carraro et Thierry Coulom (UDI-MoDem) et à Nancy-3, Nicole Creusot et Frédéric Maguin (PS) sont élus avec 50,81 % face à Patrick Baudot et Valérie Jurin (UDI-MoDem).
Aux municipales de 1995, André Rossinot (UDF) est réélu avec sa liste du centre droit avec 45,22 % des voix face à la liste de M. Lefevbre (DVD) qui arrive seconde avec 28,08 % des suffrages et la liste de M. Thiebert (PS-MRG) obtient 26,7 %. En 2001, André Rossinot (UDF) est réélu pour la quatrième fois avec 50,81 % des voix face à la liste de Jean-Yves Le Déaut (Gauche plurielle) qui obtient 35,78 % et qui devance celle de Mme Hervé (DVD) à laquelle on a attribué 13,41 % des voix. En 2008, André Rossinot (PR) triomphe (50,74 %) face à Nicole Creusot (PS) (40,56 %) et Françoise Hervé (Indépendante) qui emporte 8,71 % des voix. En 2014, c'est Laurent Hénart (UDI) qui l'emporte avec 52,91 % des voix face à Mathieu Klein (PS). En 2020, renversement de situation : Mathieu Klein (PS) allié à Laurent Watrin (EELV) l’emporte avec 54,53 % des voix face à Laurent Hénart (UDI)

### Administration territoriale
Nancy est divisée en trois cantons, selon un découpage différent de celui des quartiers de la ville. La sociologie politique varie fortement entre les quartiers, certains votant plus à gauche, ce qui explique que deux cantons sur trois le sont alors que la mairie, jusqu'en 2020, est acquise à la droite.
Les électeurs de Nancy sont répartis sur deux circonscriptions législatives, dont les limites incluent également des communes de la petite et grande couronne de l'agglomération.
- 1re circonscription (anciens cantons de Nancy-Est, Nancy-Nord et Nancy-Sud) : Estelle Mercier, Parti socialiste - Nouveau Front populaire
- 2e circonscription (ancien canton de Nancy-Ouest) : Stéphane Hablot, Parti socialiste - Nouveau Front populaire

### Administration municipale
Le conseil municipal actuel a été élu lors des élections municipales de 2020. Il compte 55 élus, répartis comme suit :
- 30 dans le groupe "Nancy en grand" (PS), faisant partie de la majorité
- 9 dans le groupe "Nancy écologique et citoyenne" (EELV), faisant partie de la majorité
- 4 dans le groupe "Élus communistes de Nancy" (PCF), faisant partie de la majorité
- 12 dans le groupe "Nancy positive" (MR, LR, LREM), formant l'opposition.

### Liste des maires

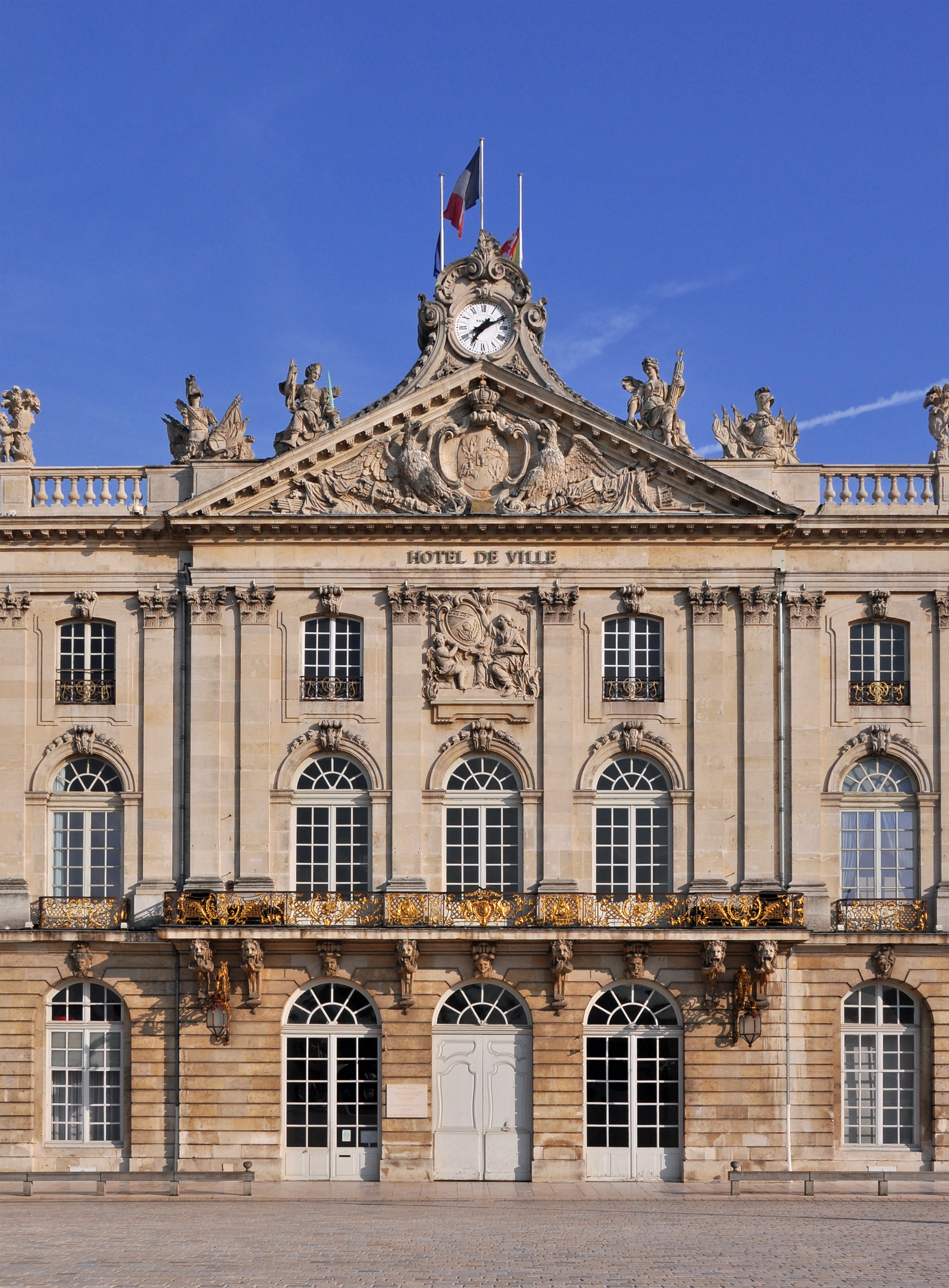
Hôtel de ville de Nancy.

Le logo de la ville de Nancy utilise la police Bodoni, avec la patte du y final ayant subi une symétrie verticale.

### Juridictions
Les principales juridictions sont la Cour d'appel de Nancy, la Cour administrative d'appel de Nancy, le Tribunal administratif de Nancy et le Tribunal de Grande Instance de Nancy.

### Espaces verts - fleurissement
La ville a été récompensée par quatre fleurs avec la distinction Grand Prix au palmarès 2007 du concours des villes et villages fleuris.
40 parcs urbains répartis sur 300 ha, dont le parc de la Pépinière, situé en plein centre de la Ville, est un des plus vastes de France en centre ville avec près de 22 hectares d'espaces vert, d'arbres centenaires, un Espace animalier, et la présence de nombreuses perruches à collier en liberté.
3 jardins remarquables labellisés.
Ces espaces verts - véritables poumons de verdure – sont listés dans le tableau parcs et jardins de Nancy et Meurthe & Moselle
Avec la Forêt de Haye, Nancy a la 2e forêt périurbaine de France après Fontainebleau.

### Jumelages
Après la Seconde Guerre mondiale, Nancy a développé de nombreux jumelages avec des localités européennes, puis avec des villes d'Asie et d'Amérique du Nord. À ce jour, la commune compte dix jumelages actifs, symbolisés par des échanges réguliers et des manifestations temporaires :
| Ville | Ville                | Pays | Pays        | Période                   |
| ----- | -------------------- | ---- | ----------- | ------------------------- |
|       | Cincinnati,          |      | États-Unis  | depuis le 24 juin 1991    |
|       | Kanazawa,            |      | Japon       | depuis 1973               |
|       | Karlsruhe,           |      | Allemagne   | depuis 1955               |
|       | Kiryat Shmona,       |      | Israël      | depuis 1984               |
|       | Krasnodar,           |      | Russie      | depuis 2017               |
|       | Kunming,             |      | Chine       | depuis le 22 août 2017    |
|       | Liège,               |      | Belgique    | depuis 1954               |
|       | Lublin,              |      | Pologne     | depuis le 26 février 1988 |
|       | Newcastle upon Tyne, |      | Royaume-Uni | depuis 1954               |
|       | Padoue,              |      | Italie      | depuis 1964               |
|       | Shangrao             |      | Chine       | depuis 2017               |
|       | Vinnytsia,           |      | Ukraine     | depuis le 9 décembre 2023 |

En 1969, Nancy et Karlsruhe, sa ville jumelle, sont récompensées du prix de l'Europe, pour leur apport à la réconciliation franco-allemande.
La nomenclature des voies municipales rend hommage à certaines villes jumelées. On trouve ainsi à Nancy la place de Padoue, non loin du Campus Artem, la place de Karlsruhe, à proximité du parc Sainte-Marie et de la cité judiciaire, la rue et le passage de Liège, la place de Cincinnati, inaugurée en 2013, la promenade de Kanazawa et la rue de Newcasle, inaugurée en 2019. Le 8 avril 2011, a eu lieu à la Pépinière l’inauguration d’une allée au nom de Kiryat Shmona, en présence du maire de la cité israélienne et de l’ambassadeur d’Israël en France.
Le jumelage avec la ville grecque du Pirée a été abandonné pour cause d'arrêt des relations communes.

### Garnison
Nancy est l'une des sept villes françaises disposant d'un gouverneur militaire.
Jusqu'à sa dissolution en 2010, l'état-major de la 4e brigade aéromobile (ancienne 4e division aéromobile) était stationné dans la commune voisine d'Essey-lès-Nancy.
La garnison de Nancy comprend la base aérienne 133 Nancy-Ochey, la brigade aérienne de l'aviation de chasse (BAAC), le commandement de la logistique de l’énergie opérationnelle (CLEO) et le centre de soutien technique et administratif (CSTA) du service de l'énergie opérationnelle, le centre expert des ressources humaines et de la solde (CERHS), le centre interarmées de la solde (CIAS), une unité du service d'infrastructure de la Défense (USID), le groupement de soutien de la base de défense de Nancy (GSBdD), un centre information recrutement des forces armées (CIRFA), un centre du service national (CSN) et le groupement de recrutement et de sélection de la région terre nord-est (GRS NE).
Le 26 avril 2017, le groupement de recrutement et de sélection de la région terre nord-est de Vandœuvre-lès-Nancy reçoit la garde du drapeau du 8e régiment d'artillerie.
Autres unités militaires ayant tenu garnison à Nancy :
- Le Régiment du Roi du 4 juin 1783 à sa dissolution, logé au quartier royal aussi appelé caserne Sainte-Catherine puis caserne Thiry ;
- Le régiment-Mestre-de-Camp Cavalerie au quartier Saint-Jean, ancienne gendarmerie ;
- Le régiment suisse de Lullin de Châteauvieux le 11 novembre 1789 logé au quartier-neuf ou quartier de l'Opéra aussi appelé Grand quartier ;
- 20e légion de Gendarmerie, (avant) 1906 (jusqu'à ?) ;
- 37e régiment d'infanterie, (avant) 1906 (jusqu'à ?) ;
- 69e régiment d'infanterie, (avant) 1906 (jusqu'à ?) ;
- 79e régiment d'infanterie, (avant) 1906 (jusqu'à ?) ;
- 26e régiment d'infanterie, 1er octobre 1887 - 1914 ;
- 8e régiment d'artillerie de campagne, 1887 - 1914 ;
- État-major de la 20e région militaire, (avant) 1913 (jusqu'à ?) ;
- État-major du 20e corps d'armée, (avant) 1906 - 1913 (jusqu'à ?) ;
- État-major de la 11e division d'infanterie, (avant) 1913 - 1939 (jusqu'à ?) ;
- État-major de la 39e division d'infanterie, (avant) 1913 (jusqu'à ?) ;
- État-major de la 2e division de cavalerie, (avant) 1913 (jusqu'à ?) ;
- L'aviation de reconnaissance de la IIe armée en 1916 à Villers-les-Nancy[155];
- 8e régiment d'artillerie divisionnaire, 1928 - 1940 ;
- État-major de la 2e brigade de chars de combat, (avant) 1939 (jusqu'à ?) ;
- 18e régiment de sapeurs-télégraphistes, 1939 ;
- 510e régiment de chars de combat, 1939 - 1940 :
  - 15e bataillon de chars de combat, 1939 - 1940 ;
  - 22e bataillon de chars de combat, 1939 - 1940 ;
- Centre mobilisateur no 510, 1939 - 1940 ;
- 1. Fallschirm-Armee, 1944 (en français 1re armée parachutiste)[156] ;
- 8e régiment d'artillerie, 1947 - 1955 ;
- 3e escadre de chasse de l'Armée de l'air sur la base de Nancy-Ochey ;
- Base aérienne 121 Nancy-Essey (1920- 1964) ;
- État-major du 1er corps d'armée (jusqu'en 1976) ;
- État-major de la 4e division blindée (1976 - 1985) ;
- 7e régiment d'hélicoptères de combat (1985 - 1997) ;
- 4e régiment d'hélicoptères de commandement et de manœuvre (1985 - 1999) ;
- 4e compagnie de commandement et de transmissions (1999 - 2010) ;
- Établissement spécialisé du commissariat de l'Armée de terre - détachement de stockage et d'entretien.

Nancy disposait également d'un hôpital militaire, l'hôpital Sédillot.

## Population et société

### Démographie

#### Pyramide des âges
La ville, d'une superficie relativement modeste de 1 501 hectares, est densément peuplée : 6 954,5 habitants/km2. Nancy a rejoint les communes voisines de la première couronne périphérique sous une forme d’urbanisation continue. À la différence de la plupart des villes d’importance au moins égale, Nancy n’a pas connu d’extension de son territoire par annexion des localités limitrophes. Les recensements effectués par l'Insee donnent :
- Commune de Nancy : 104 885 habitants en 2018[3] ;
- Métropole du Grand Nancy : 257 431 habitants en 2018[3] ;
- Unité urbaine de Nancy (pôle urbain) : 286 041 habitants en 2018 ;
- Aire d'attraction de Nancy : 511 257 habitants en 2017[5].

Par ailleurs Nancy fait partie d’une association appelée Sillon lorrain, qui regroupe les principales villes et agglomérations du Sillon mosellan à l'exception de Luxembourg. Cependant cette association n’a que très peu d’influence sur la politique d’aménagement du territoire en Lorraine.

#### Évolution démographique
L'évolution du nombre d'habitants est connue à travers les recensements de la population effectués dans la commune depuis 1793. Pour les communes de plus de 10 000 habitants les recensements ont lieu chaque année à la suite d'une enquête par sondage auprès d'un échantillon d'adresses représentant 8 % de leurs logements, contrairement aux autres communes qui ont un recensement réel tous les cinq ans,.

En 2022, la commune comptait 104 387 habitants, en évolution de −0,2 % par rapport à 2016 (Meurthe-et-Moselle : −0,13 %, France hors Mayotte : +2,11 %).
| 1793   | 1800   | 1806   | 1821   | 1831   | 1836   | 1841   | 1846   | 1851   |
| ------ | ------ | ------ | ------ | ------ | ------ | ------ | ------ | ------ |
| 29 141 | 28 227 | 30 532 | 29 241 | 29 122 | 31 445 | 35 901 | 38 795 | 40 289 |

| 1856   | 1861   | 1872   | 1876   | 1881   | 1886   | 1891   | 1896   | 1901    |
| ------ | ------ | ------ | ------ | ------ | ------ | ------ | ------ | ------- |
| 48 199 | 49 305 | 52 978 | 66 303 | 73 225 | 79 038 | 87 110 | 96 306 | 102 559 |

| 1906    | 1911    | 1921    | 1926    | 1931    | 1936    | 1946    | 1954    | 1962    |
| ------- | ------- | ------- | ------- | ------- | ------- | ------- | ------- | ------- |
| 110 570 | 119 949 | 113 226 | 114 491 | 120 578 | 121 301 | 113 477 | 124 797 | 128 677 |

| 1968    | 1975    | 1982   | 1990   | 1999    | 2006    | 2011    | 2016    | 2021    |
| ------- | ------- | ------ | ------ | ------- | ------- | ------- | ------- | ------- |
| 123 428 | 107 902 | 96 317 | 99 351 | 103 605 | 105 468 | 105 382 | 104 592 | 104 260 |

| 2022    | - | - | - | - | - | - | - | - |
| ------- | - | - | - | - | - | - | - | - |
| 104 387 | - | - | - | - | - | - | - | - |

Après 1962, la population de la commune décline rapidement au profit de la première puis de la seconde couronne par un phénomène d'étalement urbain. La population de l’agglomération ne cesse de s’accroître, passant de 270 000 habitants en 1962 à plus de 285 000 en 2011. Parallèlement, la ville centre regagne des habitants depuis 1982 grâce à des opérations de réhabilitations urbaines qui laissent une large place à l'habitat, notamment dans le quartier Meurthe-Canal, autrement dénommé Rives de Meurthe.
Avec 286 041 habitants, au dernier recensement INSEE de 2018, Nancy est la première unité urbaine de Lorraine, juste devant Metz (285 651 habitants) ainsi que la principale aire d'attraction (pôle métropolitain) de la région avec 511 257 habitants en 2017, devant celles de Metz (367 851 habitants), Thionville pour sa partie française et Épinal (119 955 habitants).
Par la proportion d'étudiants résidents de 18 à 24 ans dans sa population totale (la densité étudiante) au recensement de 2008, l'aire urbaine de Nancy se classe à la troisième place des aires urbaines françaises étudiantes,.

#### Pyramide des âges
La population de la commune est relativement jeune. En 2020, le taux de personnes d'un âge inférieur à 30 ans s'élève à 48,9 %, soit au-dessus de la moyenne départementale (36,5 %). À l'inverse, le taux de personnes d'âge supérieur à 60 ans est de 19 % la même année, alors qu'il est de 25,8 % au niveau départemental.
En 2020, la commune comptait 49 612 hommes pour 54 791 femmes, soit un taux de 52,32 % de femmes, légèrement inférieur au taux départemental (52,48 %).
Les pyramides des âges de la commune et du département s'établissent comme suit.
| Hommes | Classe d’âge | Femmes |
| ------ | ------------ | ------ |
| 0,5    | 90 ou +      | 1,8    |
| 4,4    | 75-89 ans    | 7,1    |
| 11     | 60-74 ans    | 12,8   |
| 14,7   | 45-59 ans    | 14,3   |
| 19,1   | 30-44 ans    | 16,5   |
| 36,8   | 15-29 ans    | 35,9   |
| 13,6   | 0-14 ans     | 11,5   |

| Hommes | Classe d’âge | Femmes |
| ------ | ------------ | ------ |
| 0,6    | 90 ou +      | 1,8    |
| 6,6    | 75-89 ans    | 9,3    |
| 16,2   | 60-74 ans    | 17,4   |
| 19,5   | 45-59 ans    | 18,9   |
| 18,9   | 30-44 ans    | 18     |
| 20,6   | 15-29 ans    | 18,9   |
| 17,6   | 0-14 ans     | 15,6   |

### Enseignement

#### Établissements éducatifs
Nancy relève de l'académie de Nancy-Metz. Celle-ci évolue sous la supervision de l'inspection départementale de l'Éducation nationale.
Une centaine de laboratoires y abritent 2 500 chercheurs. Les sites de l'Université de Lorraine présents à Nancy comptent près de 52 000 étudiants au total.
Ci-dessous la liste exhaustive des établissements scolaires de la commune :

#### Établissements supérieurs

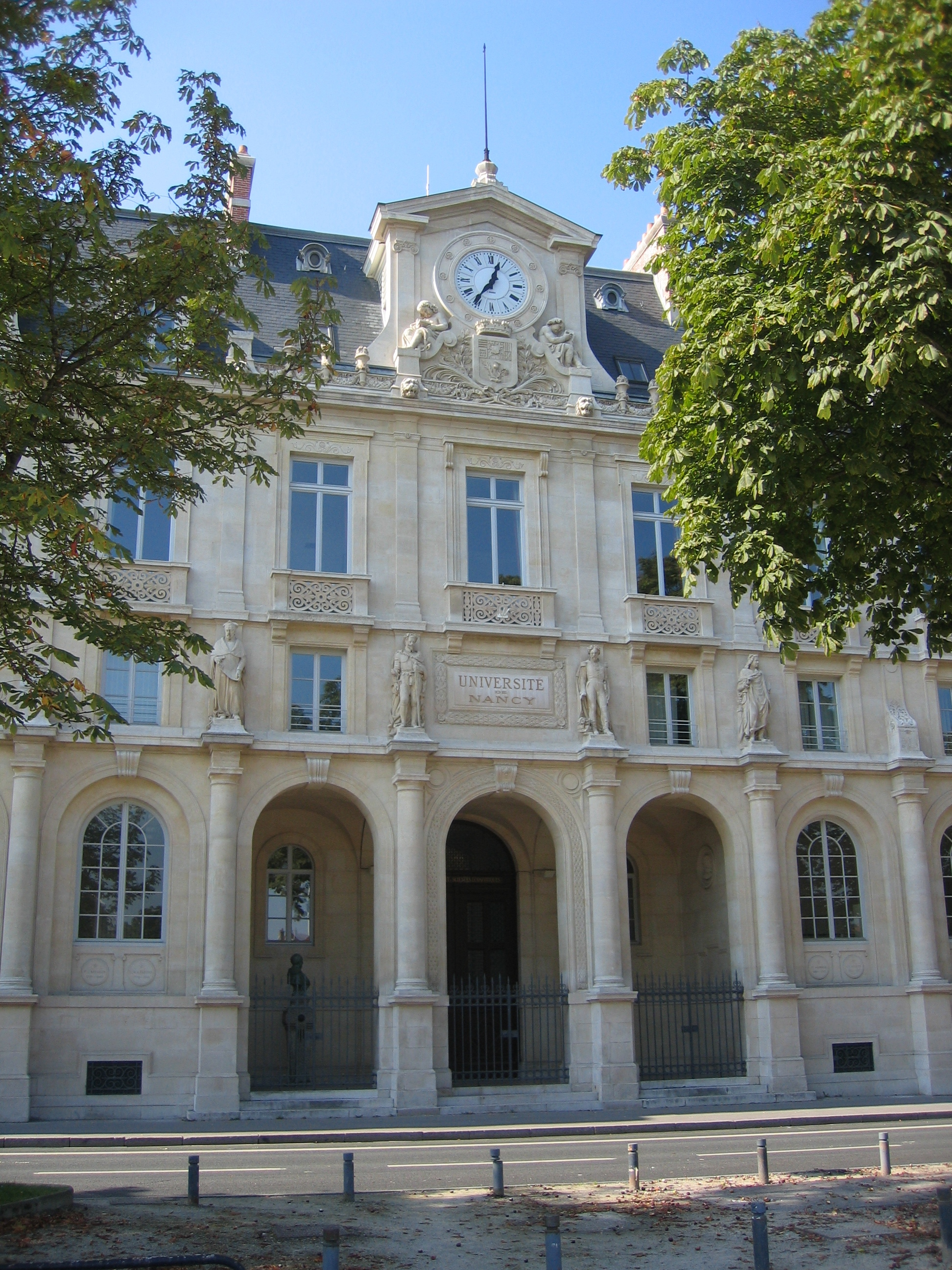
Palais de l'Université à Nancy, actuelle Faculté de droit

Une première université est créée par les Jésuites dans le duché de Bar à Pont-à-Mousson en 1572 (voir aussi la page consacrée à l'Histoire des universités lorraines). 
La Lorraine et le Barrois devenus français, l'université est déménagée sur ordre de Louis XV et s’installe à Nancy en 1768. À la suite de la Révolution française, l’université est supprimée.
Elle rouvre ses portes en 1854 avec la création des facultés des Sciences et des Lettres.
Entre 1870 et 1919, la guerre franco-prussienne, l'annexion de Metz et de Strasbourg à l'Empire allemand, la Première Guerre mondiale et la révolution industrielle contribuent à l’essor de l’université. Dès lors, le public universitaire se diversifie et augmente. À la suite des crises de 1968, l’université se divise en trois entités (Nancy-1, Nancy-2 et l’INPL) aujourd'hui regroupées par fusion au sein de l'Université de Lorraine.
Entre 1871 et 1918, Nancy était la seule grande ville de Lorraine à rester française. Son université recueillit alors par patriotisme et pour son plus grand profit plusieurs établissements situés auparavant à Strasbourg. C'est dans ce contexte que le Strasbourgeois Hippolyte Bernheim rejoint Ambroise-Auguste Liébeault à la faculté de médecine de Nancy. Ils seront les deux piliers de l'École hypnologique de Nancy. Ils s'opposeront notamment à Jean-Martin Charcot qui considérait l'hypnose comme pathologique. Leurs travaux influencent encore de nombreux psychiatres. C'est aussi dans ce contexte qu'Albin Haller fait ses études, puis ses recherches de pharmacie et de chimie qui le conduiront à la fondation et à la création de l'Institut chimique de Nancy, puis à la présidence de l'Académie des Sciences.
C'est à Nancy que le chimiste Victor Grignard conduit ses recherches qui le mèneront au Prix Nobel de chimie en 1912 et à Nancy que Jean Delsarte fonde l'association Bourbaki et où de nombreux « bourbakistes » enseignent dans les années 1950.
Pôle universitaire européen depuis 1993, la ville forme plus de 52 000 étudiants, chaque année et le pôle technologique Nancy-Brabois, l'un des tout premiers de France rassemble quelque 1 500 chercheurs (plus de 3 000 chercheurs sur l'ensemble de l'agglomération). Nancy est une ville très étudiante, à l'instar de Grenoble ou Toulouse, et le plus grand centre universitaire de la région.
Nancy constitue un pôle géologique parmi les plus importants d'Europe et réputé dans le monde. Il comprend l'ENSG et le cursus géologique de la faculté des sciences de Vandœuvre-lès-Nancy géré par le département des sciences de la terre de la faculté (certains cours communs et étroitement liés entre l'ENSG et la faculté des sciences en master) qui proposent chacun des formations de qualité ainsi que les Laboratoires de géologie ou liés aux géosciences de l'agglomération nancéienne (au sein de la fédération de recherche EST (eau, sol, terre) notamment qui regroupe l'UPR CNRS CRPG, les UMR LEM, LIMOS et G2R associée avec le LSE, le BEF et le LCPME (laboratoire de chimie) et le LEMTA, laboratoire de génie civil traitant de la géologie). Le BRGM, installé à Brabois, fait partie intégrante de ce pôle. De plus l'ENSAIA et l'École des mines de Nancy sont liés sur certaines formations au pôle géologique.
Le campus ARTEM est, lors de sa construction, un des plus grands projets de chantier universitaire européen. L'objectif du campus est de regrouper sur un même site trois champs de compétence et d'enseignement distincts (la création artistique, l'ingénierie et le management) afin de créer une synergie commune dans des domaines aussi variés que le design, la communication ou les transports. ARTEM est le fruit du regroupement de trois grandes écoles nancéiennes (l'École des mines de Nancy, l'École nationale supérieure d'art et l'ICN Business School) sur les anciennes casernes Molitor situées rue du Sergent-Blandan au Sud-Ouest de Nancy, sur une surface au sol de 10 hectares pour plus de 70 000 m2 de planchers.
Plusieurs écoles d'ingénieurs :
- l'École d'ingénieur du Conservatoire national des arts et métiers ;
- l'EEIGM (École européenne en génie des matériaux) ;
- l'ENSAIA (École nationale supérieure d'agronomie et des industries alimentaires) ;
- l'ENSEM (École nationale supérieure d'électricité et de mécanique) ;
- l'ENSG (École nationale supérieure de géologie) ;
- l'ENSGSI (École nationale supérieure en génie des systèmes et de l'innovation) ;
- l'ENSIC (École nationale supérieure des industries chimiques) ;
- l'ENSMN (École nationale supérieure des mines de Nancy)
- l'ENGREF (École nationale du génie rural, des eaux et des forêts) ;
- l'EI.CESI (Centre des études supérieures industrielles) ;
- Polytech Nancy (Ex-ESSTIN, École supérieure des sciences et technologies de l'ingénieur de Nancy) ;
- Télécom Nancy (Ex-ESIAL, École supérieure d'informatique et applications de Lorraine).

Une école de commerce :
- ICN Graduate Business School.

Et d'autres écoles :
- l'IAE Nancy (Institut d'administration des entreprises) ;
- l'ENSAN (École nationale supérieure d'art de Nancy) ;
- l'ENSA (École nationale supérieure d'architecture de Nancy)   labellisée Architecture contemporaine remarquable ;
- les IFSI (Instituts de formation en soins infirmiers) de Laxou[168], Brabois et Lionnois.
- l'École de kinésithérapie et d'ergothérapie ;
- l'eXia (École d'ingénieurs informatique du Cesi) ;
- l'EPITECH (École pour l'informatique et les nouvelles technologies) ;
- le premier cycle franco-allemand de l'Institut d'études politiques de Paris (Sciences Po) ;
- l'IECA (Institut européen du cinéma et de l'audiovisuel).

Parmi les personnalités ayant enseigné à Nancy on peut citer :
- Alain Graesel, Grand Maître de la Grande Loge de France de 2006 à 2009 ;
- Carré de Malberg, juriste ;
- Guy Ropartz, compositeur, directeur du Conservatoire de Nancy ;
- Dominique Strauss-Kahn, économiste, homme politique ;
- Jack Lang, juriste, homme politique ;
- René Haby, géographe, homme politique ;
- Henri Léon Lebesgue, mathématicien ;
- Régis Debray, médiologue ;
- Jean Dieudonné, mathématicien, membre fondateur du groupe Bourbaki ;
- Laurent Schwartz, mathématicien, médaille Fields.

#### Établissements spécialisés
- École de Condé, établissement privé des Arts, hors contrat avec l'État ;
- Music Academy International, centre de formation aux métiers de la musique, reconnu par le ministère de la Culture et de la Communication.
- Le Lycée des métiers des industries graphiques Paul-Louis-Cyfflé  , labellisé Architecture contemporaine remarquable.

### Santé
Nancy est le premier pôle de santé du nord-est de la France avec le CHRU de Nancy (centre hospitalier régional universitaire) qui comporte plusieurs sites dont le site de Brabois (Adultes, Enfants, Philippe Canton, Louis Mathieu), l'Hôpital Central proche du centre de la ville ainsi que la Maternité Régionale Universitaire et le Centre Émile-Gallé. Le centre hospitalier universitaire de Nancy (CHU) est le premier employeur du département et figure depuis plusieurs années dans les 10 premiers établissements de France au classement du Point. L'agglomération possède de nombreuses cliniques privées issues du groupe Elsan et du groupe Pasteur. La ville, selon une étude nationale datant de 1999, serait le troisième pôle médical de France derrière Paris et Lyon.

### Manifestations culturelles et festivités

#### Principales animations
- Presque chaque année, la ville articule une série d'événements culturels autour d'un thème principal :
  - 2016 : 250e anniversaire du rattachement du duché de Lorraine à la France[173]
  - 2013 : Nancy - la Renaissance en Lorraine[174]
  - 2009 : 150e anniversaire de la naissance de Louis Majorelle, membre fondateur de l'École de Nancy
  - 2008 : 150e anniversaire de la naissance de Victor Prouvé, membre fondateur de l'École de Nancy
  - 2007 : en tant que ville de la Grande Région, Nancy participe au programme de l'année européenne de la Capitale de la Culture 2007
  - 2005 : 250e anniversaire de l'inauguration de la place Stanislas et de sa restauration
  - 2004 : année Émile Gallé, centenaire de la mort de l'ébéniste et maître-verrier
  - 2001 : l'odyssée de l'architecte Jean Prouvé
  - 1999 : festivités du Centenaire de l'École de Nancy
- tous les ans depuis 2003 : Anim'Est, une convention sur la culture japonaise entièrement organisée par des étudiants nancéiens
- Biennale internationale de l'image :
  - thème 2006 : les sept péchés capitaux - la mode
  - thème 2008 : la rue
  - thème 2010 : les quatre éléments
- Festival international de chant choral (avril-mai)
- Musique Action, festival international de musiques expérimentales à Vandœuvre-lès-Nancy, a lieu en mai.
- Le festival Passages (festival sur les théâtres d'Europe de l’Est et au-delà) a lieu en mai, tous les deux ans.
- Le festival Traverses (festival sur les théâtres universitaires d'Europe de l’Est) est organisé par la théâtre universitaire de Nancy, en mai.

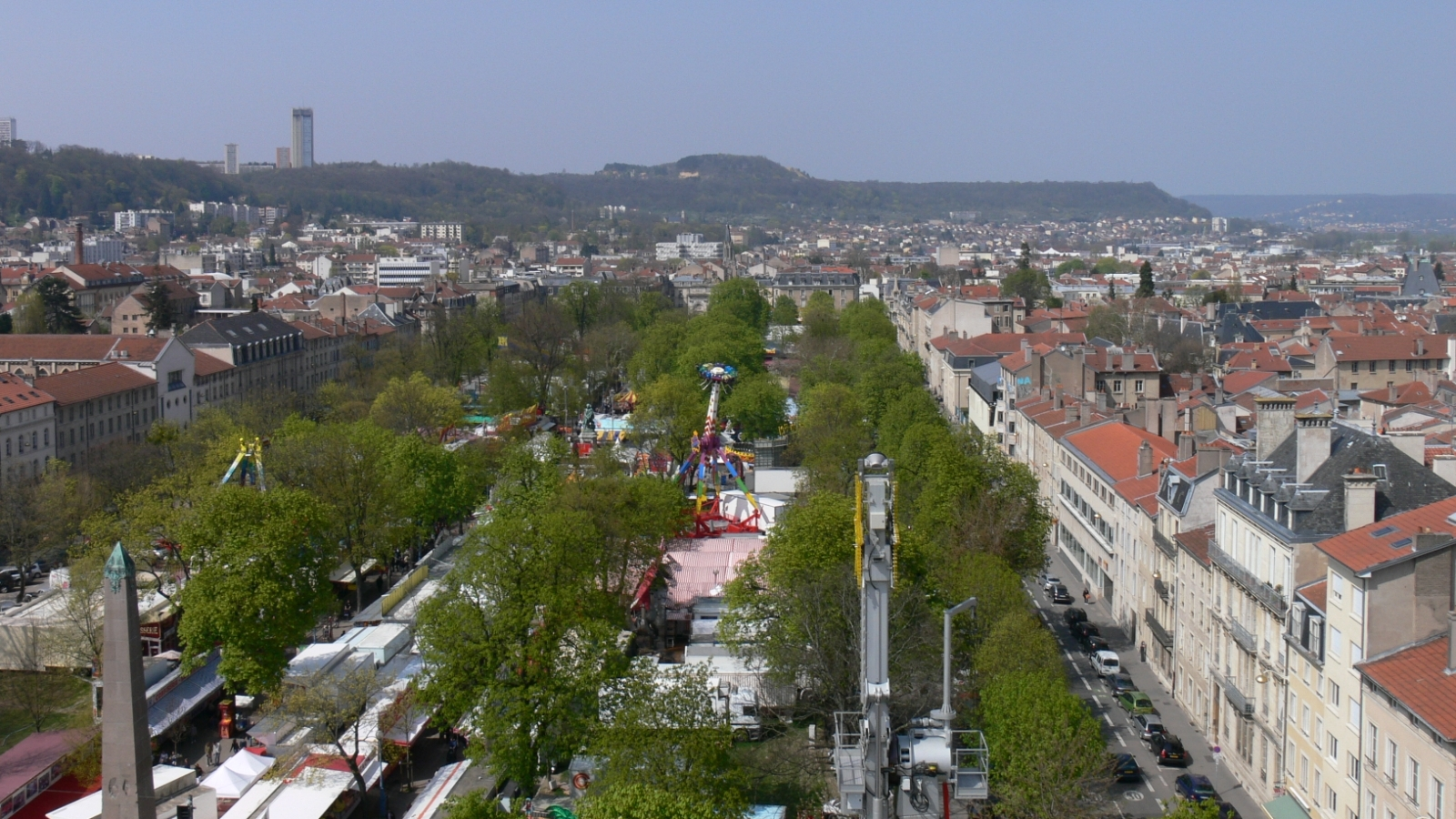
foire de Nancy, cours Léopold.

- la foire de Nancy est la seconde foire attractive de France après la foire du Trône[175], en avril.
- 24 heures de Stan (manifestation étudiante organisée par l'ENSAIA) a lieu en mai, tous les deux ans, en alternance avec Aquacité (manifestation organisée par l'ENSGSI).
- Tous à la barre (Centre chorégraphique national – Ballet de Lorraine[176]), en juin.
- Les Yeux de L'Ouïe, nuit de la vidéo, chaque année en juin[177].
- Teranga Festival (festival de solidarités locales et internationales, concerts musique du monde, ateliers, palabres), a lieu en septembre ou juillet tous les ans.
- Nancy côté scène (festivités et concert gratuits), en juillet-août[178].
- Nancyphonies, festival de musique classique, également en juillet-août[179].
- Le Aye Aye Film Festival (qui inclut une compétition internationale[180] de courts métrages et des séances en plein air) a lieu en septembre. En 2013, il est renommé Festival international du film Nancy-Lorraine[181].
- Le Livre sur la place (salon littéraire de rentrée), en septembre.
- Jardin éphémère, parterres floraux place Stanislas, de septembre à novembre.
- Nancy Jazz Pulsations, a lieu chaque mois d'octobre.
- Les Nocturnes étudiantes, manifestation étudiante organisée par la Fédération des étudiants nancéiens (FéDEN), puis par la Fédération des étudiants de Lorraine (Fédélor). Les « clés » de la ville sont offertes aux étudiants qui profitent de la culture, et des animations dans la ville, musées, concerts, etc. À la fin du mois de la rentrée, en septembre.
- Fête de la Saint-Nicolas - procession, festivités et feu d'artifice, premier weekend de décembre.
- Le Rendez-Vous Place Stanislas Place Stanislas Son et Lumière qui a lieu chaque année de mi-juin à mi-septembre.
- Plage des 2 rives, espace de détente, d'animations et de concerts pendant l'été sur les rives de Meurthe[182]

#### Sorties, restaurants et bars
Nancy est une ville réputée pour son dynamisme nocturne, en partie grâce à la présence de plus de 50 000 étudiants. On compte environ 300 restaurants, 140 bars et une vingtaine de discothèques dans l'agglomération.
Depuis les rénovations de la place Stanislas et de la Ville-Vieille de Nancy effectuées entre 2004 et 2007, on assiste à une concentration d'établissements autour du quartier de la place Stanislas et le long des ruelles de la Ville-Vieille.

### Sports
En 2003, Nancy accueille les 14es jeux mondiaux des transplantés.
Nancy était une des 12 villes candidates retenues pour accueillir l'Euro 2016, mais un désaccord avec les partenaires financiers a fait annuler le projet.
Nancy accueille du 29 novembre au 12 décembre 2018 le tour préliminaire et le tour principal du Championnat d'Europe féminin de handball France 2018, où la France, la Russie, le Monténégro et la Slovénie s'affrontent au Palais des Sports Jean Weille.
Chaque année au début du mois d'octobre est organisé le semi-marathon de la Métropole du Grand Nancy.

#### Course cycliste duTour de France
En 1962 et 1966, le grand départ du Tour de France se fait depuis Nancy.
Entre 1903 et 2019, Nancy s'est retrouvée 16 fois (1905, 1906, 1949, 1952, 1954, 1969, 1971, 1973, 1976, 1978, 1982, 1985, 1988, 2005, 2014 et 2019) ville d'arrivée d'une étape, soit au 34e rang des villes ayant accueilli une étape (ex æquo avec Morzine, Mulhouse, Rouen et Versailles).

#### Clubs
La ville compte plus de 700 associations, dont environ 200 associations sportives pour environ 80 disciplines.
En 2024, Nancy compte cinq clubs de sport professionnels répartis dans quatre disciplines :
- SLUC Nancy Basket (basket-ball) : Betclic Elite (D1)
- AS Nancy-Lorraine (football) : National (D3)
- Nancy Handball (handball) : Proligue (D2)
- Grand Nancy Volley-ball (volley-ball) : Ligue B (D2)
- Vandœuvre Nancy Volley-Ball (volley-ball féminin) : Saforelle Power 6 (D1)

#### Enceintes sportives
- Circuit de Seichamps-Nancy (années 1930, pour les Grand Prix automobile et de motos)
- Complexe Paul-Friederich
- Gymnase André-Martiny
- Gymnase Clémenceau
- Gymnase Gebhart
- Gymnase Jules-Ferry
- Gymnase Maurice-Jacquet
- Gymnase Provençal
- Palais des sports Jean-Weille
- Piscine olympique Alfred-Nakache de Nancy-Gentilly : fermée[187], destinée à destruction et reconstruction
- Piscine Nancy-Thermal
- Pôle nautique de canoé-kayak
- Stand de tir Pol-Konsler qui accueille la Société de tir de Nancy dont une équipe de pistoliers évolue en première division (D1) et une équipe de carabiniers en division 2 (D2)(2023-2024).
- Stade Marcel-Picot
- Stade Maurice-de Vienne
- Stades Matter-et-Victor

### Médias

#### Presse
- L'Est républicain : son siège est à Nancy ; il publie dix éditions quotidiennes locales en Lorraine et en Franche-Comté.

#### Radio
- Radios nationales publiques :
  - France Inter (96.9 FM),
  - France Musique (91.7 FM),
  - France Culture (88.7 FM),
  - France Info (105.9 FM, depuis l'émetteur de Malzéville).
- Radios nationales privées sans contenu local :
  - Radio Classique (88.2 FM),
  - MFM Radio (91.1 FM),
  - RTL2 (94.8 FM),
  - Skyrock (95.7 FM),
  - BFM Business (104.1 FM),
  - RTL (105.1 FM),
  - Europe 1 (105.5 FM),
  - RMC (89.9 FM).
- Radios nationales privées avec contenu local :
  - Nostalgie (95.3 FM) et NRJ (107.1 FM) réalisent des émissions locales depuis leurs locaux du 34 rue Stanislas ;
  - RFM Est (102.3 FM) et Fun Radio Lorraine (103.3 FM) produisent des décrochages locaux depuis le Centre d'Affaires des Nations à Vandœuvre-lès-Nancy ;
  - Virgin Radio Lorraine (96.1 FM) depuis la rue du Moulin de Boudonville ;
  - Chérie (100.9 FM) est basée à Champigneulles[188].
- Radios locales :
  - France Bleu Sud Lorraine sur 100.5 FM. Radio locale publique du sud de la Lorraine, en Meurthe-et-Moselle et dans les Vosges ;
  - Magnum la radio sur 99.2 FM. Radio régionale basée à Contrexéville, dans les Vosges. Présente sur Nancy depuis 2011 ;
  - Direct FM (92.9 FM). Radio locale commerciale de Metz. Présente sur Nancy depuis 2011.
- Radios associatives :
  - Radio Graffiti (101.5 FM) qui émet depuis Laxou ;
  - Radio Caraïb Nancy (90.7 FM) qui se veut multi-culturelle et multi-générationnelle ;
  - Fajet (94.2 FM) qui propose des émissions variées ;
  - RCF Lorraine Nancy (ex-RCF Jérico) sur 93.7 FM. Radio du Diocèse de Nancy-Toul[189] ;
  - Radio Soleil (97.9 FM), radio associative parisienne, produit 4 heures d'émissions locales depuis ses studios de la rue Saint-Nicolas, le reste étant produit à Paris.

#### Télévision
Les bureaux de France 3 Lorraine se trouvent à Vandœuvre-lès-Nancy. Elle possède des bureaux permanents à Metz, Bar-le-Duc, Épinal et Sarreguemines. Elle diffuse depuis l'émetteur de Malzéville.

#### Internet
La ville est dotée d'un réseau Internet très haut débit par fibre optique, disponible sur la plupart des parcs d'activités. Des espaces Wi-Fi sont disponibles depuis la gare jusqu'au port de plaisance (via les rues Saint-Jean et Saint-Georges), rue des Dominicains et place Stanislas.

## Économie
Nancy est la cinquième place financière de France ; elle possède entre autres les sièges « régionaux » des principales banques françaises. Une « maison de la Finance » a ouvert ses portes dans une partie du bâtiment de Saint-Gobain (PAM) le 1er février 2007, à proximité du campus lettres et sciences humaines de l'Université de Lorraine.
Nancy est également le siège de la Chambre de commerce et d'industrie de Meurthe-et-Moselle, qui gère le port de Frouard, ainsi que de la Chambre régionale de commerce et d'industrie de Lorraine.
La ville abrite également le quotidien L'Est républicain, qui fait partie du groupe EBRA, anciennement Groupe Est républicain, qui est le premier groupe de presse quotidienne régionale française.
Le technopôle de Nancy-Brabois, situé sur un plateau au sein de la commune de Vandœuvre-lès-Nancy, est l'un des plus importants du pays et l'un des trois premiers aménagés avec ceux de Sophia Antipolis à Nice et de Meylan à Grenoble. En 2007, près de 300 entreprises y emploient plus de 15 000 personnes et 17 000 étudiants sont présents sur le site.
Une monnaie locale alternative, le florain, existe depuis 2017 sur l'agglomération. Sa valeur est de 1 florain pour 1 euro.

### Budget et fiscalité 2021
En 2021, le budget de la commune était constitué ainsi :
- total des produits de fonctionnement : 124 359 000 €, soit 1 170 € par habitant ;
- total des charges de fonctionnement : 118 865 000 €, soit 1 118 € par habitant ;
- total des ressources d'investissement : 27 280 000 €, soit 257 € par habitant ;
- total des emplois d'investissement : 27 053 000 €, soit 254 € par habitant ;
- endettement : 112 012 000 €, soit 1 053 € par habitant.

Avec les taux de fiscalité suivants :
- taxe d'habitation : 11,42 % ;
- taxe foncière sur les propriétés bâties : 29,68 % ;
- taxe foncière sur les propriétés non bâties : 17,51 % ;
- taxe additionnelle à la taxe foncière sur les propriétés non bâties : 0,00 % ;
- cotisation foncière des entreprises : 0,00 %.

Chiffres clés Revenus et pauvreté des ménages en 2020 : médiane en 2020 du revenu disponible, par unité de consommation : 21 800 €.

### Taxes foncières 2024
En 2024, Nancy fait la une des médias nationaux avec une hausse de 15 % des taxes foncières,.

### Emploi
| Emplois salariés | 1989    | 2000    |
| ---------------- | ------- | ------- |
| Agriculture      | 538     | 698     |
| Industrie        | 30 239  | 23 386  |
| Construction     | 9 638   | 8 545   |
| Commerce         | 19 424  | 20 680  |
| Services         | 95 113  | 110 048 |
| Totaux           | 154 952 | 163 357 |

La zone d'emploi rassemble un total de près de 168 000 emplois, ce qui en fait la première zone d'emploi de Lorraine selon les chiffres du recensement de 1999. Le bassin d'emploi affiche également un pourcentage d'emplois stables parmi les plus élevés en permettant à 88 % des actifs résidents de trouver leur emploi sur place.
Avec 13 000 emplois métropolitains supérieurs, Nancy se classe au 16e rang des aires urbaines françaises. Elle apparaît particulièrement bien positionnée sur les domaines de l'information, de la recherche et des télécommunications.

### Entreprises de l'agglomération
Avec plus de 23 000 entreprises, le tissu économique est essentiellement composé de PME-PMI sans qu'on puisse réellement parler de secteur industriel dominant. Elle a ainsi été relativement préservée des crises du textile, de l'industrie minière, de la sidérurgie ou encore de l'activité brassicole (la Brasserie de Champigneulles est la dernière grande brasserie de Lorraine et l'une des plus importantes de France) qui ont successivement touché la région.

### Tourisme
Avec plus de 3 millions de touristes par an, Nancy se place dans les premières villes en matière de tourisme urbain. En raison de sa proximité avec Paris, le Luxembourg, les frontières belge et allemande, la ville accueille de nombreux visiteurs pour des courts séjours.
Comme pour la plupart des villes de France, le chiffre d'affaires du tourisme provient à 60 % du tourisme d'affaires et 40 % du tourisme de loisirs. 38 % des touristes sont étrangers[source insuffisante].
Les principales attractions de la ville sont ses trois places classées au patrimoine mondial de l'UNESCO, dont la célèbre place Stanislas, son patrimoine du XVIIIe siècle, sa vieille ville, son quartier Saurupt (en particulier) et ses nombreux bâtiments de style Art nouveau. Le tourisme culturel (manifestations culturelles, musées, opéra national, ballet national, salles de spectacles et théâtres) tient une place importante. Les fêtes de Saint Nicolas accueillent chaque année début décembre plus de 100 000 visiteurs (25 à 30 000 personnes pour le feu d'artifice place Stanislas, 100 à 150 000 pour le défilé dans les rues de la ville,,).
Nancy dispose de son propre organisme touristique dénommé Nancy Tourisme et Événements, chargé à la fois de la promotion et de développer l'attractivité du territoire, au niveau du tourisme de loisirs avec l’Office de tourisme et pour le tourisme d'affaires avec le Bureau de l'événementiel.
En outre, il est possible de faire des excursions à vélo dans les alentours de la ville,,, ainsi qu'à travers toute la région Lorraine.

## Culture locale et patrimoine

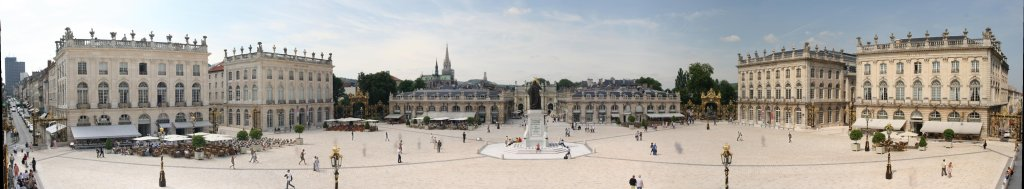
Panorama de la place Stanislas de Nancy.

### Lieux et monuments

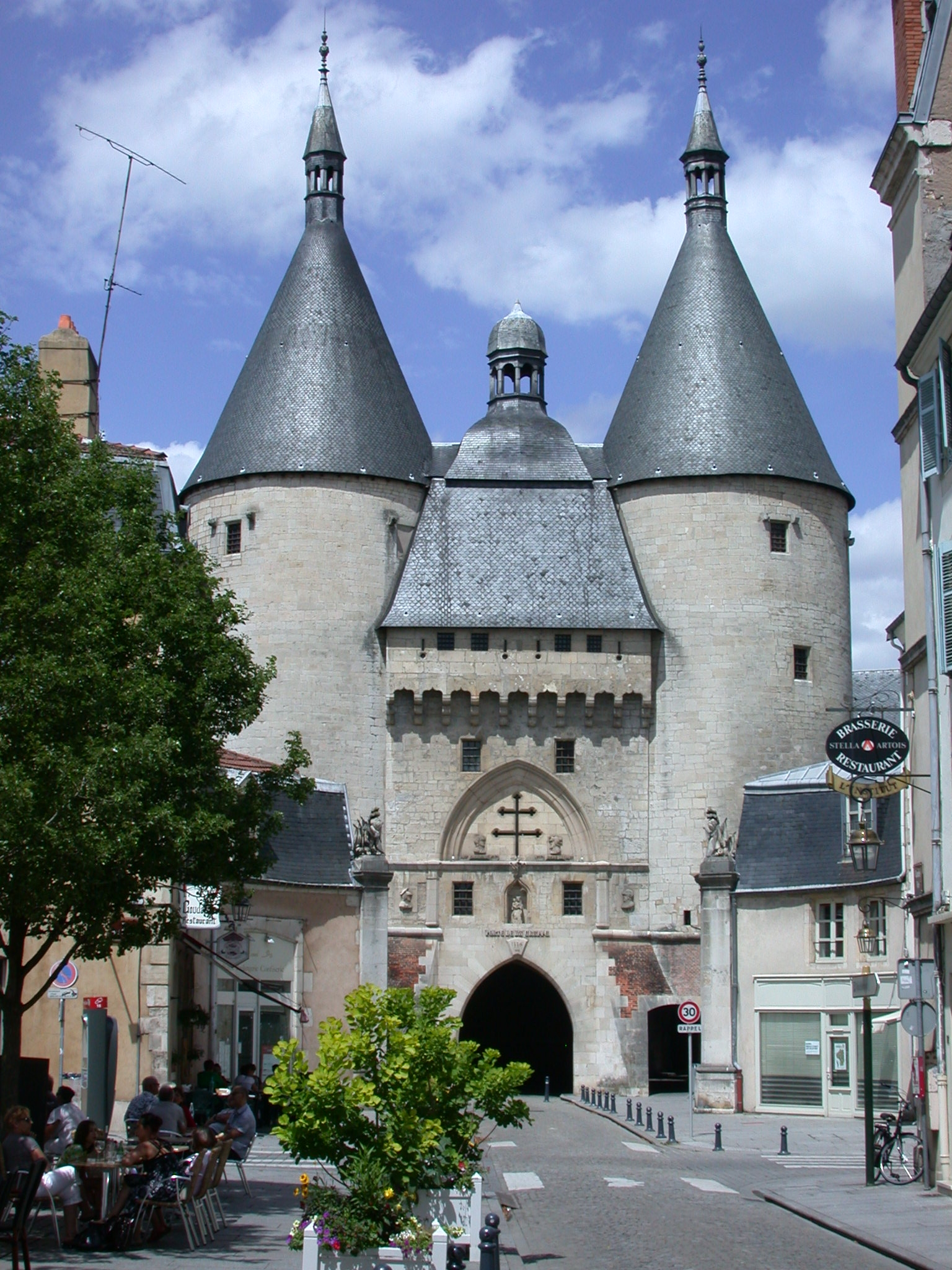
Porte de la Craffe.

Trois places du XVIIIe siècle (places Stanislas, de la Carrière et d'Alliance) sont classées au patrimoine mondial de l'UNESCO depuis 1983. En 2006, Nancy aurait accueilli plus de deux millions de touristes étrangers. La ville compte de nombreux édifices classés aux monuments historiques.

#### Patrimoine et architecture civile
Relativement préservés par les siècles et les guerres, les différents quartiers possèdent toujours une architecture et une ambiance caractéristique, ainsi que les faubourgs environnants.
Les plus anciennes constructions de la ville datent du haut Moyen Âge, la commanderie Saint-Jean-du-Vieil-Aître, datant du XIIe siècle, est le bâtiment visible le plus ancien de la ville.
Nancy a institué un vaste secteur sauvegardé de 166 hectares. Il correspondait initialement au centre historique de la ville (Ville-vieille et Ville-neuve) et fut créé en 1976 avec 132 ha puis révisé en 1996. Une extension a été réalisée en 2011 incorporant le cours Léopold et les faubourgs au nord de la porte de la Craffe. Une zone de protection du patrimoine architectural, urbain et paysager (ZPPAUP) avait déjà permis la protection de l'avenue de Strasbourg, un faubourg édifié au XVIIIe siècle.
Dans les mêmes années, le projet de la tour Joffre Saint-Thiébaut naît dans l’esprit de deux promoteurs immobiliers, Arthur Cahen et Jean Rigard, alors associés au pétrolier BP. Rigard propose au maire de Nancy, Raymond Pinchard (1889-1961), de faire construire un complexe multifonctionnel moderne sur une parcelle de six hectares récemment libérée. Cette tour sera terminée en 1962 et labellisée Architecture contemporaine remarquable.
Si le patrimoine ancien est protégé de manière efficace et ne suscite pas de débat, il en va autrement du patrimoine contemporain, comme ce fut le cas pour l'ancien tri postal, l'ancien magasin de fleurs Christophe en 2017,, et comme c'est le cas en 2019 pour l'immeuble du CIC, avenue de la Libération, emblématique des années 1970, situé dans un quartier sujet à d'importants bouleversements. Le premier a été partiellement préservé et a été intégré au nouveau centre des congrès, le second a trouvé un nouvel usage en l'état, le troisième est menacé de destruction malgré son classement au patrimoine.

##### Ville-Vieille (XIIesiècle-XVIesiècle)

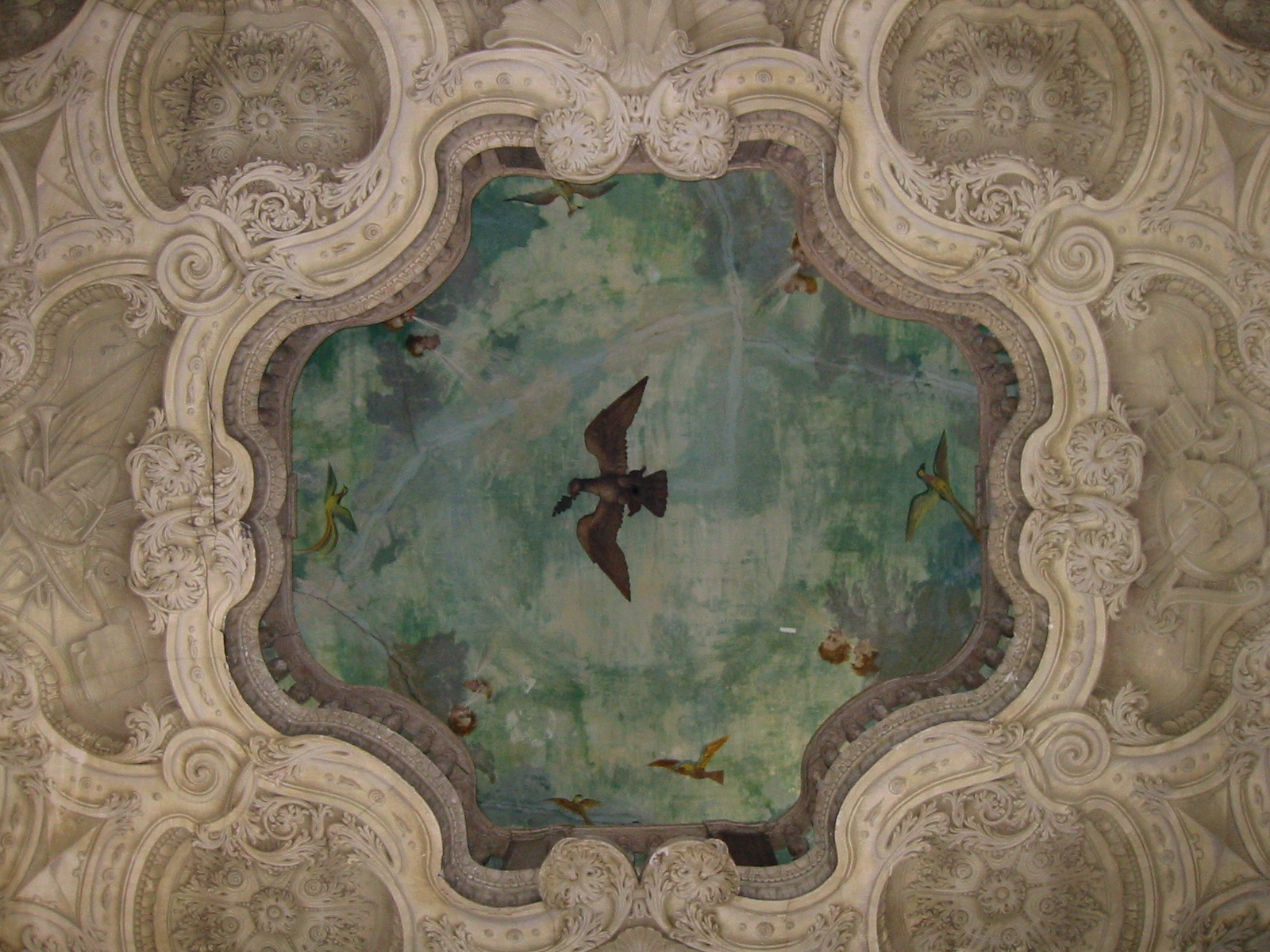
Hôtel Ferraris.

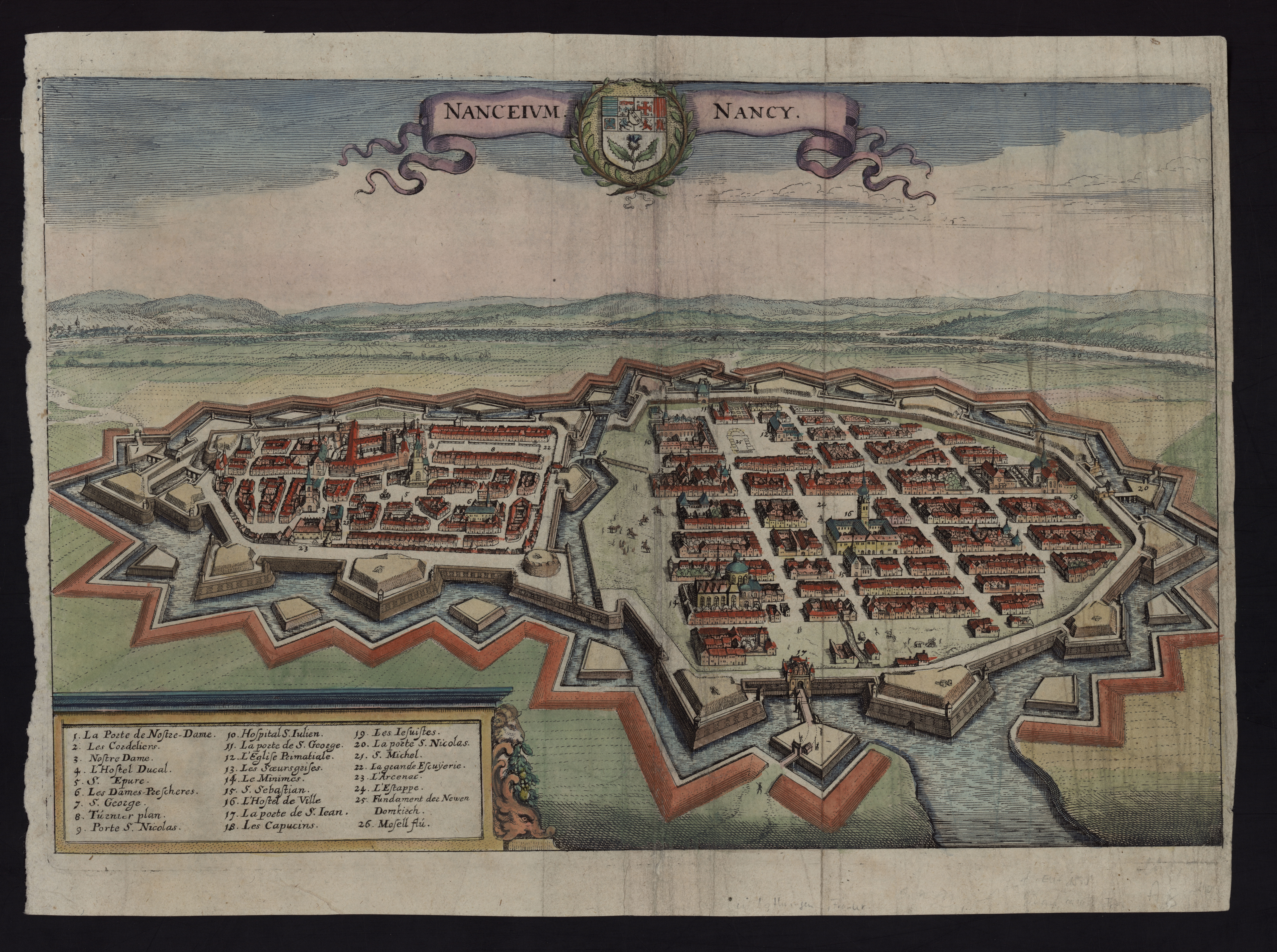
Les « deux villes » de Nancy en 1645 sur un plan de Matthäus Merian.

Premier site bâti de la ville, on peut[style à revoir] encore y contempler quelques vestiges des anciennes fortifications qui entouraient la ville médiévale, dont la porte de la Craffe datant du XIVe siècle. Le Palais ducal est un bâtiment du XVIe siècle. Avec sa porterie, typique du style gothique flamboyant, il abrite aujourd'hui le Musée historique lorrain.
Jouxtant le palais, l'église des Cordeliers renferme les tombeaux des ducs de Lorraine.
La Ville-Vieille conserve également plusieurs hôtels particuliers Renaissance (hôtel de Lillebonne, hôtel d'Haussonville…) ainsi que quelques hôtels classiques (hôtel Ferraris, hôtel des Loups…).
Il faut également citer[style à revoir] la place Saint-Epvre, au centre du quartier que la basilique du même nom domine.

##### Ville-Neuve (XVIIesiècle)
Les quartiers édifiés sous Charles III constituent la Ville-neuve. À la demande du duc, l'Italien Girolamo (ou Hieronimo, ou Jérôme) Citoni trace des rues larges et droites sur un plan en damier en vogue à l'époque pour les villes nouvelles, exception faite de la rue Saint-Nicolas (ancien faubourg) qui garde son tracé préexistant. Des fortifications (portes Saint-Nicolas, Saint-Georges et Saint-Jean) protègent cette ville neuve, qui ne communique que par une esplanade avec la « vieille ville » au tracé irrégulier.

##### Reconstruction sous Léopold
Le duc Léopold entreprend la reconstruction de sa capitale après les destructions de la guerre de Trente Ans. Il débute la reconstruction de la primatiale (future cathédrale).
De nombreux hôtels particuliers sont construits dans la ville, ainsi que des édifices civils, dans un style qui essaie d'assimiler les nouvelles conceptions classiques à une tradition Renaissance.

#### Ensemble Stanislas

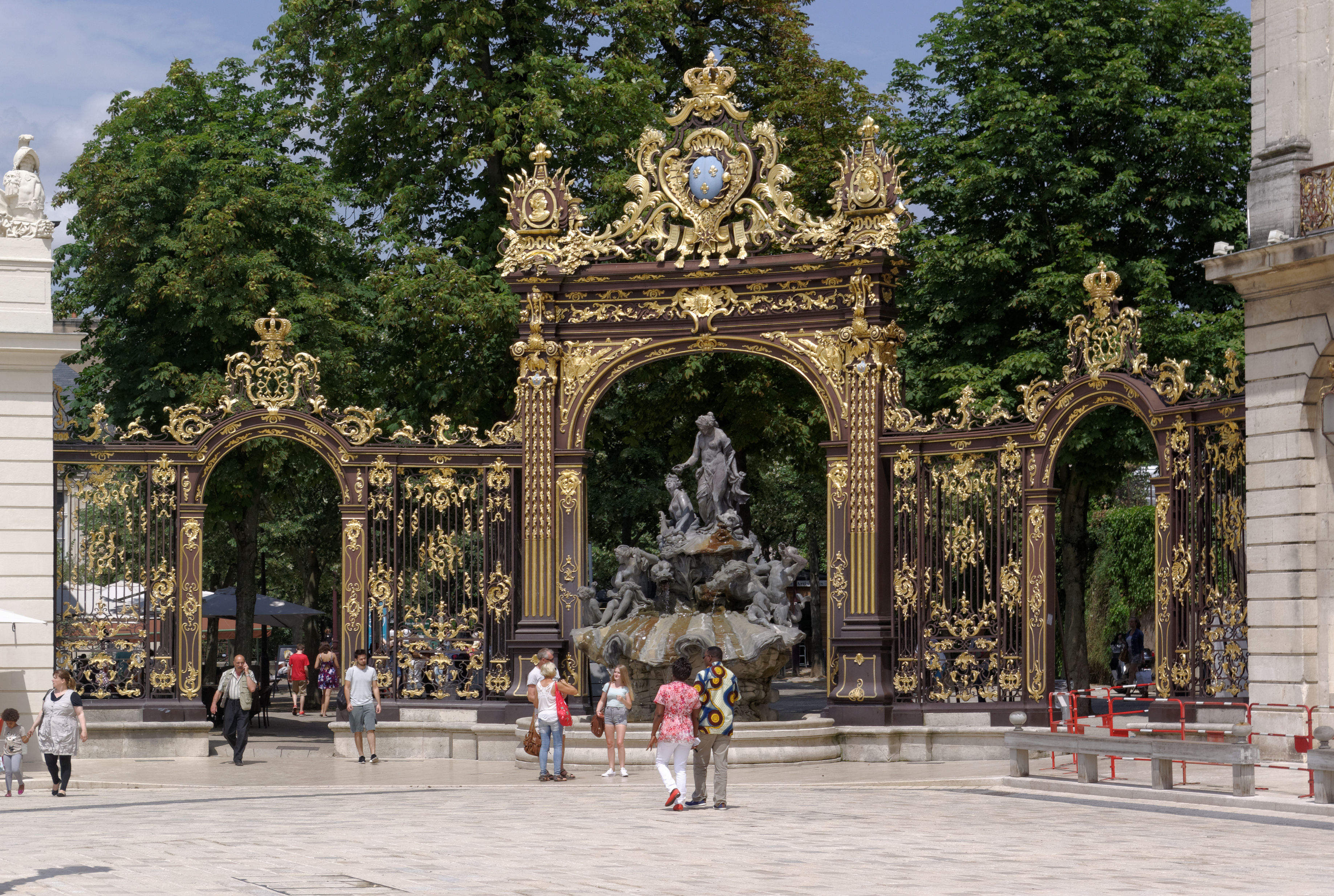
Place Stanislas : fontaines d'Amphitrite.

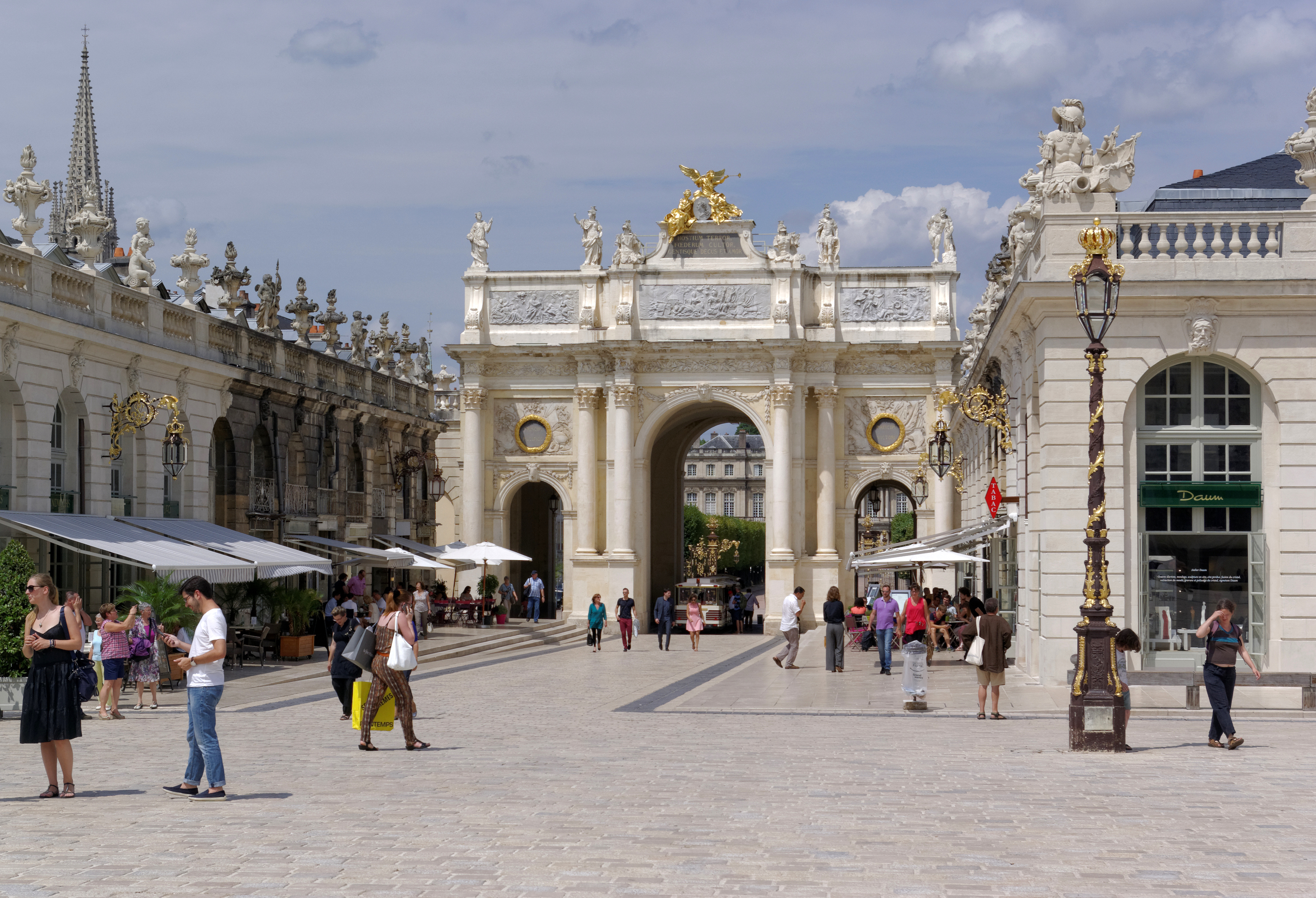
Porte Héré depuis la place Stanislas.

Devenu duc de Lorraine, le roi Stanislas veut moderniser sa capitale ; il a l'idée de relier la Vieille-ville médiévale à la Ville-neuve de Charles III par un système de places urbaines, en marquant la transition par un arc de triomphe.
Cet ensemble, constitué par la place Royale, rebaptisée place Stanislas, et la place de la Carrière, articulées par l'arc de Triomphe (porte Héré), combine avec grâce des bâtiments majestueux et les fameuses portes d'or du serrurier Jean Lamour. Hôtel de ville, palais de l'Intendance (palais du Gouvernement), hôtels particuliers de la haute noblesse en font la grandeur ; la place d'Alliance complète ce dispositif par un square plus intimiste.
La place Stanislas donne aussi accès au parc de la Pépinière créé par Stanislas, d'une superficie de 23 hectares en plein centre-ville, avec ses jardins à l'anglaise.
Cet ensemble du XVIIIe siècle est classé au patrimoine mondial de l'UNESCO. Après restauration, la place Stanislas fête ses 250 ans en 2005 en devenant entièrement piétonne.
La ville se pare également à la même époque de nombreux hôtels particuliers construits, entre autres, par Germain Boffrand et son élève lorrain Emmanuel Héré, l'architecte de Stanislas.
Après la mort de Stanislas, le cours Léopold est créé au-delà du rempart ; la longue perspective, fermée par la porte Désilles en direction de Metz, sera ensuite plantée de marronniers. Malgré le mélange des styles architecturaux sur trois siècles, le cours conserve aujourd'hui son ordonnance originelle calme et majestueuse.

#### Art nouveau (École de Nancy)
À l'ouest de la ville, le quartier Saint-Léon date de la transition XIXe et XXe siècle et contient de somptueuses demeures de style Art nouveau, telle la villa Majorelle (rue Louis-Majorelle), que l'on trouve également très répandues dans le quartier de Saurupt, ainsi que dans le quartier Nancy-Thermal (parc Sainte-Marie).
Plus généralement, l'École de Nancy a laissé de nombreux édifices civils dans le centre historique (chambre de commerce, BNP, verrière du Crédit lyonnais) ou privés conservés (parc de Saurupt, et répartis dans toute la ville : ateliers d'Émile Gallé et d'Eugène Vallin, immeuble France-Lanord, maison Bergeret, maisons Huot, etc.).

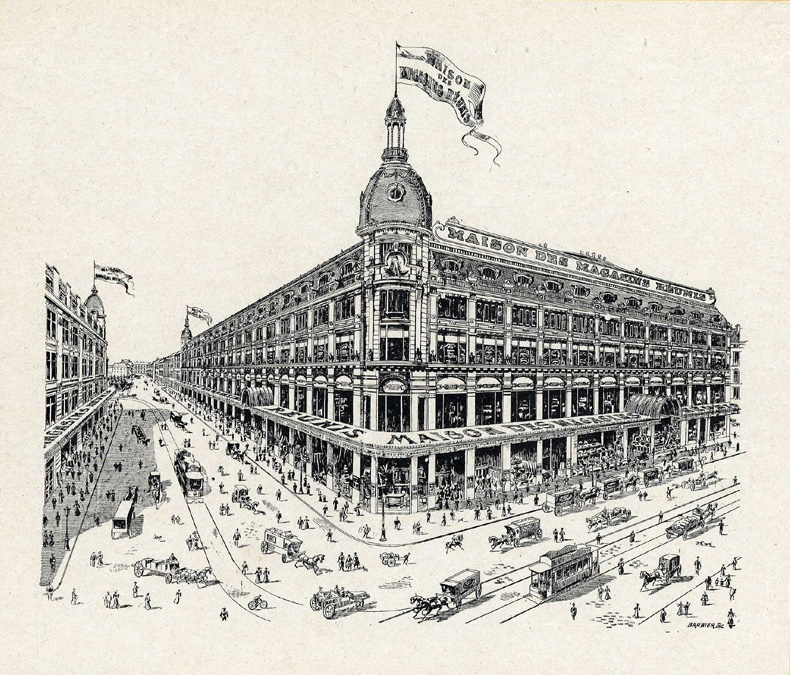
Vue des Magasins réunis de Nancy en perspective, vers 1900.

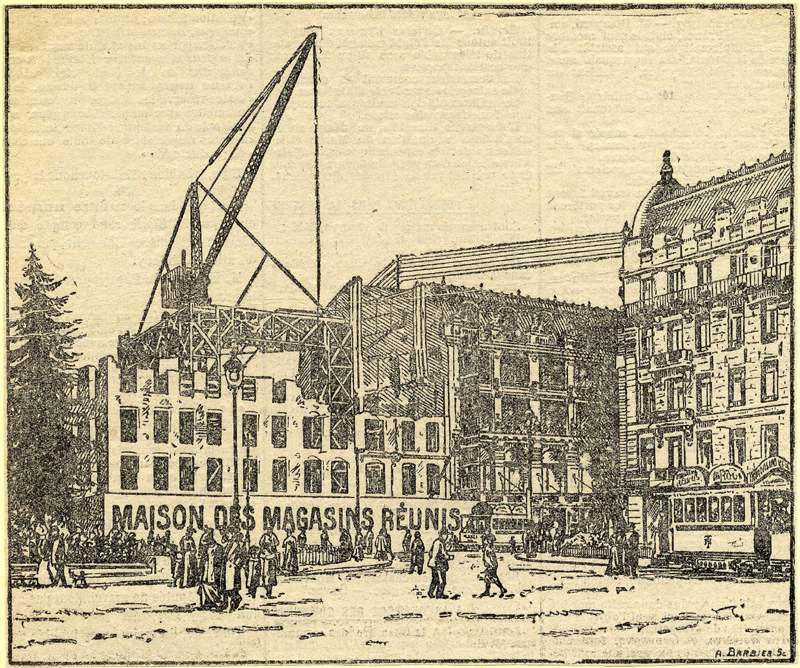
Encart publicitaire de presse représentant la campagne de travaux d'agrandissement des Magasins réunis vers 1905-1907.

Parmi les édifices connus figurait celui des Magasins réunis, créés par Antoine Corbin. En 1883, il acheta des bâtiments à l'angle de l'actuelle avenue Foch et de la rue Mazagran, face à la gare de Nancy. Alors que l'Art nouveau commençait à imprégner la vie quotidienne des habitants de Nancy, Eugène Corbin entreprit de 1894 à 1910 des travaux considérables qui allaient modifier l'architecture classique des Magasins réunis. Pour ce mener à bien cette entreprise alors sans pareille, il fit appel aux artistes nancéiens. Ainsi, il commanda à l'architecte Lucien Weissenburger de concevoir le bâtiment dans le style Art nouveau. La façade principale, qui faisait face à la gare, était ornée de hauts reliefs en bronze d'Alfred Finot. Sur la place Thiers, la façade à pans coupés de l'annexe des Magasins réunis faisait la part belle aux deux cariatides en bronze réalisées par Victor Prouvé, représentant des femmes-fleurs aux longues chevelures étalées, caractéristiques de l'esthétique Art nouveau émergeant alors à Nancy. À l'angle de la rue Poirel, sur la place Saint-Jean, une nouvelle entrée avait été érigée en placage métallique, prenant la forme d'ailes de papillon, avec un encadrement en grès émaillé de Rambervillers, matériau cher à l'Art nouveau.

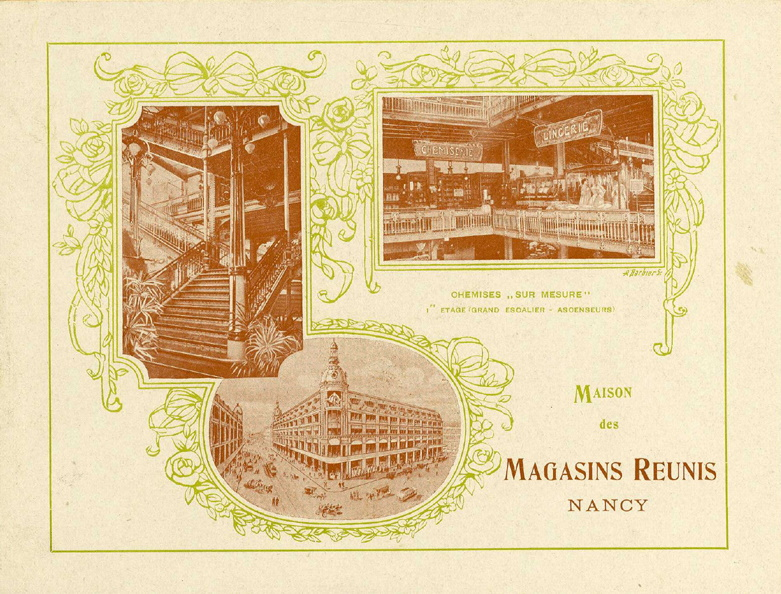
Illustration représentant les Magasins réunis et leur aménagement intérieur.

L'aménagement intérieur, quant à lui, incarnait le symbole de confort et de modernité que prônaient les Magasins réunis. En effet, le client pouvait, s'il le désirait, faire une halte au tea-room et y écouter de la musique ou encore s'arrêter au salon de lecture entièrement décoré par Majorelle. En outre, un stand était spécialement dévolu aux représentations de Guignol tandis qu'une librairie était uniquement consacrée aux auteurs lorrains. Eugène Corbin, en véritable promoteur des arts et des artistes, avait également eu à cœur de prévoir une galerie d'art dédiée à la présentation permanente des tableaux et objets d'art s’étendant sur plus de 4 000 m2. Il avait fait aménager, aux côtés des grands halls d'exposition, de plus petits espaces pensés comme des salles de repos intimistes afin de ménager sa clientèle de toute fatigue éventuelle.
Tout comme la décoration extérieure, l'aménagement intérieur avait été réalisé par les artistes de l'École de Nancy : bronzes de Jules Cayette, vitraux de Jacques Grüber, lampadaires de Louis Majorelle, plafonds d'Henri Suhner, etc.. Par ses choix, Eugène Corbin agit en tant que mécène de l'École de Nancy.

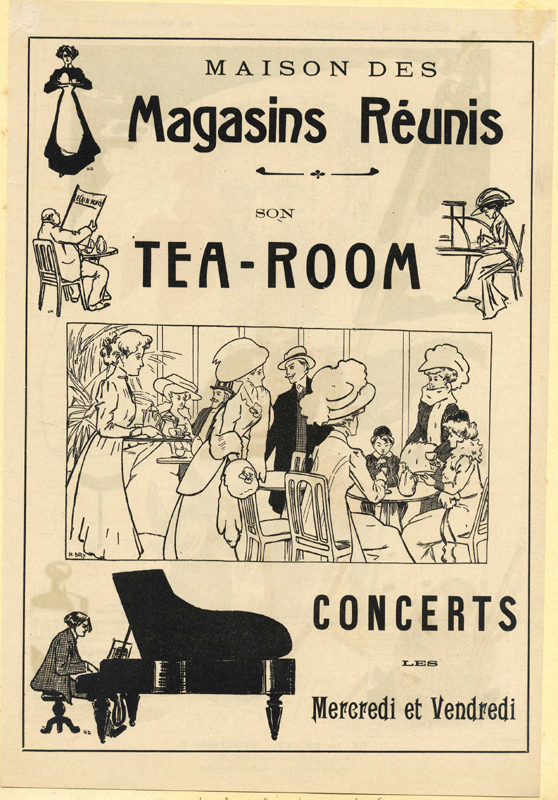
Tea Room des Magasins réunis de Nancy.
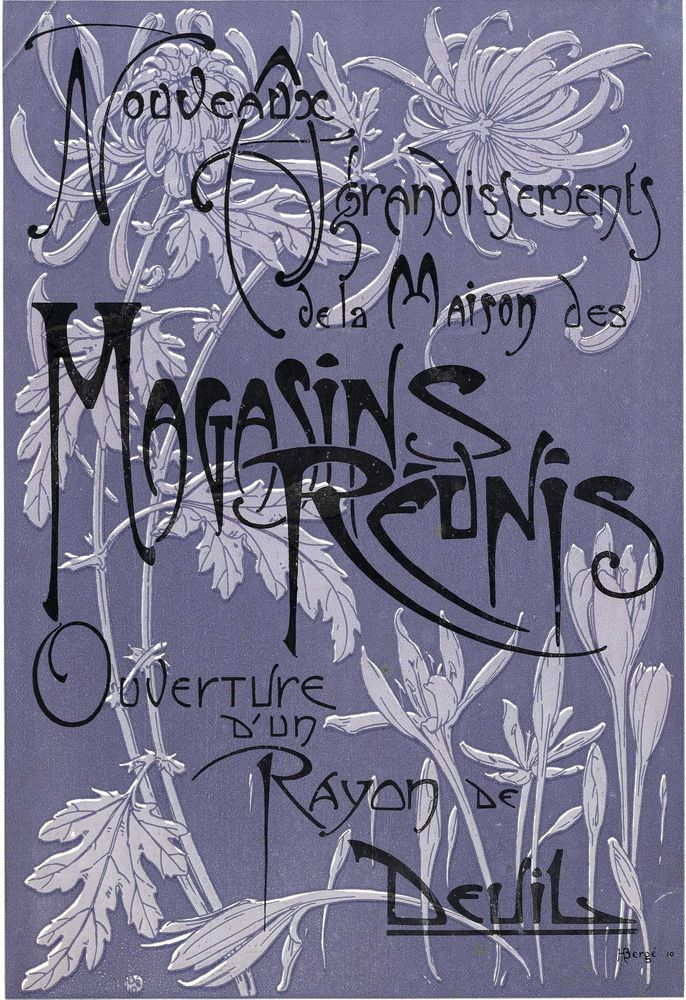
Affiche publicitaire témoignant des travaux d'agrandissement des Magasins réunis et de la création d'un rayon de deuil.
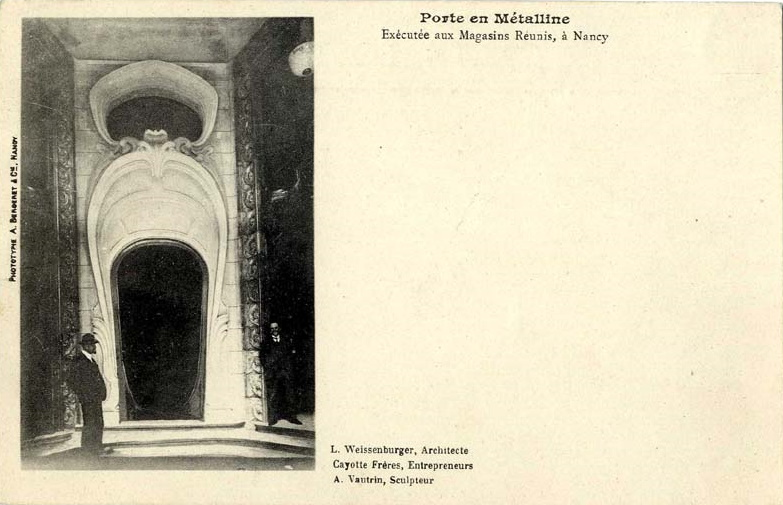
Carte postale Magasins réunis représentant la porte en grès émaillé de Rambervilliers de la nouvelle entrée sur la place Saint-Jean, début XXe siècle.

##### Du Moyen Âge au siècle des Lumières
- Commanderie Saint-Jean-du-Vieil-Aître : XIIe siècle ;
- Église des Cordeliers (St-François) du XVe siècle, à nef unique bordée des enfeus des Ducs, complétée d'une chapelle ducale baroque au XVIIe siècle ; l'ancien couvent XVIIIe abrite un musée des arts et traditions populaires ;
- Église Saint-Sébastien : église-halle de style baroque italien du XVIIIe siècle ;
- Temple protestant de Nancy, dit temple Saint-Jean, ancienne abbaye Saint-Joseph des Prémontrés (XVIIe siècle-XVIIIe siècle) affectée au culte protestant en 1807 ;

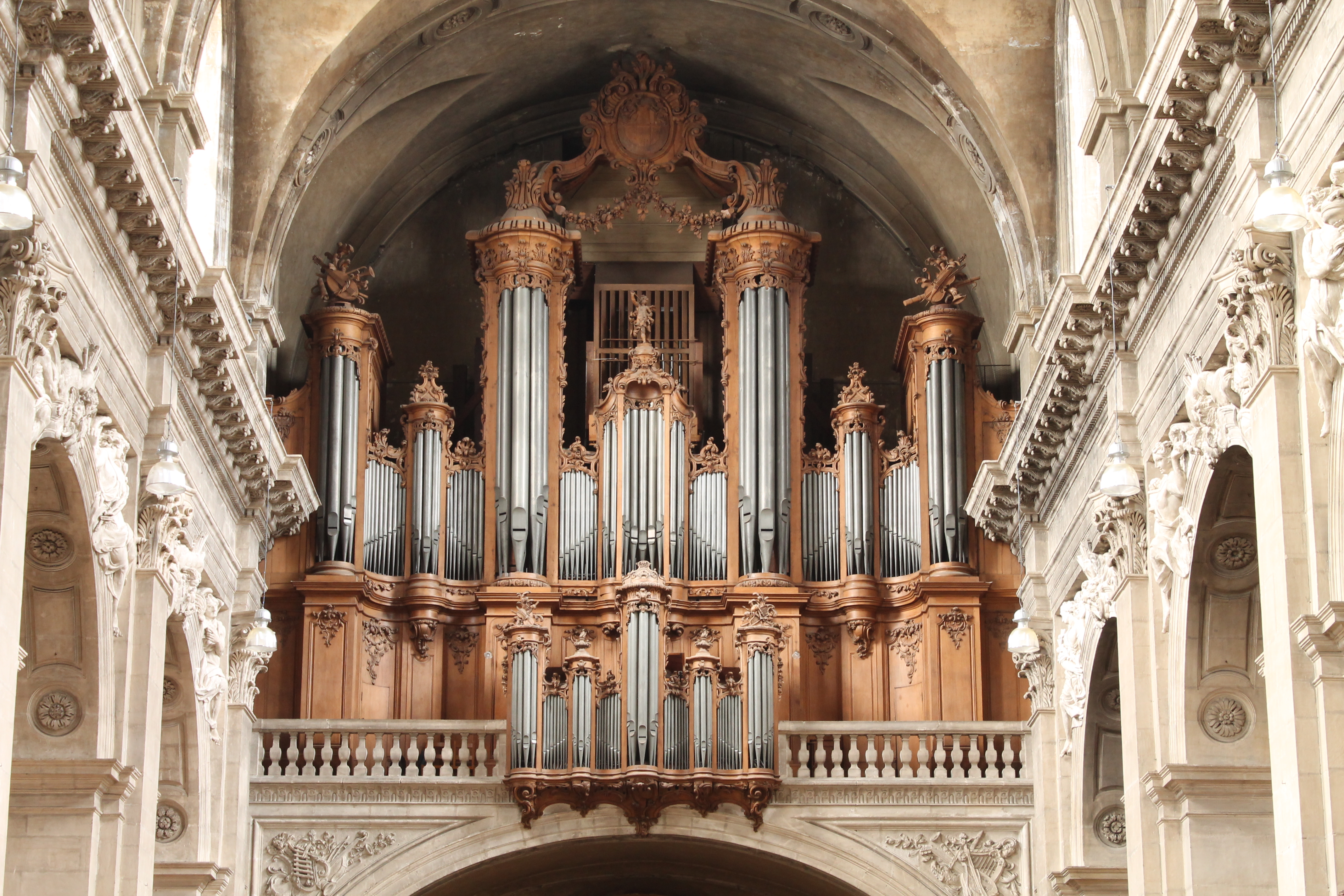
Le grand orgue de la cathédrale de Nancy (buffet de 1763).

- Cathédrale Notre-Dame : XVIIIe siècle, rare cathédrale de France construite à l'époque classique et présentant un riche trésor (évangéliaire du Xe siècle…) ; les grandes orgues construites en 1763 par Nicolas Dupont ont été reconstruites par Cavaillé-Coll en 1861. L'instrument, le plus important de Lorraine, est classé Monument Historique[221].
- Église Notre-Dame-de-Bonsecours : XVIIIe siècle, qui abrite le tombeau de Stanislas Leszczyński. C'est aussi la paroisse des Polonais en Lorraine ;
- Chapelle ronde de l'ancien couvent de la Visitation XVIIIe siècle, incluse dans le lycée Henri-Poincaré ;
- Synagogue : construite en 1787 et agrandie plusieurs fois, et Cimetière israélite de Nancy[222] ;
- Abbaye Saint-Léopold de Nancy.

La Révolution française a vu la vente ou destruction de nombreuses églises de la ville.

##### Période moderne
La ville possède également de nombreux autres édifices religieux récents, nouvelles paroisses ou églises remplaçant des édifices plus anciens :

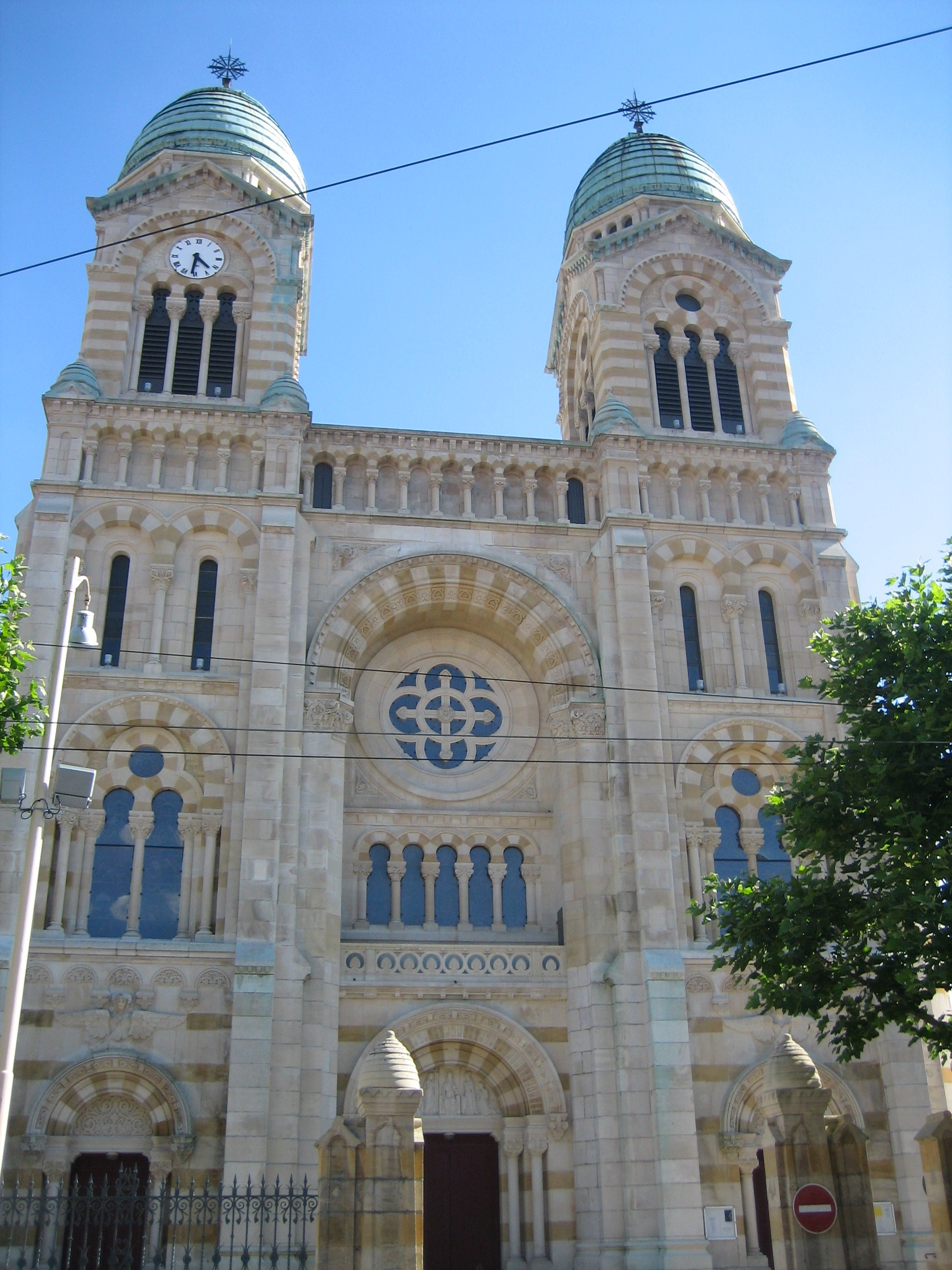
Basilique du Sacré-Cœur.

- au XIXe siècle, la basilique Saint-Epvre, édifice néo-gothique riche de 86 baies-vitrail, de fresques, et de son mobilier sculpté, qui remplace une église gothique abattue ;
- mais aussi les églises Saint-Georges, Saint-Léon IX, Saint-Pierre, Saint-Nicolas, Saint-Vincent-et-Saint-Fiacre, Saint-Joseph, Saint-Mansuy ;
- au XXe siècle, la basilique du Sacré-Cœur qui date du début du XXe siècle, la basilique Notre-Dame-de-Lourdes, l'église Saint-Vincent-de-Paul ;
- la chapelle du Sacré-Cœur : située rue Oudinot, ses offices sont menés par la Fraternité sacerdotale Saint-Pie-X selon la forme tridentine du rite romain. Ouverte en 1999, c'est la deuxième du nom dans la rue Oudinot, bien que la précédente (une ancienne chapelle protestante) soit maintenant fermée (pour cause d'étroitesse). Elle allie une architecture moderne avec des éléments plus classiques (arcs-boutants et tribune au premier étage) et une paramentique plus traditionnelle. En août 2010, elle devient dépendante du prieuré Saint-Nicolas alors nouvellement créé à ses côtés[224].
- le cimetière de Préville abrite les tombes de nombreuses personnalités lorraines ;
- Nancy compte également sept lieux de cultes musulmans, mosquées et salles de prière[225].
- L'Église de Jésus-Christ des saints des derniers jours compte une église à Nancy, rue de Badonviller.

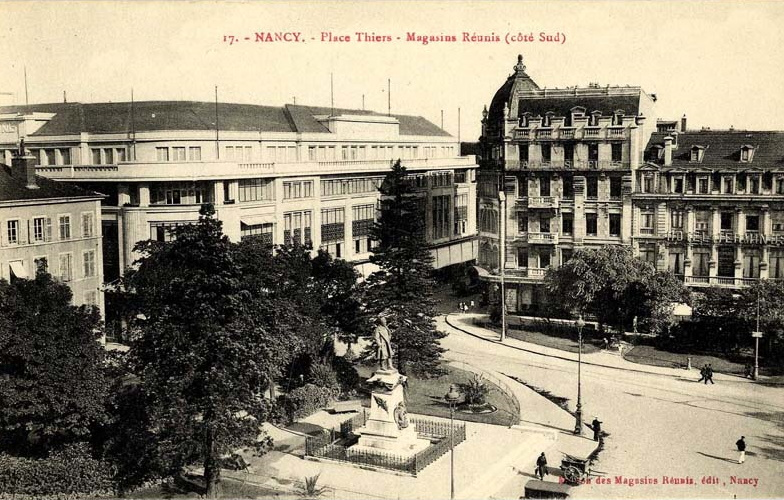
Carte postale de Nancy, début XXe. Place Thiers, côté Sud.

- À la suite d'un incendie survenu en 1916, les Magasins réunis d'Eugène Corbin sont reconstruits. La reconstruction du magasin a lieu en 1925, souhaitant rompre avec l'École de Nancy, Eugène Corbin confie le projet à l'architecte Pierre Le Bourgeois, adepte du béton armé et du procédé Hennebique. Ce dernier propose une structure porteuse en béton armé, avec des façades fermées par des panneaux métalliques. L'instabilité du sous-sol aboutit à l'effondrement d'une importante partie du magasin en béton armé peu avant sa seconde inauguration prévue en décembre 1926. Le magasin ouvre finalement ses portes en 1928. Dans le style Art déco, la façade est délibérément épurée, rythmée par des pilastres cannelés et des bas-reliefs réalisés par le sculpteur Émile Bachelet. Des grilles forgées recouvrent certains des panneaux métalliques.

#### Monuments et architectures religieuses

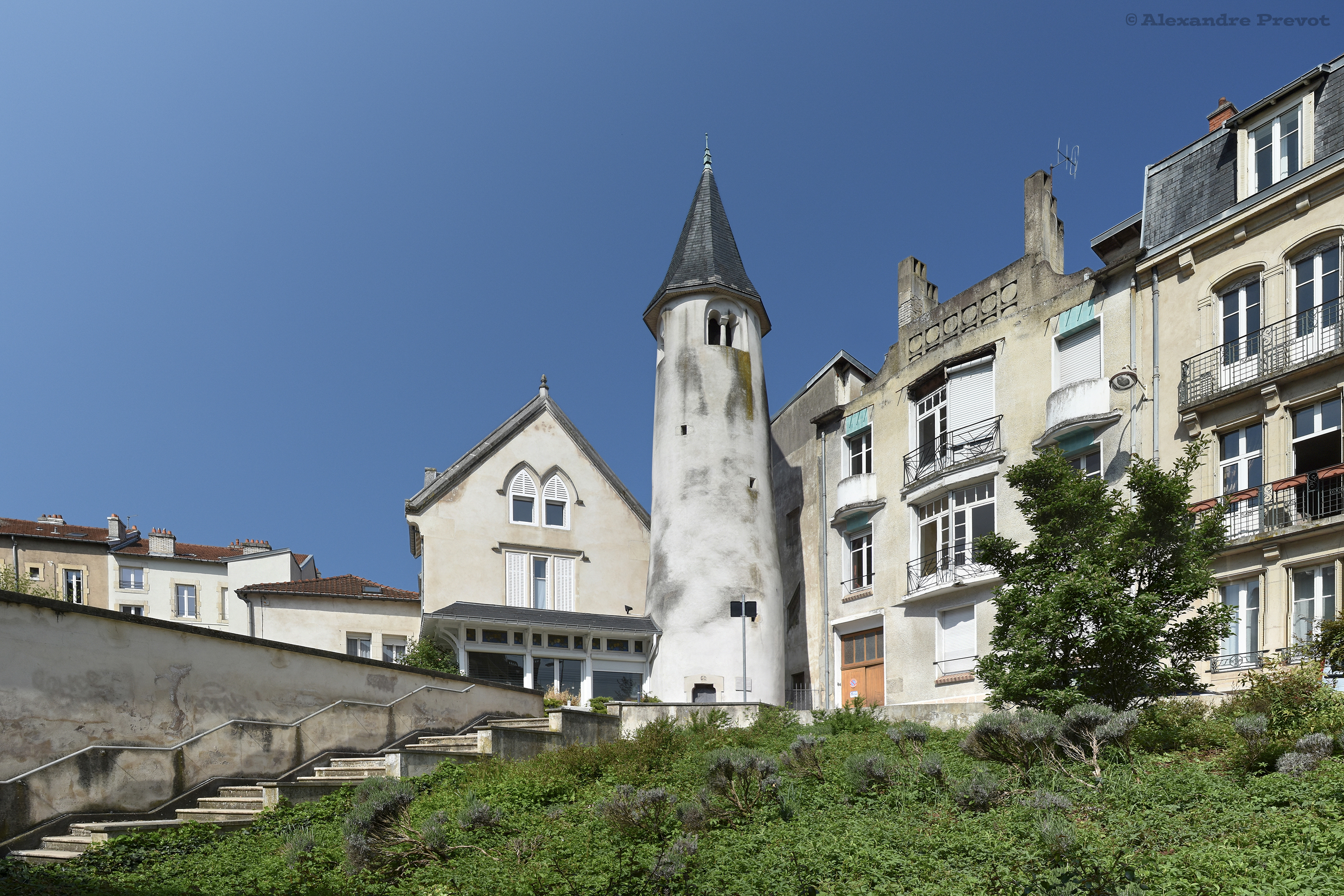
Commanderie Saint-Jean-du-Vieil-Aître : XIIe siècle.

- La commanderie Saint-Jean-du-Vieil-Aître est le plus vieil édifice visible de Nancy. Datant du XIIe siècle, c'est l'un des rares monuments de style roman de la ville. La tour est le vestige d'une église qui avait été fondée par le duc Mathieu Ier, et qui fut détruite au milieu du XIXe siècle.

L'évêché du diocèse de Nancy-Toul est situé dans la ville, à côté de la cathédrale. Parmi les bâtiments religieux de la ville on peut citer :

#### Patrimoine militaire

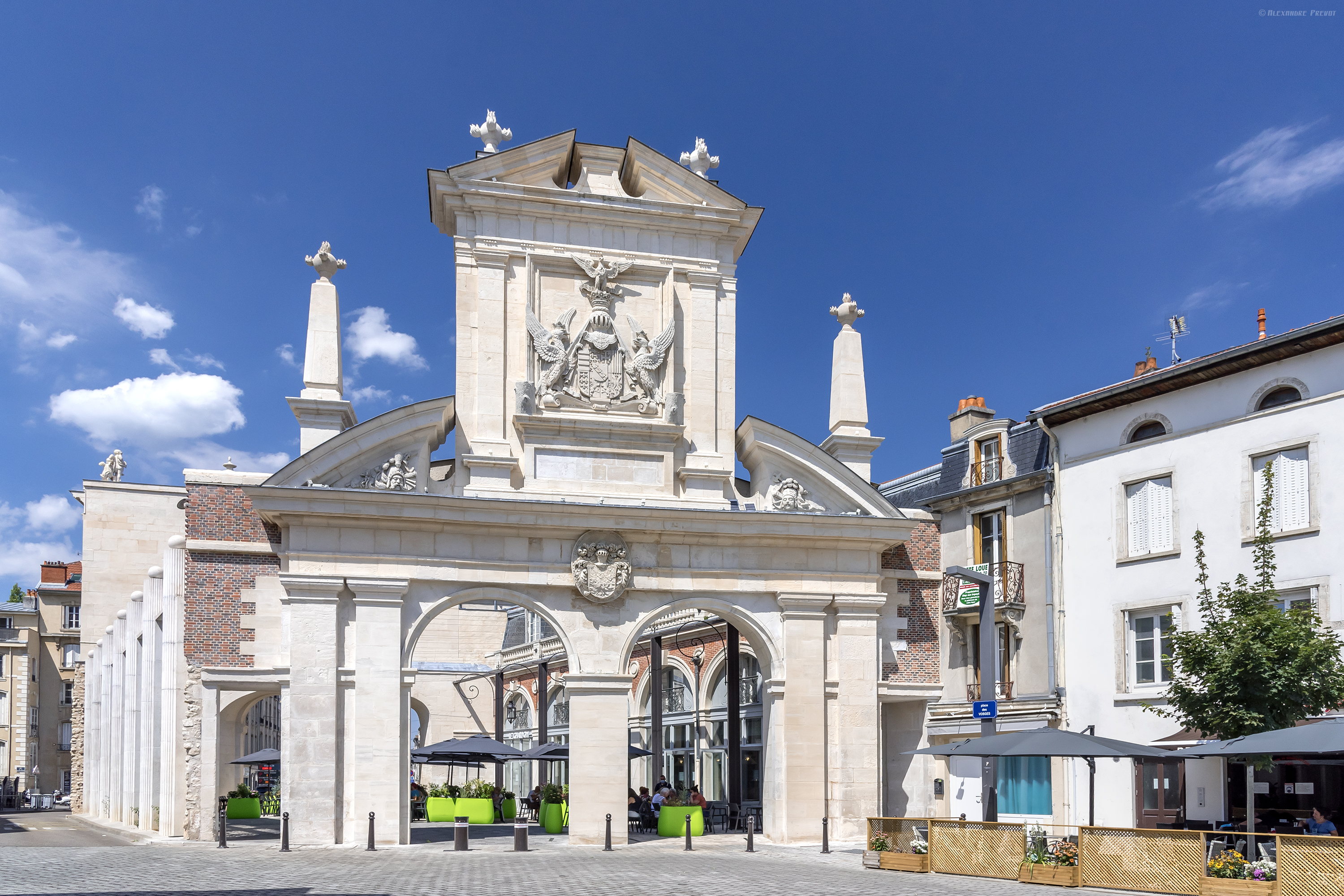
La porte Saint-Nicolas.

La ville a conservé plusieurs portes, vestiges des différentes époques de fortification :
- la porte de la Craffe du XVIe et son pendant XVIIe la porte Notre-Dame ;
- les portes de la Citadelle, Saint-Georges et Saint-Nicolas, toutes trois construites entre le XVIe et le XVIIe siècle ;
- la porte Saint-Jean (disparue) ;
- la porte Sainte-Catherine et la porte Stanislas, édifiées au XVIIIe ;
- la porte Héré édifié au XVIIIe ;
- la porte Désilles, dernière porte construite, juste avant la Révolution ;

Autre patrimoine militaire :
- le sous-sol du Musée des beaux-arts présente un bastion en bon état de conservation ;
- l'ancien Arsenal des ducs de Lorraine, dans un agréable style Renaissance ;
- la caserne Thiry (premièrement « Sainte-Catherine ») construite de 1764 à 1769 ;
- la caserne Blandan, concernée par le projet Artem.

#### Parcs et espaces verts

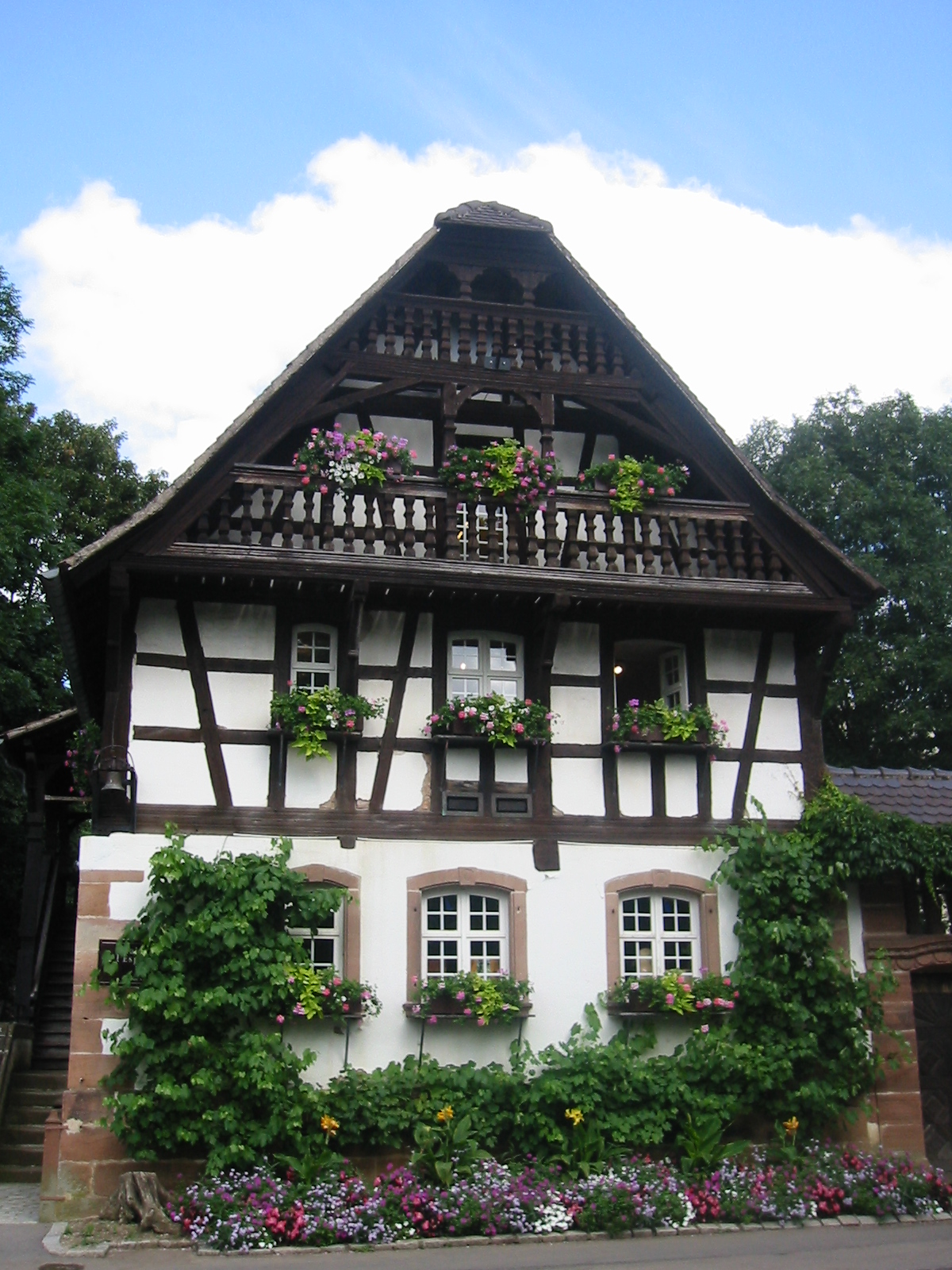
Maison alsacienne au parc Sainte-Marie.

- le parc de la Pépinière créé au XVIIIe siècle par le duc Stanislas, 22 ha ;
- le parc Sainte-Marie créé au XIXe, 18 ha, classé jardin remarquable en juin 2010 ;
- le jardin du musée de l'École de Nancy ;
- le parc Olry ;
- le parc Blondlot ;
- le parc de la Cure-d'Air ;
- le jardin Godron, premier jardin botanique de Nancy, il en conserve toujours la structure et est classé jardin remarquable ;
- le jardin de la Citadelle ;
- le cours Léopold, vaste esplanade urbaine et piétonne bordées de centaines d'arbres ;
- le jardin d'eau, conçu par Alexandre Chemetov[226] ;
- le parc Verlaine.

### Gastronomie

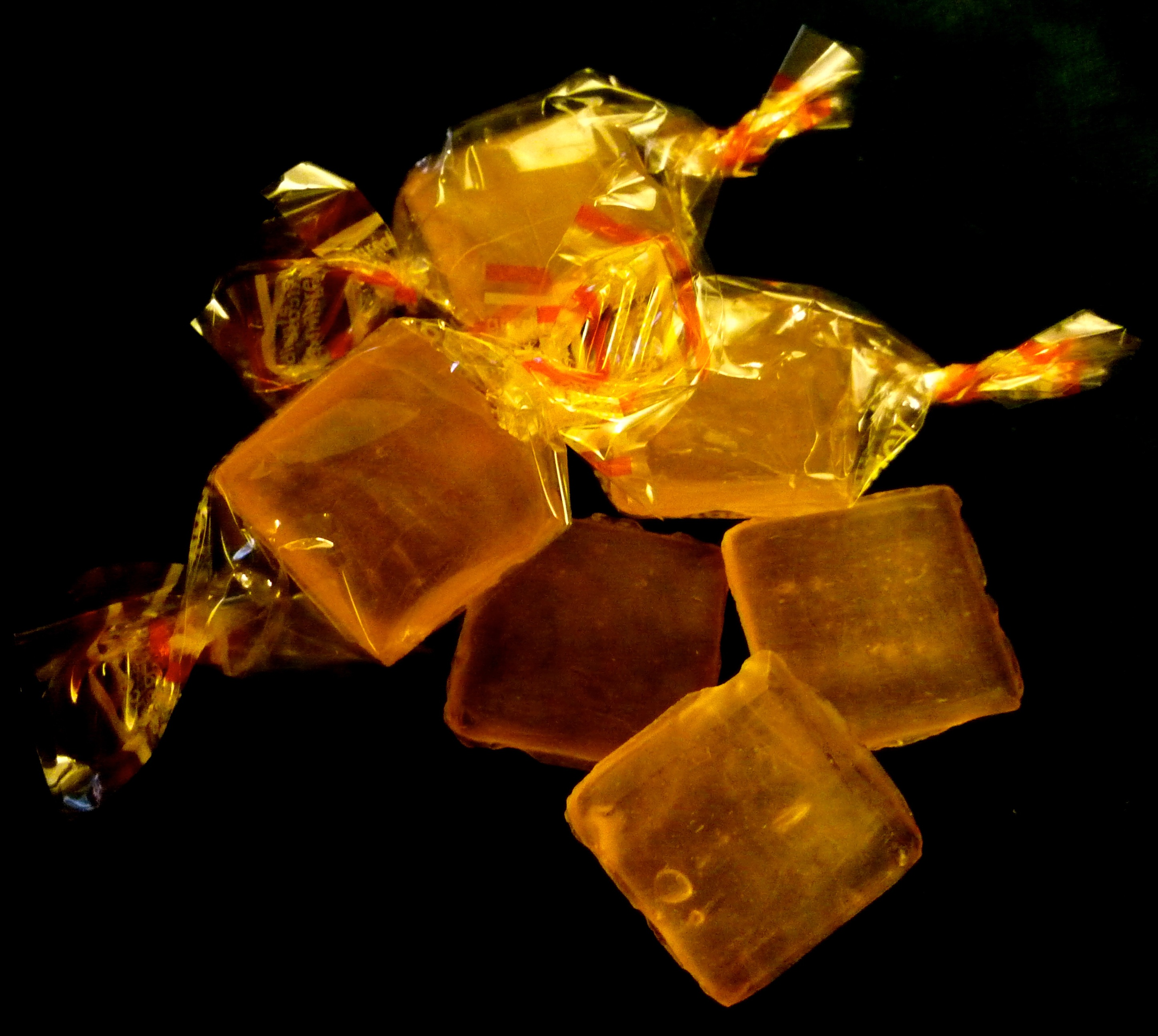
Les bergamotes de Nancy.

La bergamote de Nancy, un petit bonbon rectangulaire doré, est une spécialité nancéienne bien connue, parfumée à l’essence de bergamote. Ce fruit proche du citron est originaire de Calabre, qui faisait partie du royaume de Sicile, possession du duc de Lorraine René Ier.
On peut également citer la quiche lorraine, le baba au rhum inventé pour le duc de Lorraine Stanislas Leszczynski, la bouchée à la reine, le pâté lorrain, la madeleine, la mirabelle, le saint-epvre, la duchesse, et les macarons produits depuis le XVIIe siècle, bien que les villes de Toul et de Boulay produisent également cette spécialité depuis le XIXe siècle dans la région, et ailleurs.
En 2016, le record du monde du plus grand plateau de fromage a été battu à Nancy.

### Nancy dans les arts et la culture populaire

#### Littérature
- Stendhal situe son roman Lucien Leuwen (1834) à Nancy.
- Dans Melmoth réconcilié (1835) d'Honoré de Balzac, Castanier (caissier du baron de Nucingen), rencontre son épouse à Nancy, « dans une de ces fêtes nommées des Redoutes, qui souvent étaient offertes à la ville par les officiers de la garnison[231]. »

#### Gravure
- Dominique Collin, graveur ordinaire du roi Stanislas, réalise des vues de la ville de Nancy et de ses monuments.
- Yves-Dominique Collin continue le travail de son père et grave plusieurs représentations de la ville[232].

#### Cinéma
Nancy a prêté son décor à plusieurs films et téléfilms français :
- 1994 : Une femme française, de Régis Wargnier, avec Emmanuelle Béart, Daniel Auteuil, Jean-Claude Brialy, et Samuel Le Bihan ;
- 2004-2005 : Les Âmes grises, d'Yves Angelo, avec Jacques Villeret et Jean-Pierre Marielle ;
- 2005 : Le Temps de la désobéissance, de Patrick Volson, avec Martin Lamotte et Daniel Russo ;
- 2007 : Divine Émilie, de Arnaud Sélignac, avec Léa Drucker, Thierry Frémont et Olivier Sitruk ;
- 2008 : Il y a longtemps que je t'aime, de Philippe Claudel, avec Kristin Scott Thomas, Elsa Zylberstein et Serge Hazanavicius ;
- 2010 : Henry, de Francis Kuntz et Pascal Rémy, avec Francis Kuntz, Elise Larnicol et Bruno Ricci ;
- 2012 : Bye bye Blondie, adaptation du roman de Virginie Despentes avec Béatrice Dalle, Emmanuelle Béart et Pascal Greggory.

#### Chanson
- En 1976, Joe Dassin choisit Nancy comme décor à une ballade amoureuse pour une de ses chansons : Le Café des Trois Colombes.
- En 1994, C. Jérôme consacre lui aussi une ballade à la cité ducale : Nancy.
- En 2009, Stéphane Cadé décrit la forte émotion ressentie dans cette ville qu'il découvre : L'hiver à Nancy.
- En 2011, Oldelaf lui consacre une chanson où la ville est décrite comme le comble du sinistre et de l'ennui.
- Le 29 avril 2018, le rappeur nancéien Kikesa a sorti, pour son DDH 21 (Dimanche de Hippie no 21), une chanson consacrée à sa ville natale : Nancy. Ce son le fera connaître du grand public. Ce clip a aujourd'hui plus de 7,6 millions de vues[233].
- D’autres chanteurs locaux (Chellaps, Souf, etc.) évoquent Nancy ou tournent leurs clips dans les rues de la ville ou de l’agglomération.

#### Bande dessinée
- My lofts, de Kafka, éd. Futuropolis (1985)
- Courts-circuits géographiques, de Jochen Gerner, L'Association, coll. Ciboulette, 1997.
- Le Saint Patron, de Jochen Gerner, L'Association, coll. Ciboulette, 2004.

#### Astronomie
L'astéroïde (9378) Nancy-Lorraine a été nommé en honneur de la ville.

### Patrimoine culturel

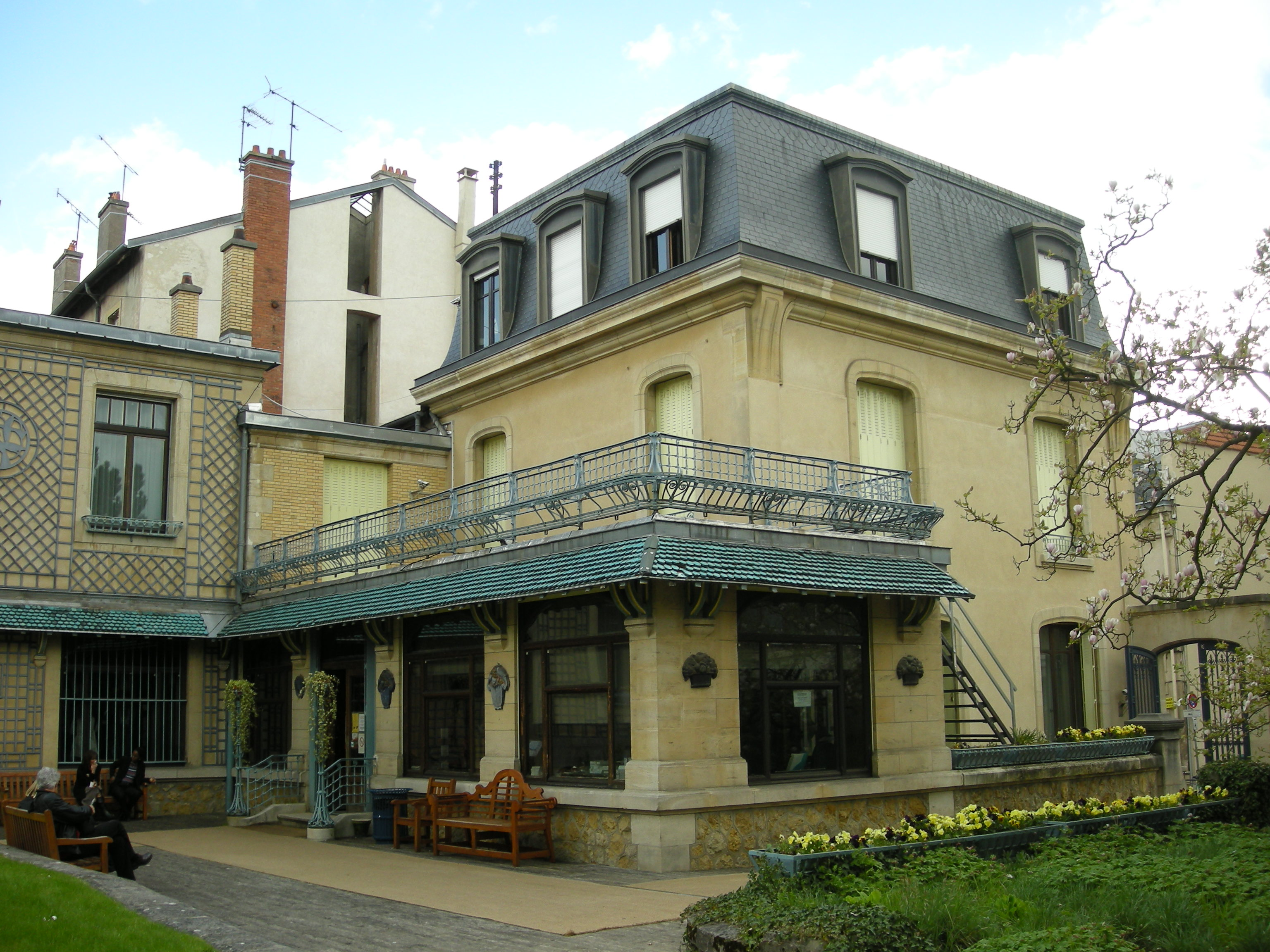
Musée de l'École de Nancy.

#### Musées
- Musée des beaux-arts de Nancy, sur la place Stanislas.
- Musée lorrain, dans l'ancien palais des Ducs de Lorraine.
- Musée de l'École de Nancy, dans l'ancienne demeure d'Eugène Corbin.
- Muséum-aquarium de Nancy, qui dépend de l'université Henri-Poincaré.
- Galerie Poirel

#### Salles de spectacles

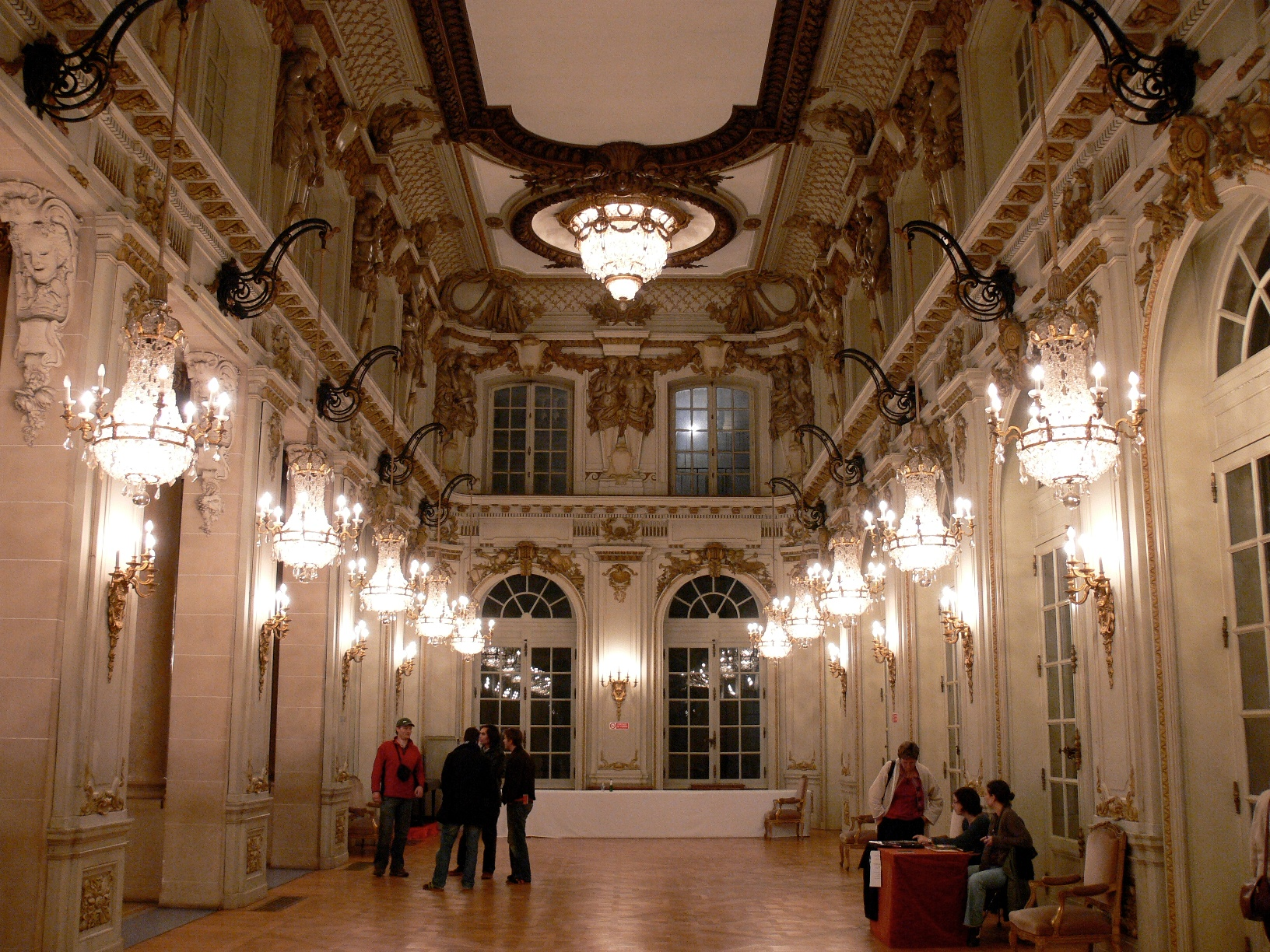
Le foyer de l'opéra.

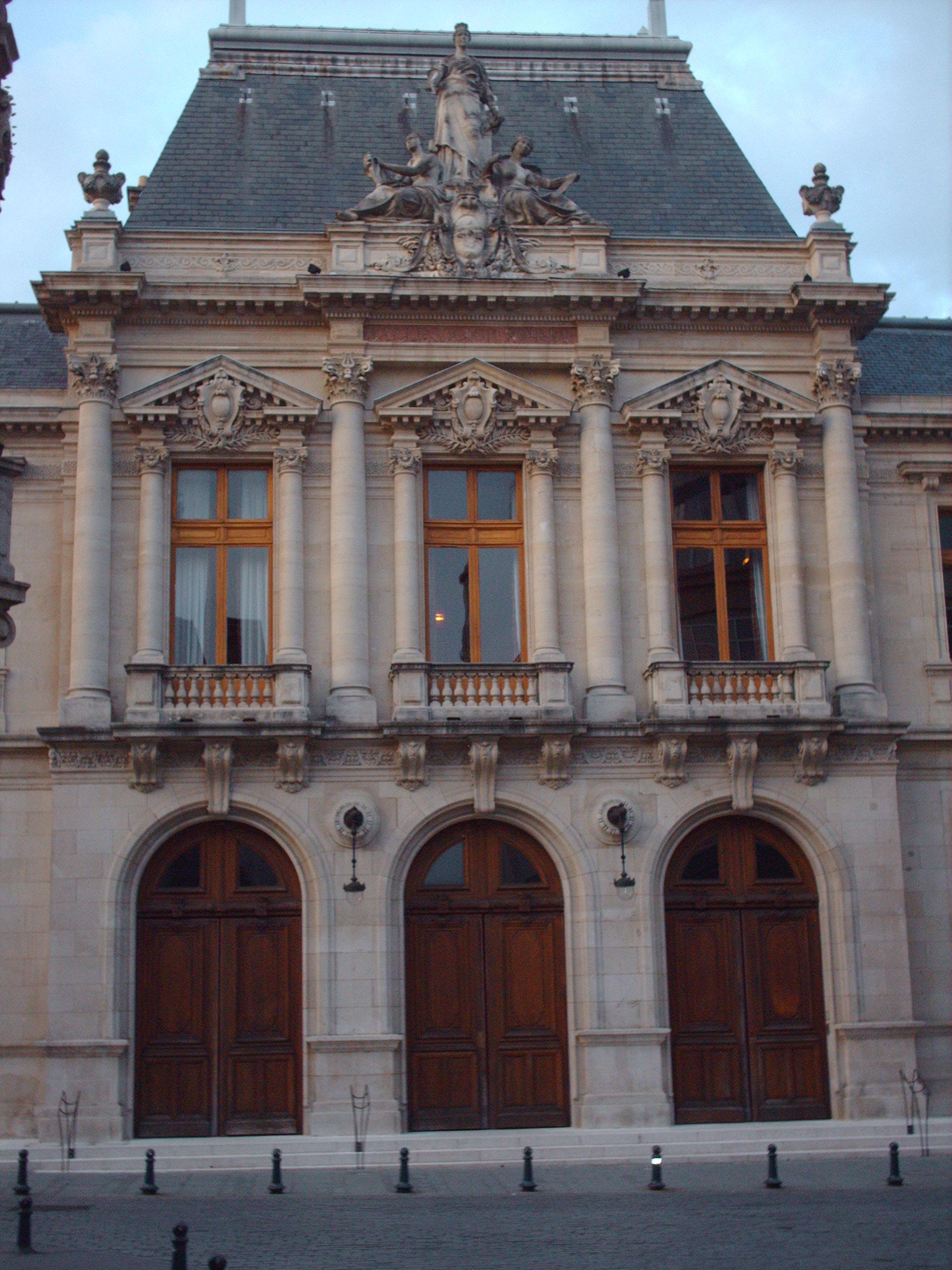
Salle Poirel.

- Nancy possède un opéra national (place Stanislas) qui représente des œuvres du répertoire et contemporaines, des créations, dans le domaine de l’opéra ainsi que de la danse. Patrick Dupond y a dirigé des ballets de 1988 à 1990.
- La salle Poirel, restaurée à la fin des années 1990, accueille des spectacles variés (théâtre ou concerts...) ainsi qu'une galerie d'exposition.
- L'Autre Canal est un complexe de salles et studio entièrement consacré aux musiques actuelles (CRMA) ouvert en 2007.
- Théâtre de la Manufacture, ayant le statut de centre dramatique national.
- Théâtre de Mondésert.
- Le petit théâtre dans la ville, micro-théâtre, en ville-vieille.
- L'Austrasique (salle de concert).
- Zénith de Nancy.
- Palais des congrès de Nancy.
- La Comédie de Nancy, café théâtre.
- Théâtre de la Foucotte, théâtre associatif de 260 places qui accueille des spectacles variés : théâtre, musique...
- Théâtre du G.E.C., cours Léopold.

#### Bibliothèques
- Médiathèque (100 000 documents)
- bibliothèque municipale (400 000 livres), ouverte sur édit du roi en 1751[234].
- Bibliothèques universitaires (500 000 documents à Nancy 2) :
  - Bibliothèque universitaire de droit et sciences économiques de Nancy
  - Bibliothèque américaine de Nancy
- Bibliothèque diocésaine (150 000 volumes).

#### Autres infrastructures culturelles
- Centre chorégraphique national-Ballet de Lorraine, direction Petter Jacobsson.
- Orchestre symphonique et lyrique de Nancy.
- Conservatoire national de région (théâtre, musique, danse).
- Conservatoire régional de l'image de Lorraine.
- Galerie Lillebonne, art contemporain.
- Maisons des jeunes et de la culture.

### Héraldique
| Armes de Nancy | D'argent à la tige de chardon arrachée de sinople, fleurie de pourpre, chargée de deux feuilles piquantes au naturel ; au chef coupé d'un et parti de trois : au premier fascé d'argent et de gueules de huit pièces, au deuxième d'azur semé de fleurs de lys d'or brisé en chef d'un lambel de gueules, au troisième d'argent à la croix potencée d'or cantonnée de quatre croisettes du même, au quatrième d'or à quatre pals de gueules, au cinquième d'azur semé de fleurs de lys d'or à la bordure cousue de gueules, au sixième d'azur au lion contourné d'or à la queue fourchue, armé, lampassé et couronné de gueules, au septième d'or au lion de sable armé et lampassé de gueules, au huitième d'azur semé de croisettes recroisetées au pied fiché d'or aux deux bars adossés du même brochant sur le tout, sur le tout d'or à la bande de gueules chargée de trois alérions d'argent. | Grandes armes de Nancy. |

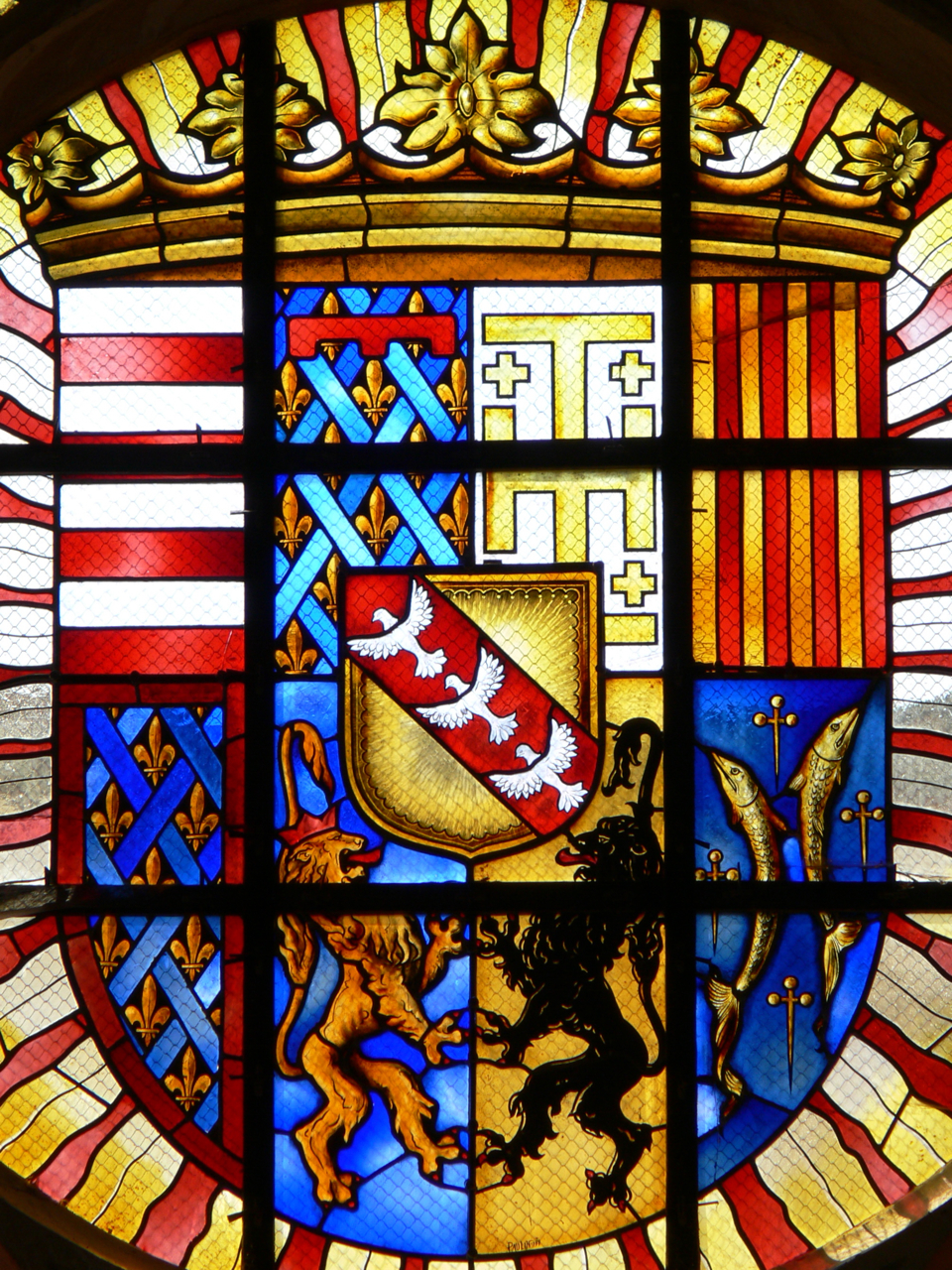
Blason déterminant le chef du blason de Nancy.

Le chardon rappelle la devise « non inultus premor » (« qui s'y frotte s'y pique » ou littéralement « on ne me touche pas impunément »), allusion à la victoire de 1477 contre Charles le Téméraire. Charles III autorisa la ville à utiliser les armoiries des ducs de Lorraine en 1575. Le chardon est ainsi surmonté d'un chef aux armes des quatre royaumes (Hongrie, Naples, Jérusalem et Aragon) et des quatre duchés (Anjou, Gueldre, Juliers et Bar) sur lesquels les ducs de Lorraine exerceraient leurs droits. Ils sont chevauchés par les armes de la Lorraine.
Sous le règne de Stanislas, Nancy, pour plaire à ce prince, avait pris pour devise : « Aculei mei acuti in corda inimicorum regis »(Soit en français, approximativement : "Mes épines sont tranchantes dans le cœur des ennemis du roi").
En 1699, au mépris des armes historiques de Nancy, le juge d'armes français Charles d'Hozier attribue à la ville de Nancy un blason « d'or, à deux canons d'azur, posés en sautoir ».
On suspend généralement à l'écu les décorations reçues par la ville, dont la Légion d'honneur, qui lui fut décernée en octobre 1919.
| Armes de Nancy sous le Premier Empire | D'argent au chardon de pourpre tigé arraché et feuillé de sinople, au chef des bonnes villes de l'Empire (de gueules à trois abeilles d'or) était le blason de Nancy sous le Premier Empire. |

## Pour approfondir